# インドの遺跡におけるペルシア語の碑文

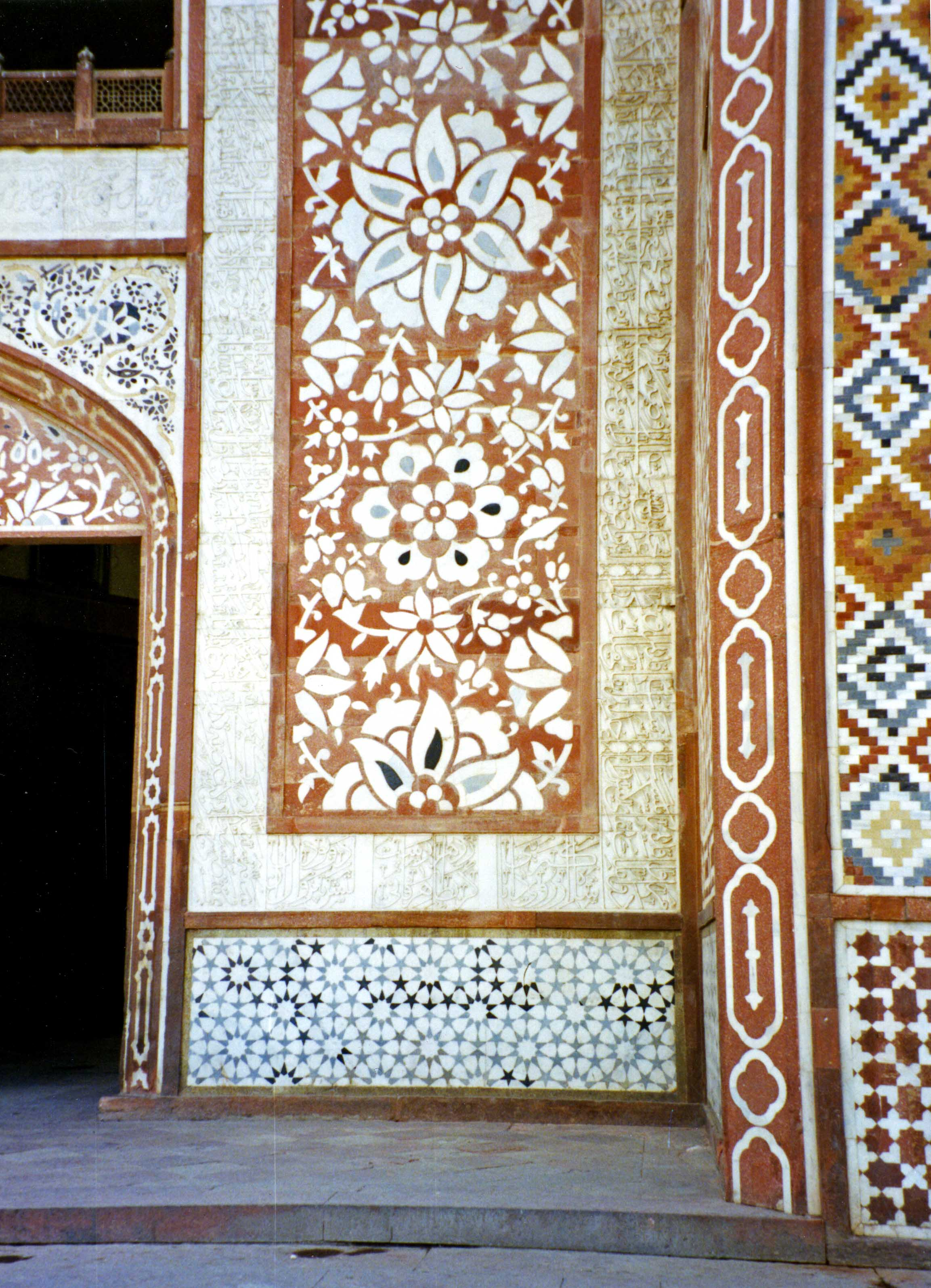
アクバル廟は、最高のペルシア語の詩と最高の大理石によって装飾されている。

『インドの遺跡におけるペルシア語の碑文』（インドのいせきにおけるペルシアごのひぶん、ペルシア語: نقش پارسی بر احجار هند）とは、アリー・アスガル・ヘクマテ・シーラーズィー博士によるペルシア語の書籍で、1956年および1958年に発行された。インドの歴史的遺跡で発見された80を超えるペルシア語の碑文のテキストが掲載されており、その遺跡の多くは現在、 国の遺産として指定されたり、ユネスコの世界遺産に登録されたりしている。2003年に、インドの遺跡からの200の碑文を追加した最新版となる第３版がペルシア語で出版された。英語版も印刷中である。

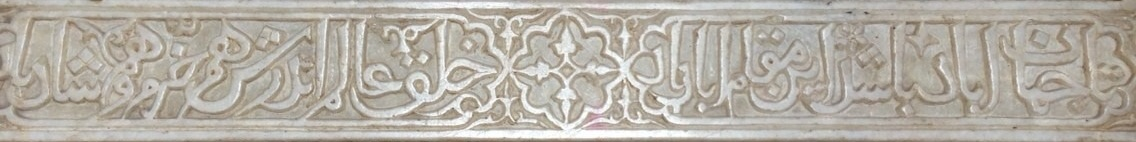
インドの遺跡におけるペルシア語の碑文

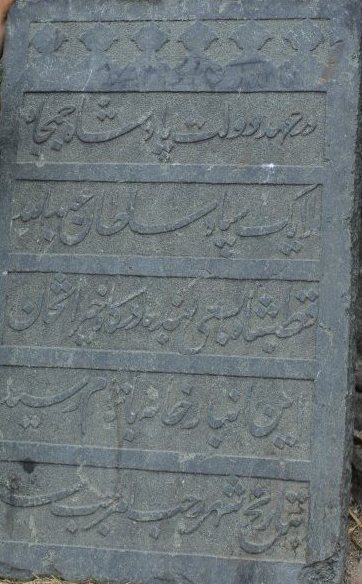
インドの遺跡におけるペルシア語の碑文

## 第1章
本書の第一章は、インドのペルシア語碑文の歴史にあてられており、イスラムの初期の発展まで、およびそれ以降の碑文研究の歴史を説明している。 サーサーン朝のペルシア語の碑文は、アジャンター石窟群、プラケーシン二世の治世に由来する多くの硬貨、チェンナイのセント・トーマス・マウントやサン トメ聖堂といった教会の十字架、バンガロールの聖マリア正教会でみられる。
インドでは、ペルシア語の碑文は通常、モスクや墓などの建物、または砦、宮殿、門、貯水槽、井戸、庭園、橋などの世俗的な建造物に見られる。 印鑑、花瓶、食器などの特定の持ち運べるものにもまた、しばしば銘が刻まれている。 インドにおけるほとんどのインド・イスラームおよびペルシア語の碑文は、12世紀の最後の10年間、ムハンマド・ゴーリーがデリーを征服し、そこに彼の王朝を確立したときからさかのぼる。 しかし、ハリヤーナー州、グジャラート州、ケーララ州では、少数の日付の古い碑文が見つかっている。.
インドで見つかったペルシア語、アラビア語、および（近年では）ウルドゥー語の碑文では、最も顕著に示されている王朝は、マムルーク朝、ハルジー朝、トゥグルク朝、サイイド朝、ローディー朝、ムガル朝およびスール朝（中央部において）であり、他の多くの地方王朝の碑文にもみられる。 強力なムガル朝（ホラサニド王朝）が権力を握ったとき、彼らはペルシア語を、碑文、硬貨、公式の手紙など、多くの学術的および行政的事項の主要言語として使用した。 後期のムガル朝の下では、地方公国の多くが自治体となり、ペルシア語を公用語として使い続けた。 その後、ウルドゥー語が広く使用されるようになったとき、その存在も碑文に記録された。
各碑文には、アラビア語、ペルシア語、ウルドゥー語の碑文に加えて、２か国さらには３か国語の碑文もある。（例えば、アラビア語に、グジャラート語、ベンガル語、タミル語、マラヤーラム語などの地方言語との組み合わせ、ペルシア語にカンナダ語、テルグ語、オリヤー語、タミル語、グジャラート語、マラティ語などの地域言語の組み合わせ）。 ペルシア語、およびペルシア語とコーランのアラビア語の混合は、サンスクリット語、ヒンディー語、英語、ポルトガル語など、他の多くの言語とともに使用されてきた。 このような碑文の例は、ニューデリーのクトゥブ・ミナール、シカンドラーのアクバル大帝の墓、ベンガルのアディーナモスク、アグラのタージ・マハルなど、多くの場所にある。 さらに、アラビア語とペルシア語の碑文は、クーフィ体、ナスフ体、スルス体、ルクア体、ナスタアリ－ク体といった、アラビア語やペルシア語カリグラフィーのさまざまなスタイルで書かれている。
この本では、以下のような、ペルシア文字が刻まれている多くの宮殿、砦、墓、モスクについて説明している。

## 宮殿、城塞におけるペルシア語の碑文
赤い城
ムガル帝国第5代皇帝シャー・ジャハーンが、ムガール帝国の首都をアーグラからデリーに遷都した際、自らの名を冠した新都シャージャハーナーバード （Shahjahanabad）における居城として、1648年に建てられた。 2007年に、隣接するサリームガル城 （Salimgarh Fort） と併せて「赤い城の建造物群」としてユネスコの世界遺産に登録された。 ラホール門内のチャッタ・チョウクは宮廷の女性たちのためのショッピング街であったといい、現在は土産物屋が並ぶ。
ラシュトラパティ・バワン
インドのニューデリーにある大統領の官邸。総敷地面積は約130haあり、国家元首の官邸としては世界最大規模の面積となる。

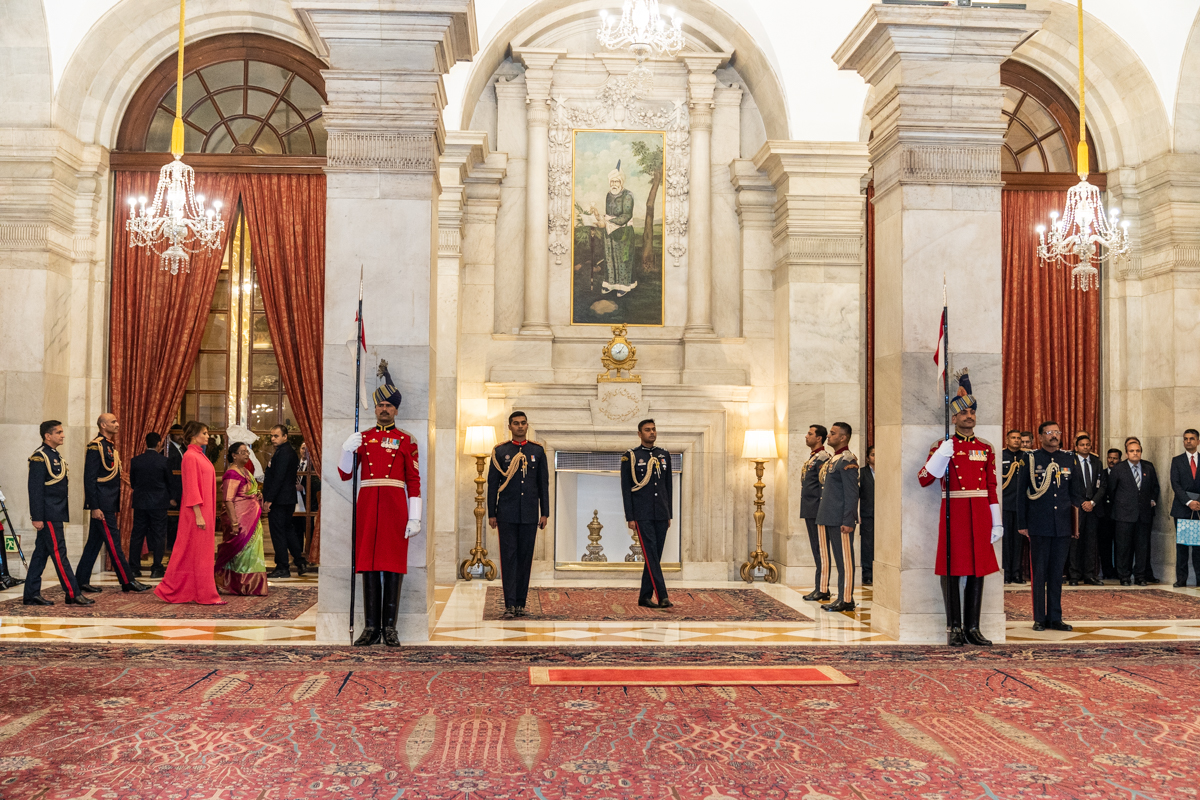
ラシュトラパティ・パワンのニザーミーの肖像

ペルシアの言語と文学はインド亜大陸全体に多大な影響を及ぼしており、ニザーミーの詩はインド亜大陸で非常に人気があった。インド亜大陸のペルシア語・ウルドゥー語話者の間での彼の名声を高めたのはおそらく、アミール・ホスロー・デリーである。ニザーミーは、その独特のスピーチと詩の言語によって、次のような多くの詩人に模倣されてきた：アミール・ホスロー・デリー、フワジュ・ケルマニ、ジャーミ、ハテフィ、ガーセミ、ヴァフシ・バフギ、アルフィ・シラジィ、マクタビ、ファイズィ、アシュラフ・マラギ、アーザル・ビグデリ、バドリディン・ヒラリ、ルーミー・ケルマニ、モウラーナー・ナヴィディ・シラズィ、サルマン・サヴァジ。
アミール・ホスロー・デリーは、ニザーミーの『五部作』（ハムサ）を模倣した他の者たちよりも比較的優れている。彼は、彼の詩の中でニザーミーを賞賛の芸術の達人として賞賛している：「言葉の王国の支配者、名高い英雄、学者であり詩人である彼の杯で乾杯。純粋なワインは酔うほど甘美であるが、我々の側の杯には、泥しかない。」
書籍『インドの遺跡におけるペルシア語の碑文』によると、現在のインド大統領官邸ラシュトラパティ・バワンの最も重要なホールであるアショカホールには、天井とホールの一部に、ハーフェズ、ハイヤーム、ニザーミーの美しいペルシアの詩が書かれ、ファトフ・アリー・シャーやシャー・カジャールなどのイラン（ペルシア）の絵画で飾られている。ホール両側にあるニザーミーの大きな油絵とペルシアの女性の大きな絵は、すべての訪問者を魅了している。
『五部作』（ハムサ）は、後の世紀にペルシャとムガルの宮廷で作られた豪華な細密画（ミニアチュール）の写本の人気のある主題であった。1590年代にムガル帝国の皇帝アクバルのために作成された『五部作』（大英図書館、Or.12208）はその一例である。

## 廟

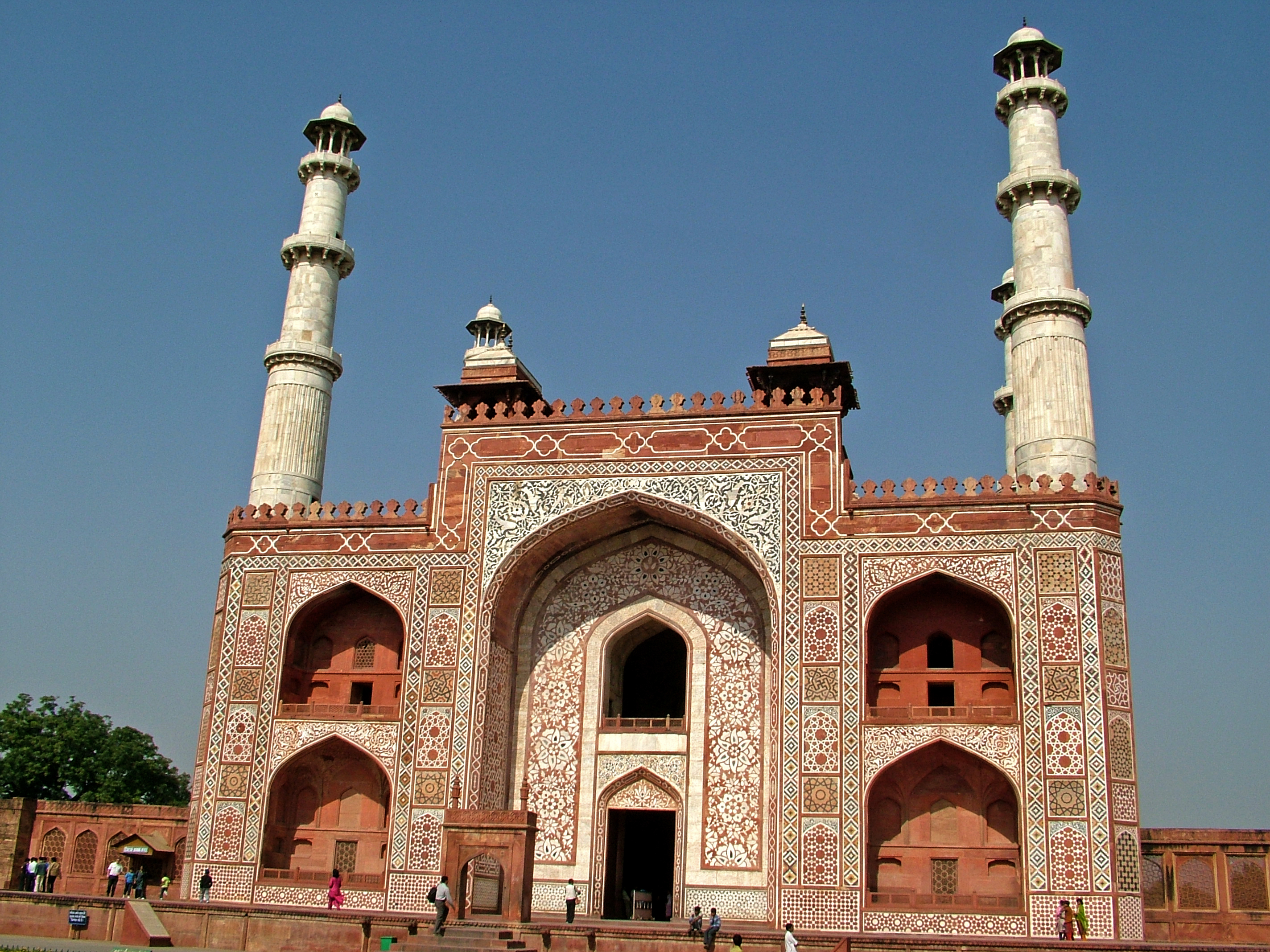
アクバル廟

アクバル廟はムガル朝皇帝アクバルの墓で、ムガール建築の傑作といわれる。1605〜1613年に息子ジャーハンギールによって建てられた。アーグラの一部シカンドラーの119エーカーの敷地にあり、ペルシア語の碑文と詩が刻まれた最高の大理石の石でできている。

## モスク

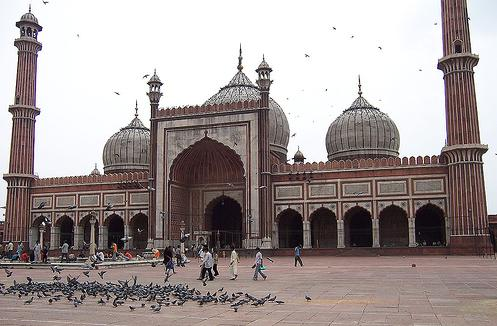
ジャーマー･マスジド

タージ・マハル
タージ・マハルは、ムガル帝国第5代皇帝シャー・ジャハーンによって立案され、1656年に竣工した。この巨大なモスクの建設には5000人の労働力と6年以上の歳月を要した。また建設に際して当時の金額で100万ルピーの費用がかかった。シャー・ジャハーンはこの他にもデリー各所やアーグラ、アジュメール、ラホールに主要なモスクを建立している。
ジャーマー・マスジド

デリーのジャーマー・マスジドの間取りはアーグラのジャーマー・マスジドと酷似していると言われている。また、シャー・ジャハーンの息子アウラングゼーブによって1673年にラホールに建設されたバードシャーヒー・マスジドとも深いつながりがある。
シュリーナガルのモスク

## 第3版（新版）
50年以上忘れられていたこの本の第3版は、モハンマド・アジャム博士によって発行された。 出版社の紹介によれば、この本は、ペルシア語とペルシア文学そして言語学の学生たちに特に強く待たれていた。新版には約120枚の画像と、5部構成の第7章が追加されている。 新版は、『インドの世界遺産に登録されているペルシャ語の碑文』という別のタイトルで発行されている。これは、ここで説明されている石碑文の多くが、世界遺産および無形文化遺産として保存および登録されているためである。
第3版にはタージ・マハルについての詳細な説明と写真が掲載されている。タージ･マハルは1632年着工、1653年竣工とされる。ムガル帝国の第5代君主シャー・ジャハーンが、謀反を起こした臣下ハーン・ジャハーン・ローディー討伐に出た際、付き従っていた妻ムムターズ・マハルが、遠征先のブルハーンプルで産褥病のため1631年6月7日死亡した。その遺言のひとつに、後世に残る墓を所望していたことから建設されたものである。
| シャー・ジャハーン |  | ムムターズ・マハル |
| シャー・ジャハーン |  | ムムターズ・マハル |

## 第7章・第1部
この章の第一部には、クトゥブシャヒ王朝の時代にさかのぼる、ハイデラバードの遺跡にあるペルシア語の碑文の抜粋がある。 また、ゴルコンダ砦とアーンドラ・プラデーシュ州のデカン高原からの碑文も含まれている。

## 第7章・第2部
第2部では、ベンガルの石碑上のペルシア語碑文の詳細がある。

## 第7章・第3部
第3部では、インドのムガル・ペルシア建築を扱う。 インドのペルシア・スタイルの建築と言語の影響は、トゥグルク朝から始まり、さらに、その後の統治王朝はすべて、ペルシャ語と文化が支配する地域である大ホラーサーン地域からきていた。ムガル朝もまた大ホラーサーン由来のため、この本はムガル建築をホラーサーンまたはペルシア様式の建築と表現している。（詳しくはムガル建築の項目参照）
砂岩と大理石で作られたムガル朝の墓は、ペルシアの影響を際立たせている[1] 。この時代の建築業績の中には、アーグラ城塞（1565–74）と城壁に囲まれた都市ファテープル・シークリー（1569–74）、シャー・ジャハーン（1628–58）によってムムターズ・マハル皇妃の墓として建設されたタージ・マハルがある[1]。二重のドーム、凹んだアーチ、白い大理石と公園、対称性と細部に重点が置かれたタージ・マハルには、シャー・ジャハーン時代の建築の重要な要素が数多く含まれている[2]。建物の壁にはコーランの詩が刻まれたが、生物の描写（インドのイスラム以前の芸術的伝統の本質的な部分であった）は、イスラームによって禁止されている。

## 第7章・第4部
第4部は、ペルシア語と、そのヒンディー語、ウルドゥー語、トルコ語などの他の言語への影響について記述されている。

## 第7章・第5部
第5部には、政府の指示や王室の命令のいくつかの実例と、ハイデラバードとデリーの博物館で発見されたペルシア語の図面の複写がある。

## ペルシア語の碑文のあるインドの遺跡の例
『インドの遺跡におけるペルシア語の碑文』によれば、インドにはペルシア語とコーランの碑文の例が15,000近くあり、そのほとんどがハイデラバード、デリー、アグラ、ラクナウなどの都市で見られる。 ペルシア語の碑文とペルシア書道を含む歴史的なインドの遺跡のリストには、以下のようなものがある。
- Taj Mahal タージ・マハル
- The Qutub Minarクトゥブ・ミナール
- Qutb complex　クトゥブミナール・コンプレックス
クトゥブ・コンプレックスに含まれるその他の遺跡にはジャマリカマリモスクと墓、バルバンの墓、クリ・ハーンの墓、メヘラウリー考古学公園のリホン・キ・バオリがあり、更に、隣接した丘の頂上にジャハズ・マハルとアダム・ハーンの墓がある。
- The Red Fort　赤い城
- Humayun's Tomb　フマーユーン廟
- Rashtrapati Bhavan　ラシュトラパティ・バワン
- The Lodhi Gardens　ローディー・ガーデン
- Purana Quila　プラーナ・キラ
- Safdarjung's Tomb　サフダル・ジャング廟
- Mehrauli in South Delhi.　 南デリーのメヘラウリー
メヘラウリーはクトゥブッディーン・アイバクによって建てられインド・イスラムスタイルとして知られるようになった新しい芸術と建築のスタイルの先駆的なもの。
- Jama Masjid ジャーマー・マスジド
- Tughlaqabad　トゥグラカバード
- Bedil Dehlavi　ビデル・デフラーヴィー
- Amir Khusrow Dehlavi　アミール・ホスロー
- Lucknow　ラクナウ
- St. James' Church　セント・ジェームス・チャーチ
- Bara Imambara バラ　イマンバラ
- Buland Darwaza 勝利の扉
- Lahore Fort　ラホール城
- Taj Mahal　 タージ・マハル
- Bibi Ka Maqbara　ビービー・カー・マクバラー
- Fatehpur Sikri　ファテープル・シークリー
- Moinuddin Chishti　ムイーヌッディーン・チシュティー
- Badshahi Masjid　バードシャーヒー・モスク

## 写真ギャラリー
ペルシア語の碑文のあるインドの遺跡の写真 

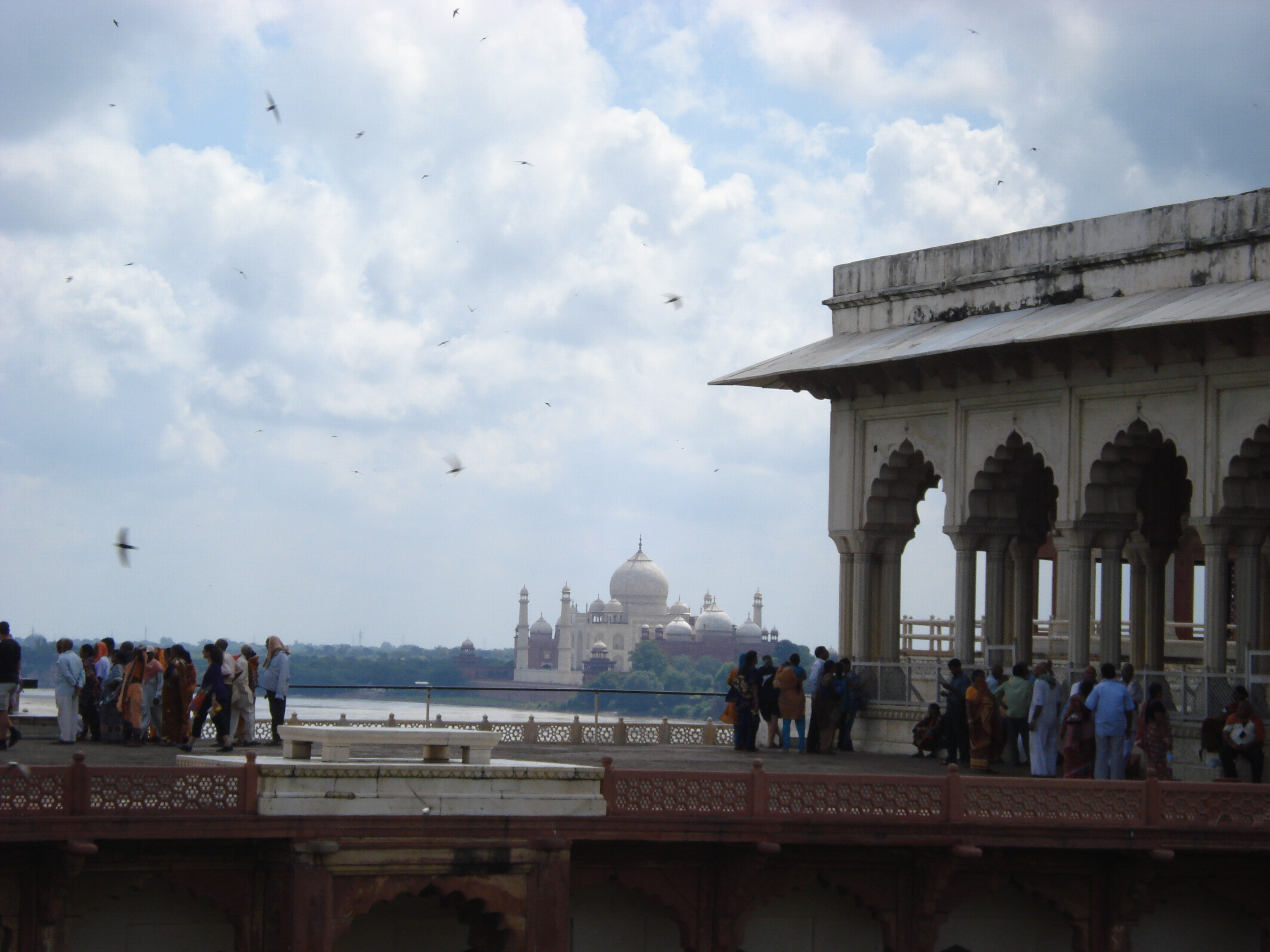
タージ・マハル
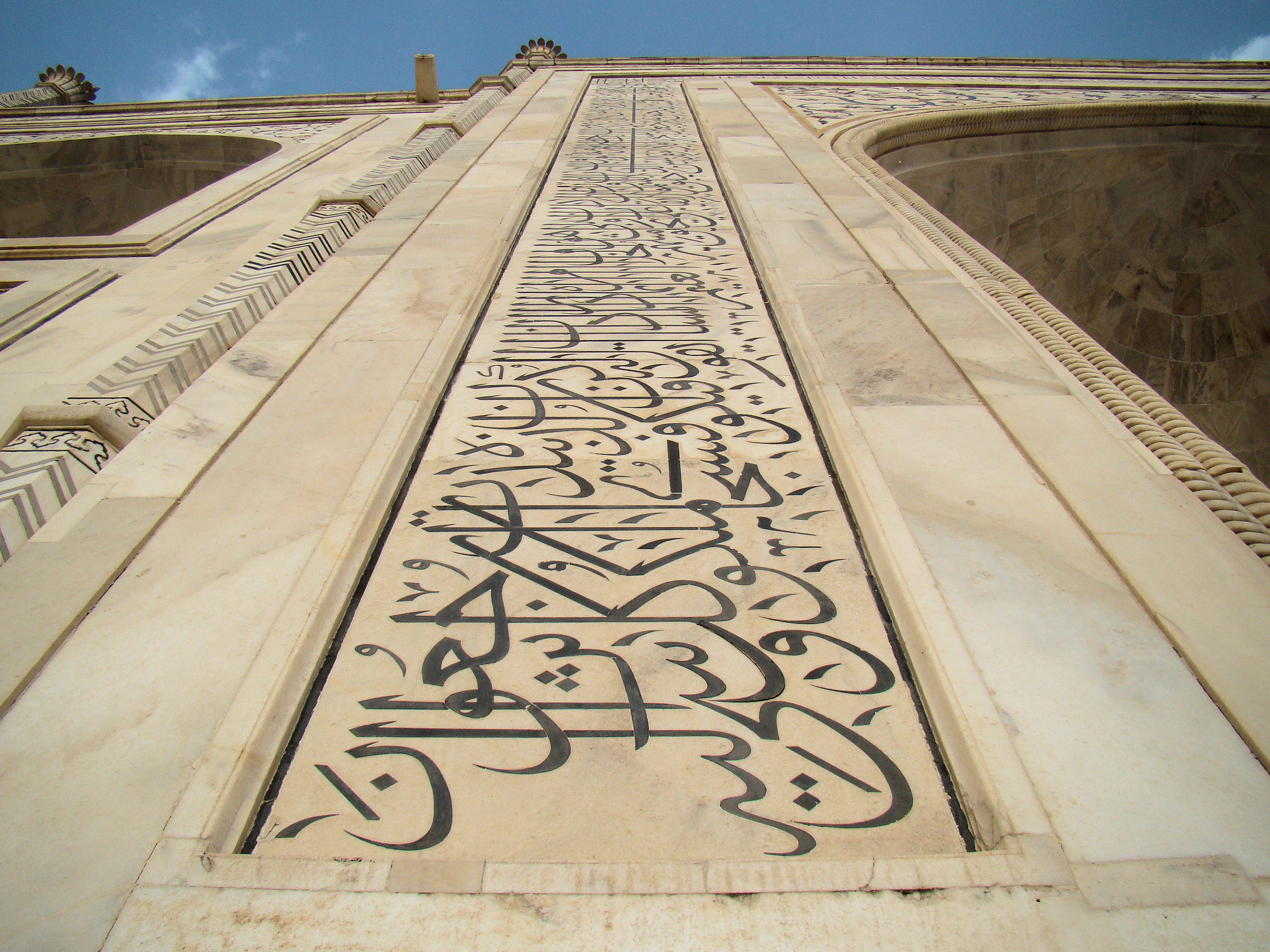
タージ・マハル
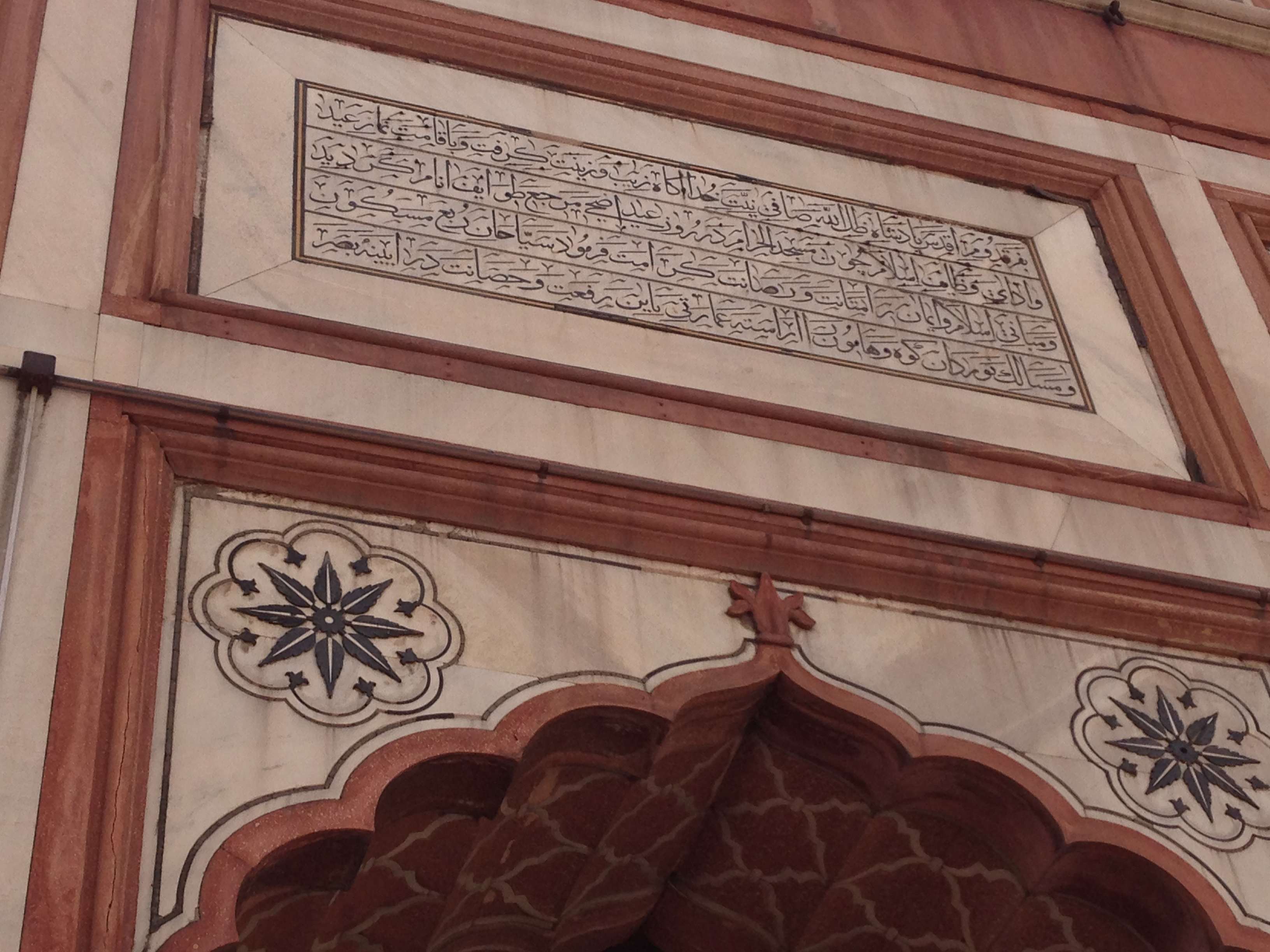
ジャマー・マスジッド
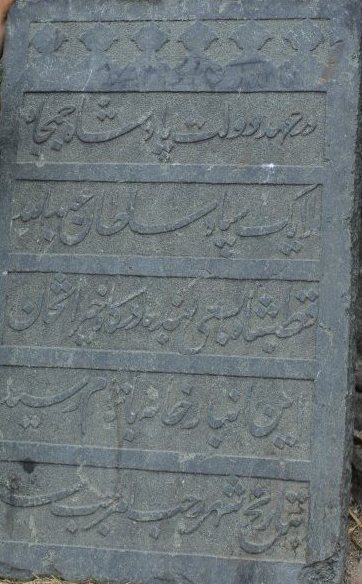
ペルシア語の詩
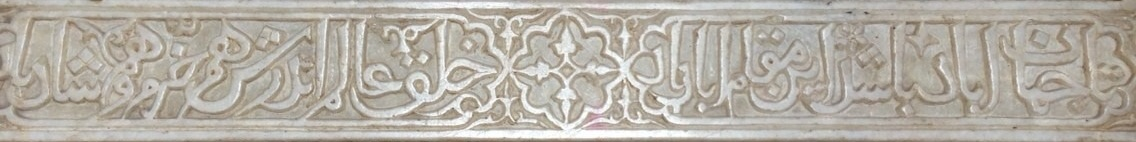
ペルシア語の詩
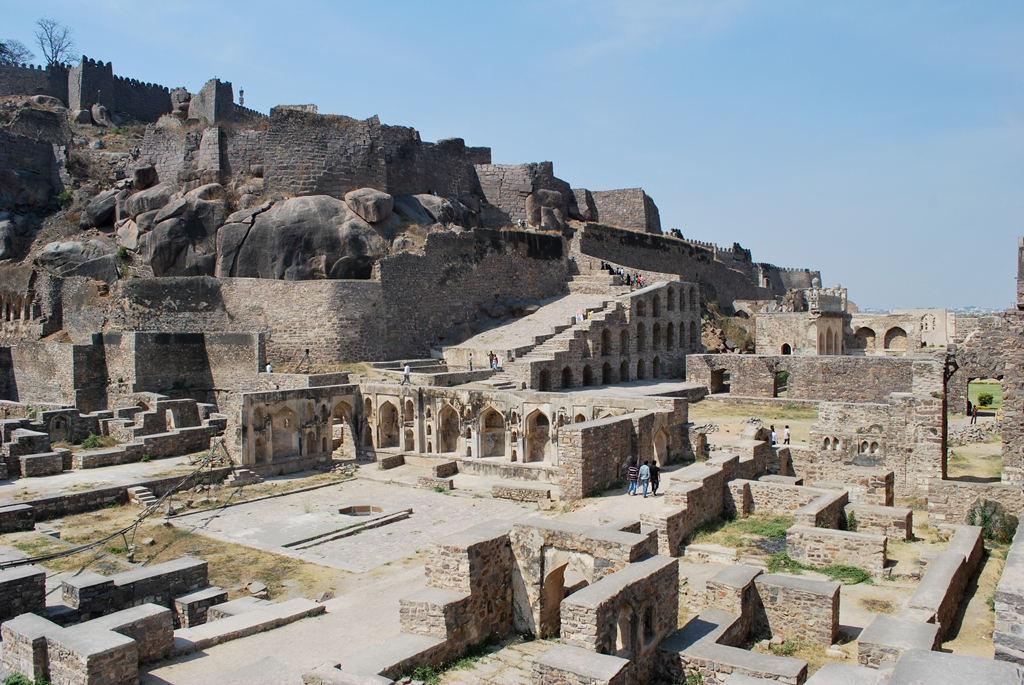
ゴールコンダ・フォートの遺跡
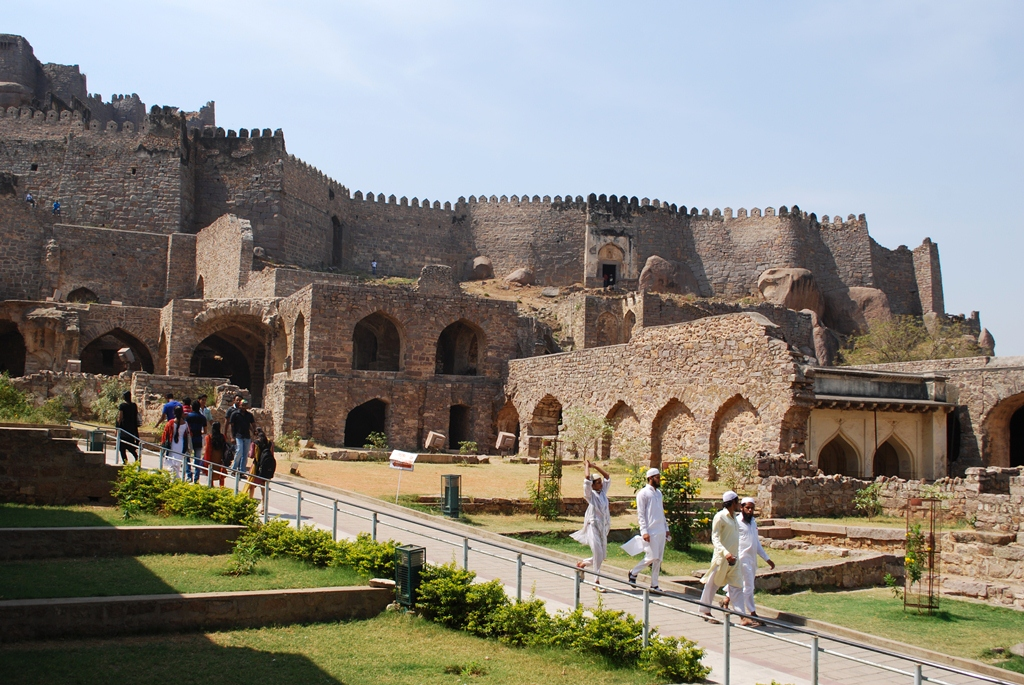
ゴールコンダ・フォート、ハイデラバード
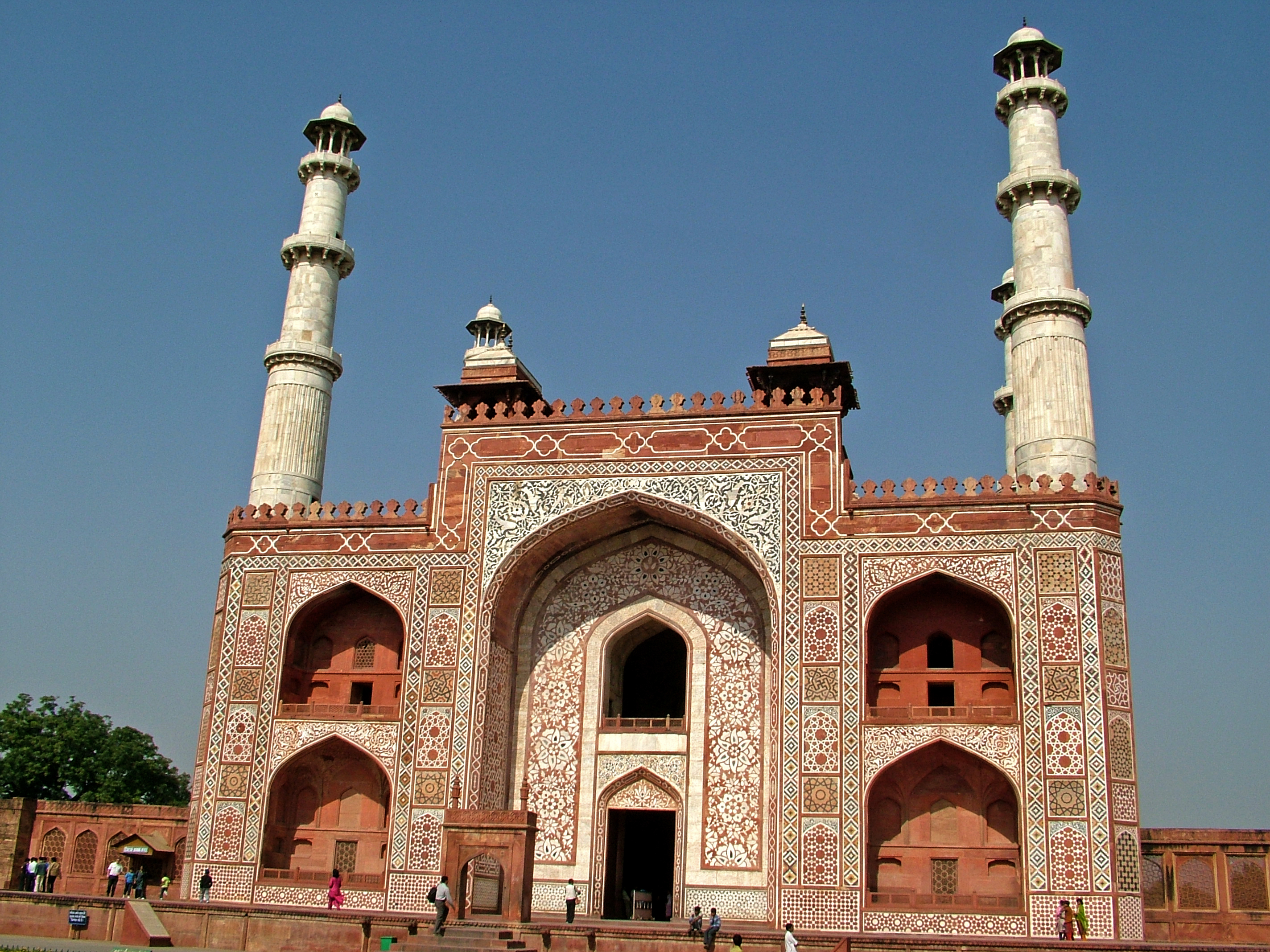
アクバル廟
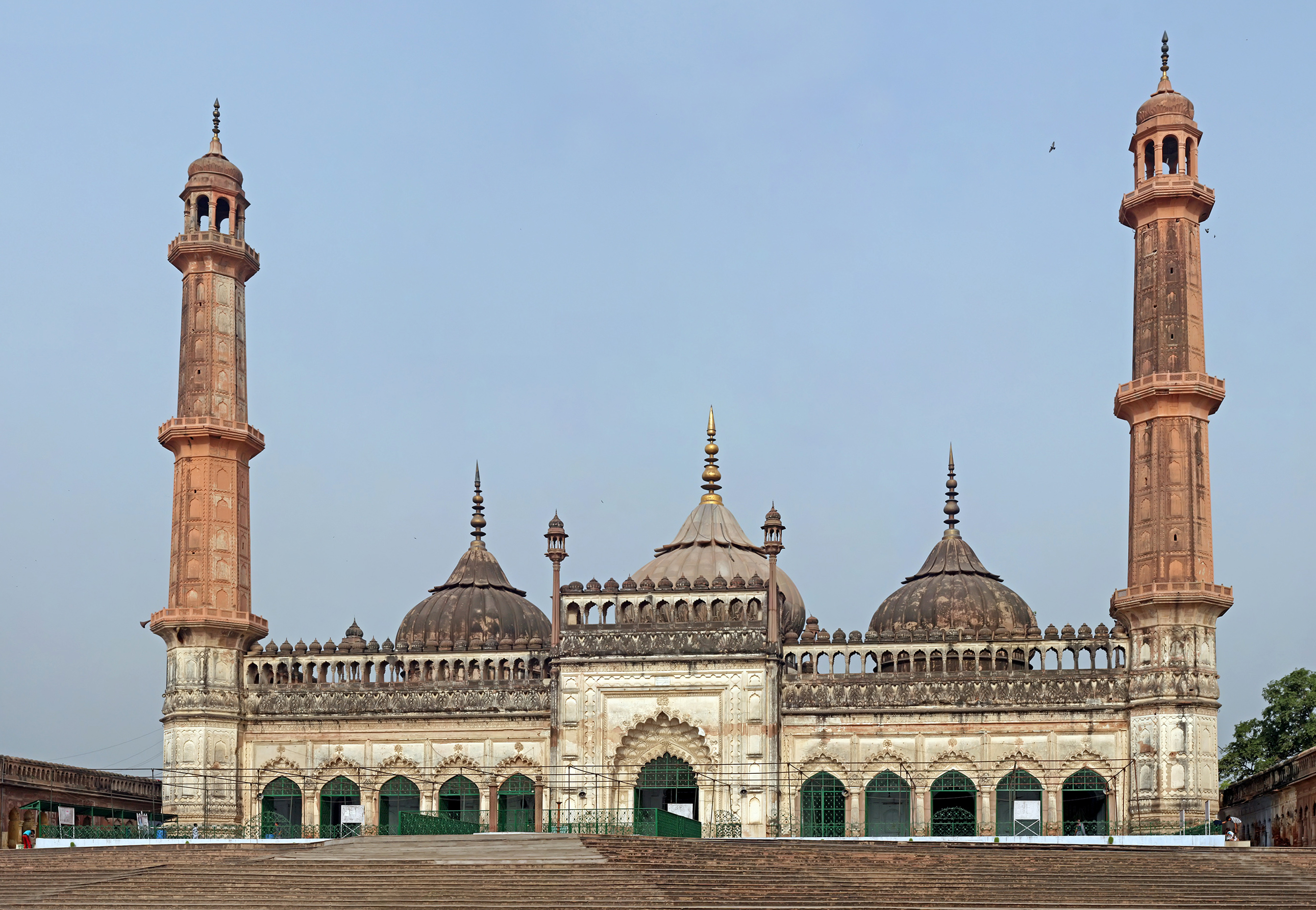
アスフィー・モスク、イマンバラ、ラクナウ
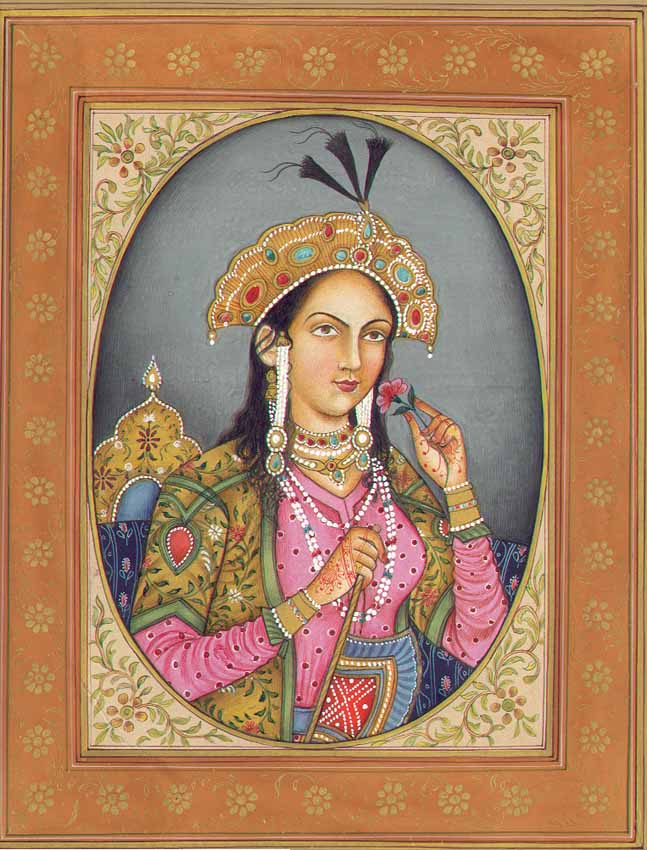
ムムターズ・マハル
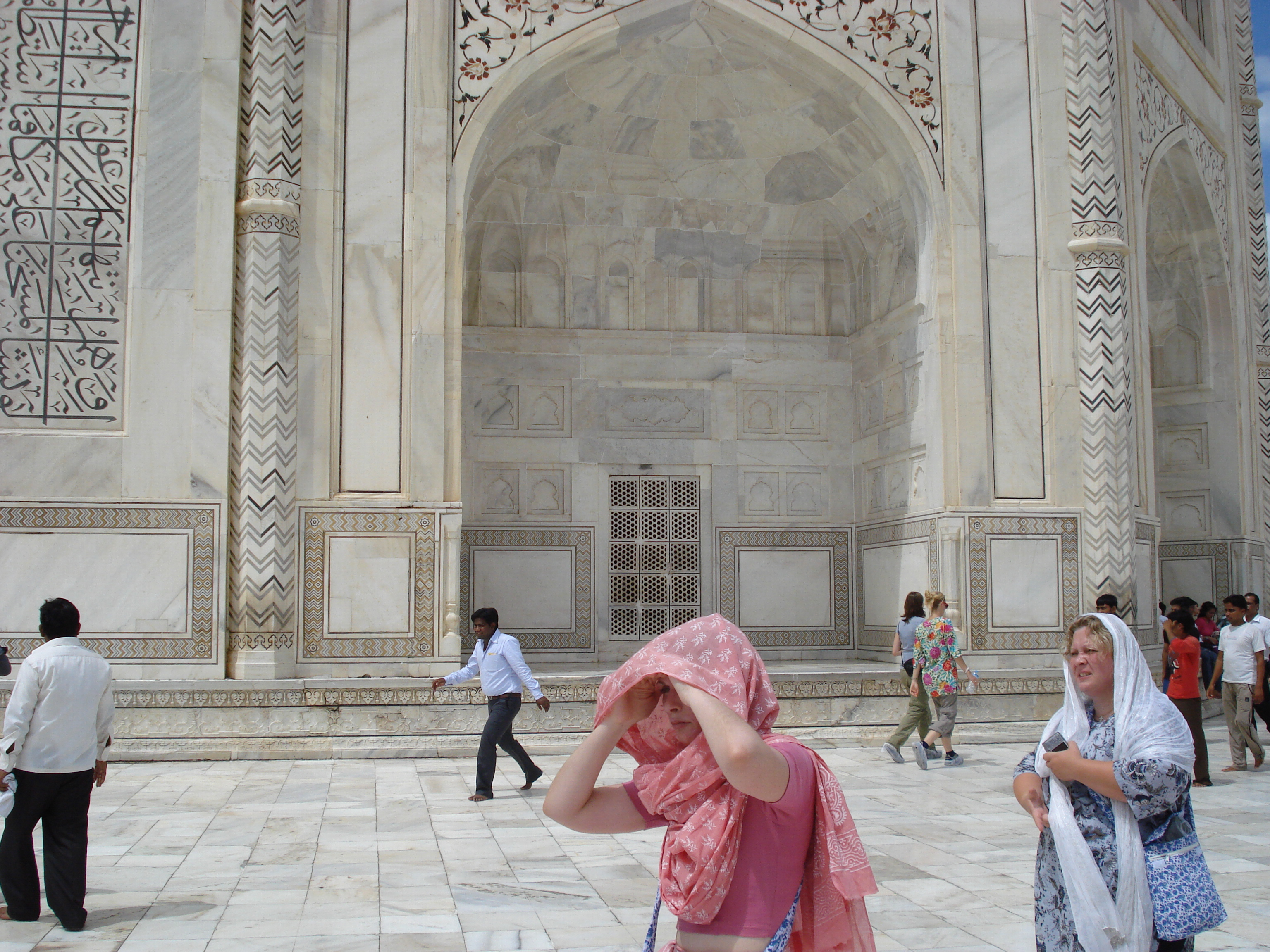
タージ・マハル
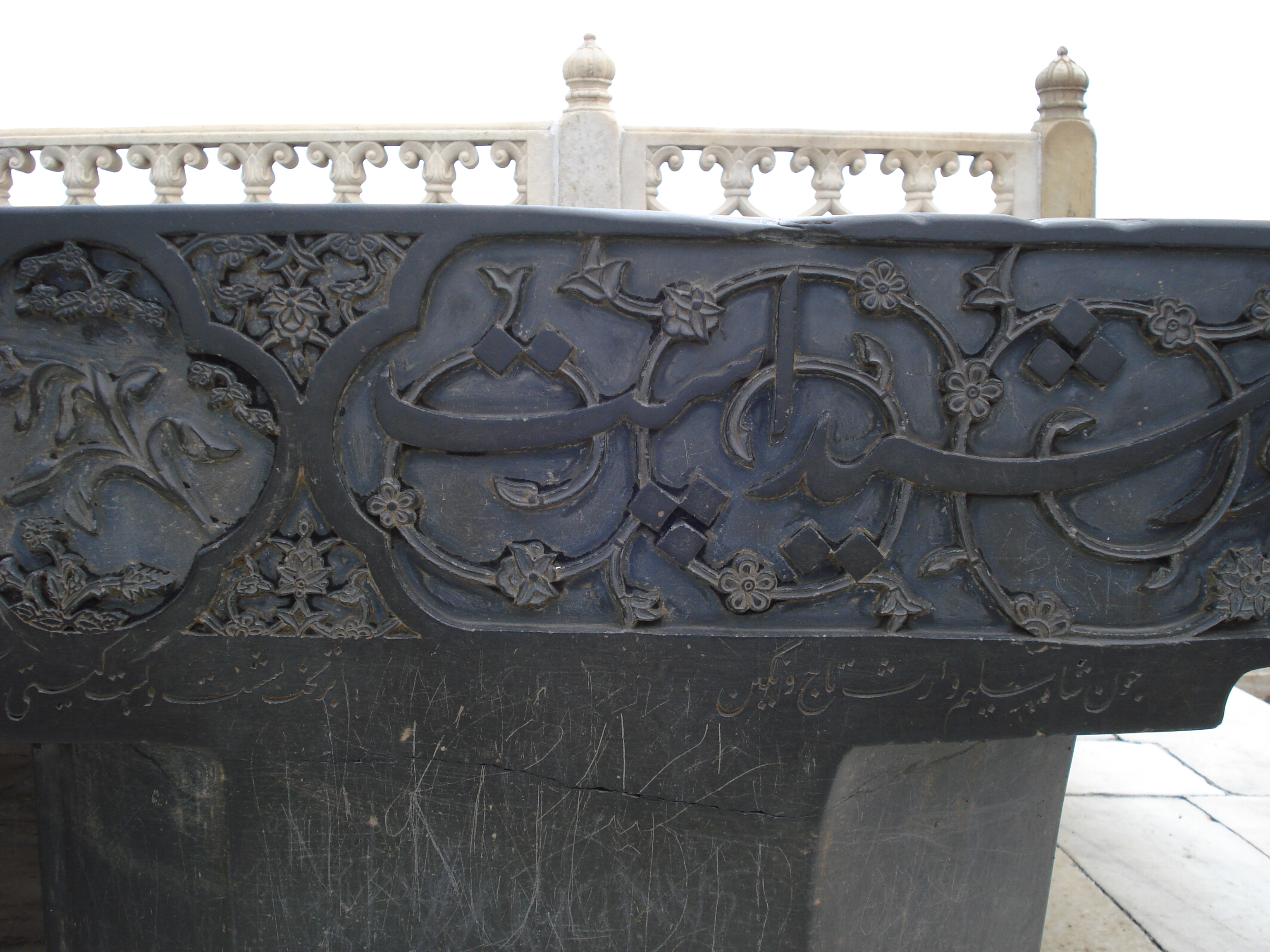
ペルシア語の碑文
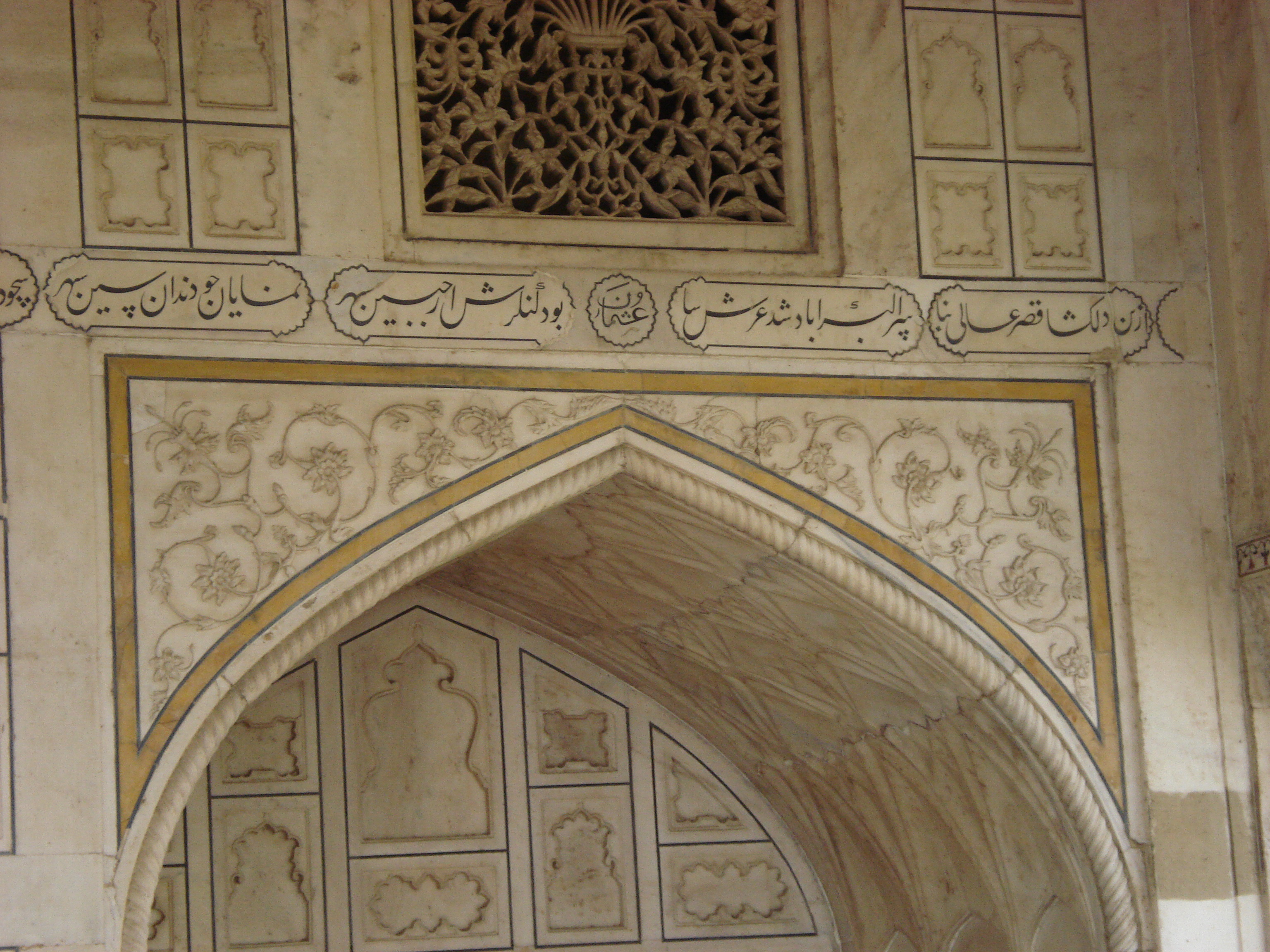
ペルシア語の碑文.
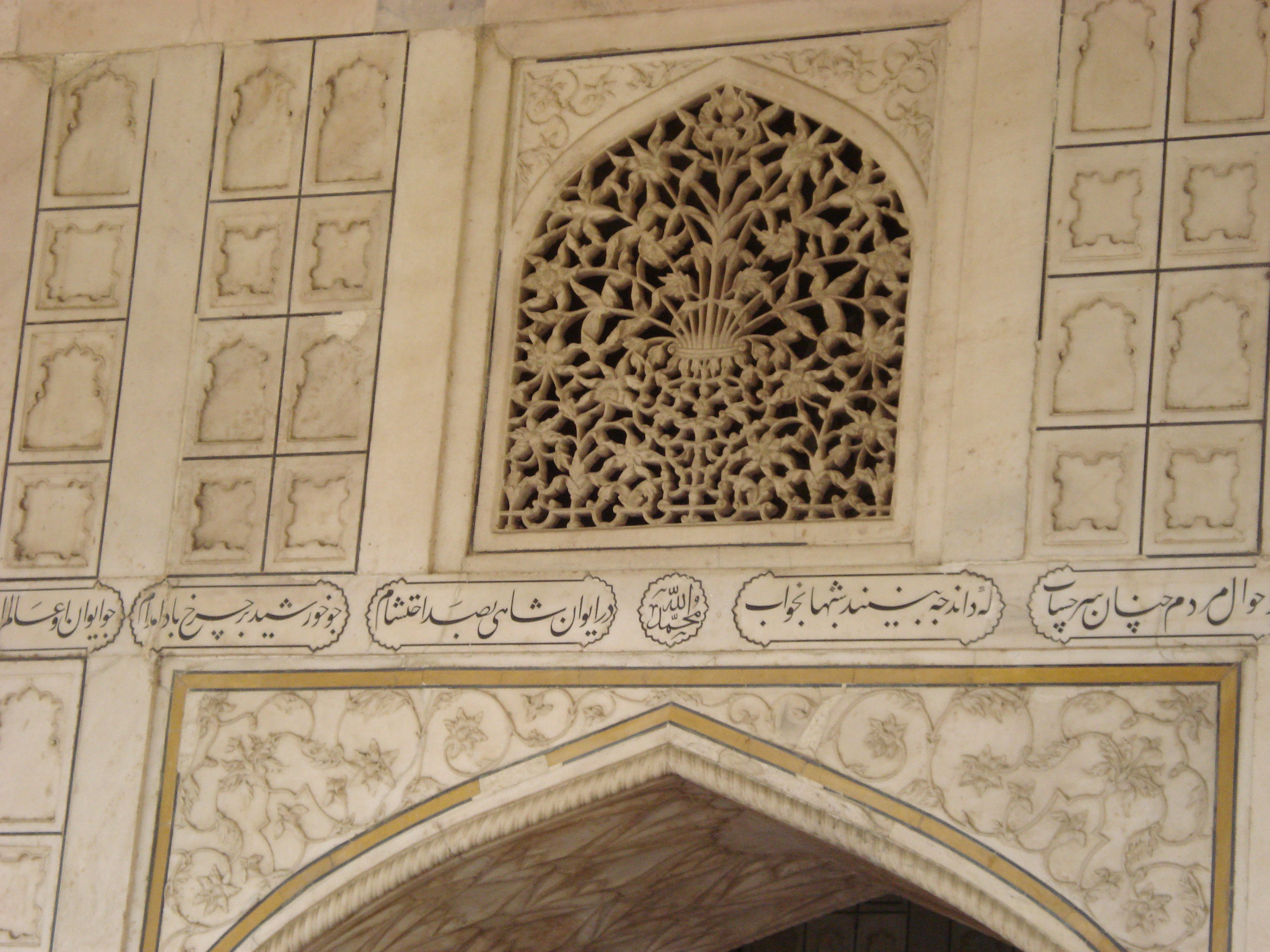
ペルシア語の詩
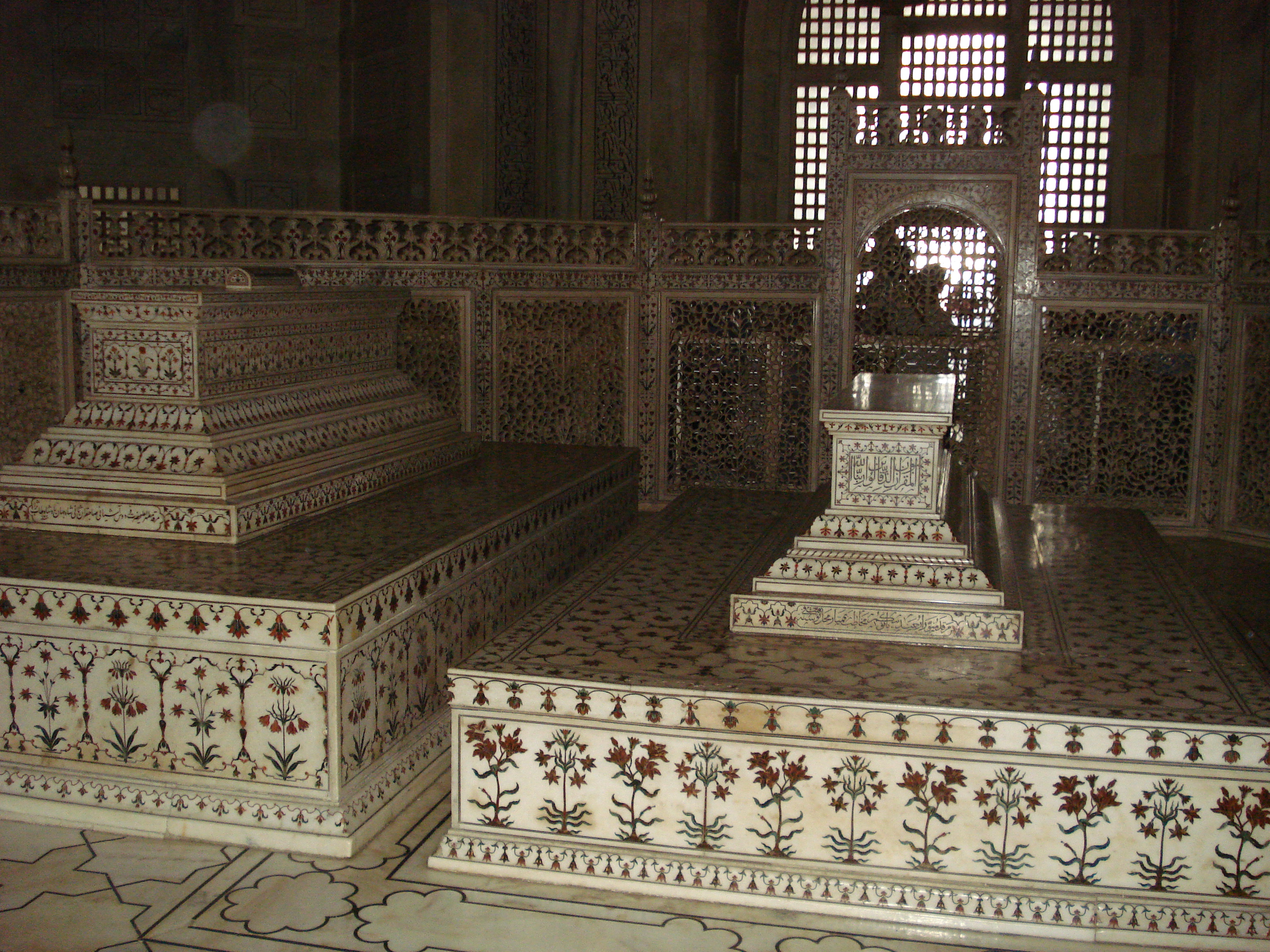
アルジュマンド・バーヌー
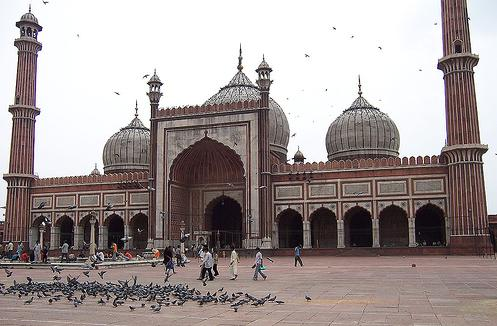
ジャマー・マスジッド
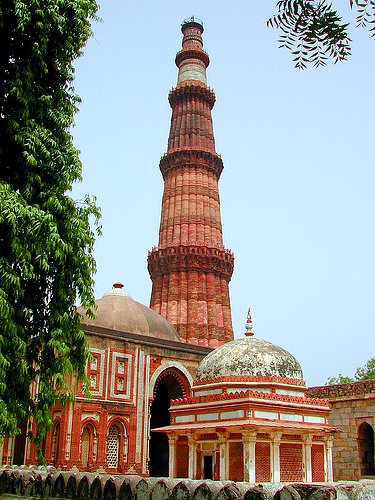
13世紀　クトゥブ・ミナール
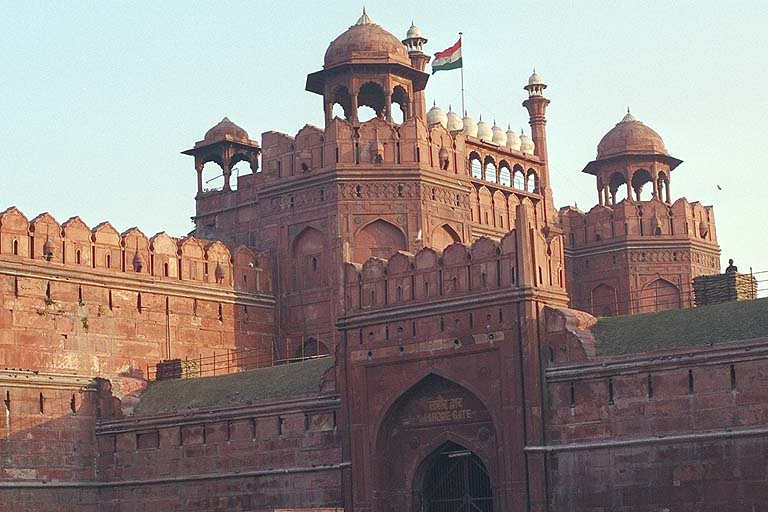
アーグラ城塞
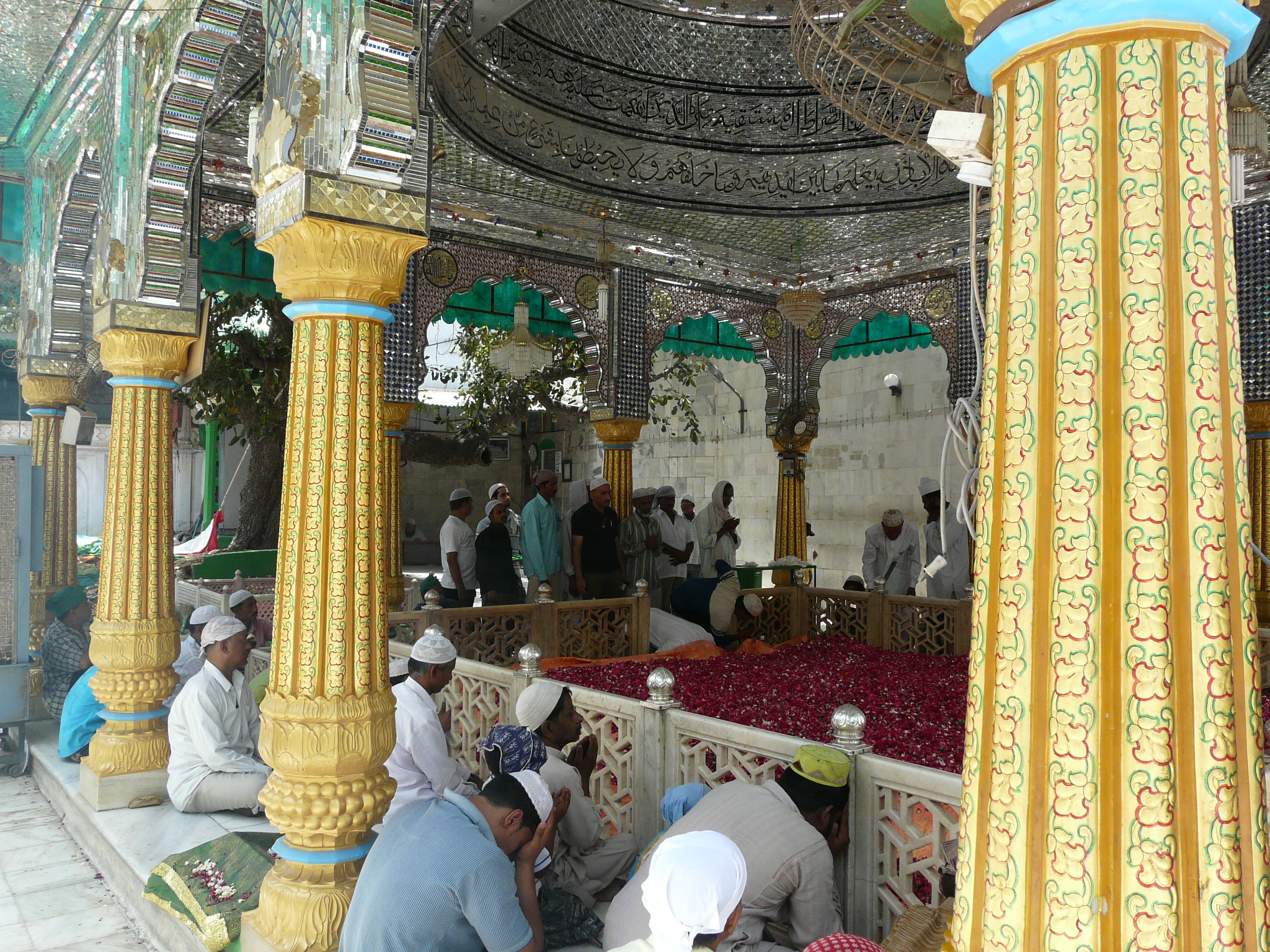
デリー
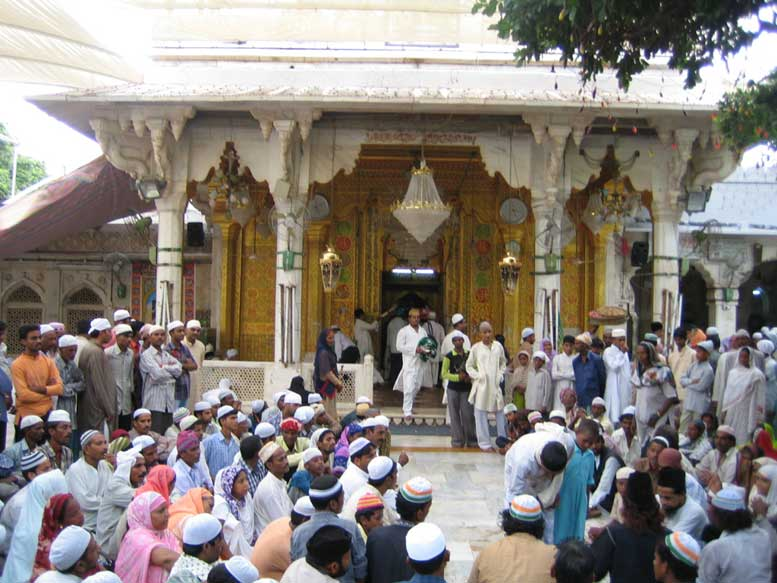
ムイーヌッディーン・チシュティー廟
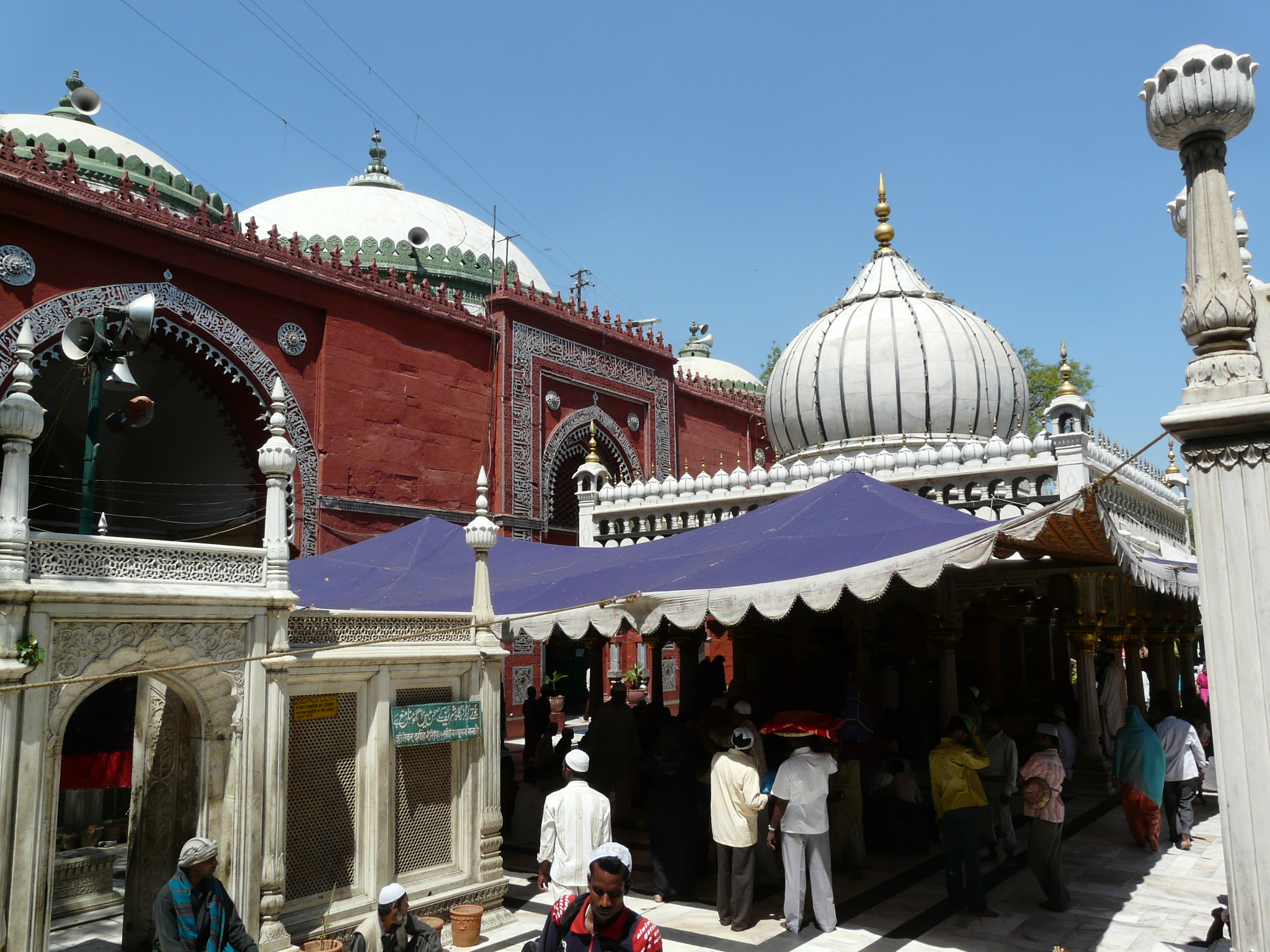
ニザームッディーン廟
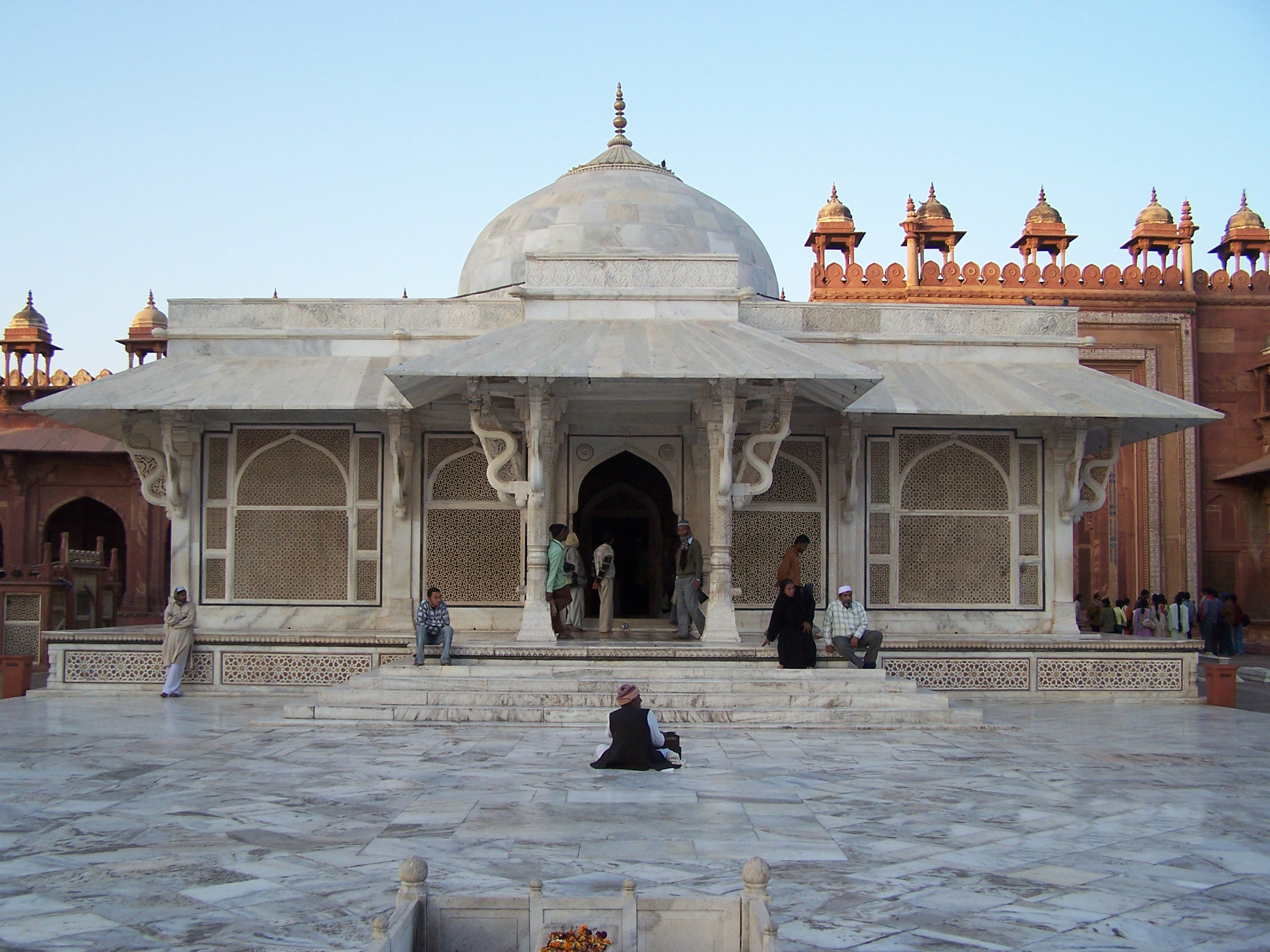
アグラ近くのファテープル・シークリーにあるサリーム・チシュティーの墓
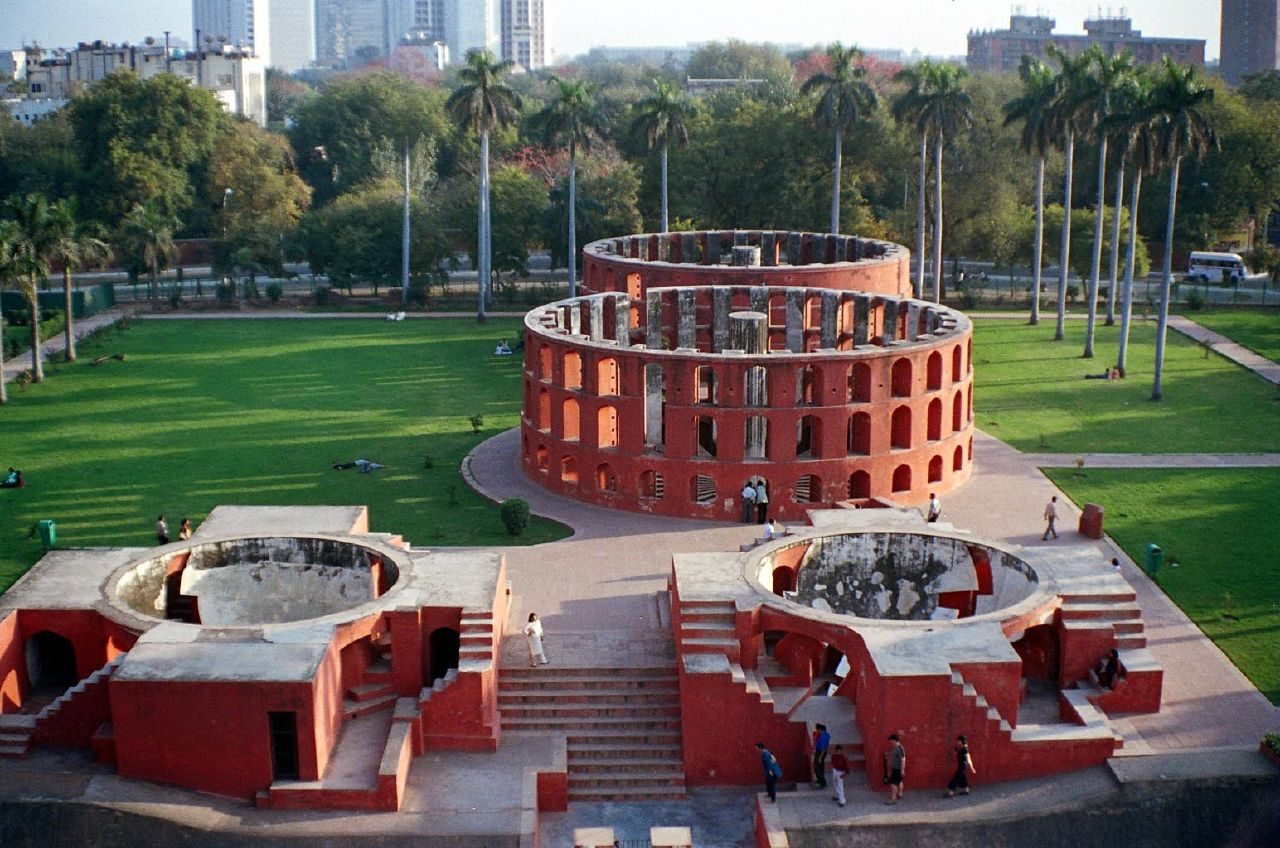
ジャンタル・マンタル
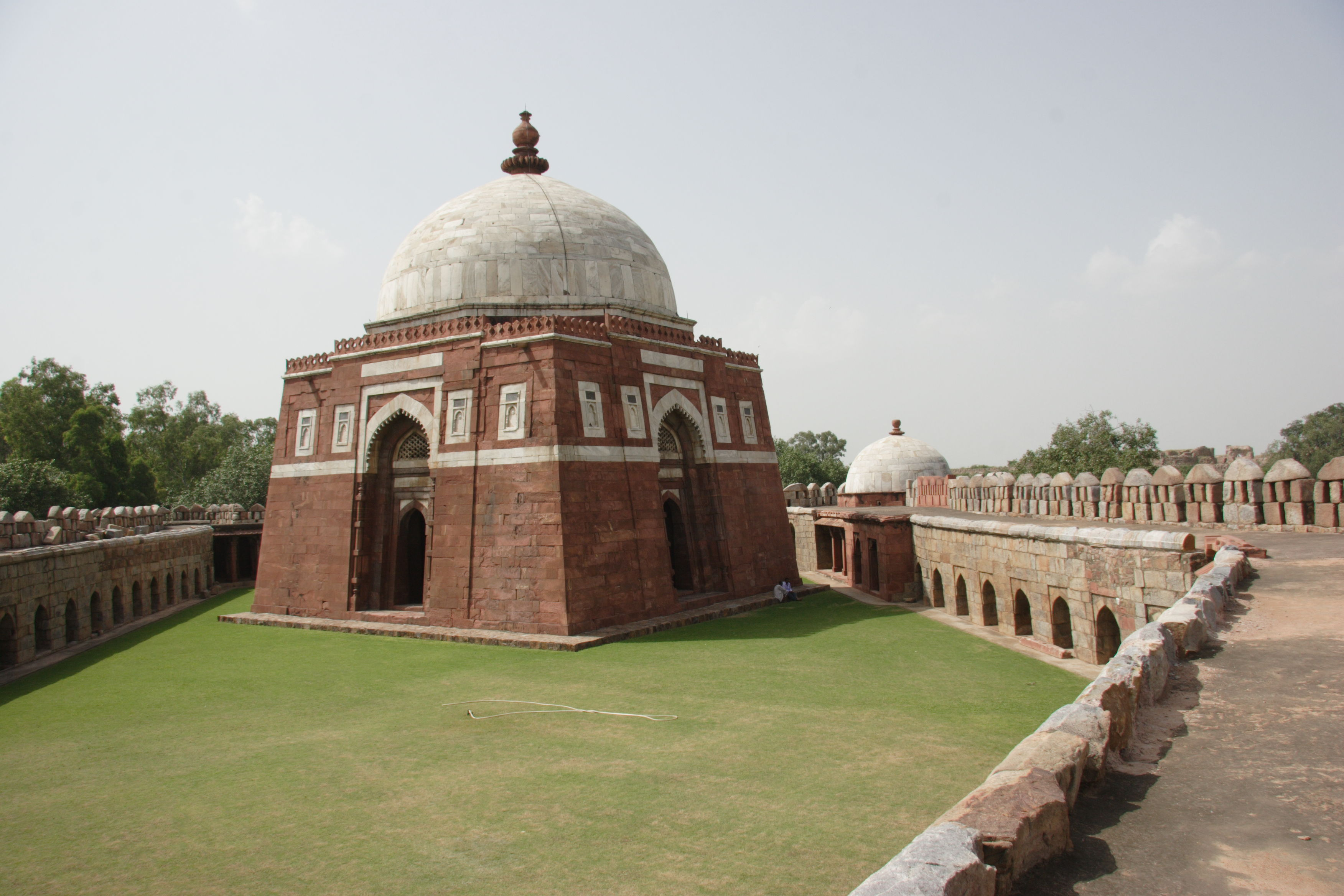
トゥグラカバードの砦にある、ギヤースッディーン・トゥグルクの墓
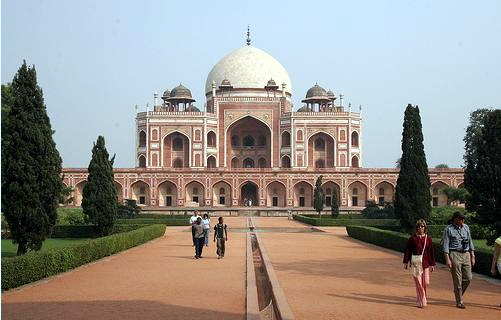
フマーユーン廟はデリーで最も有名な史跡のひとつで、建築のデザインはタージ・マハルに似ている。
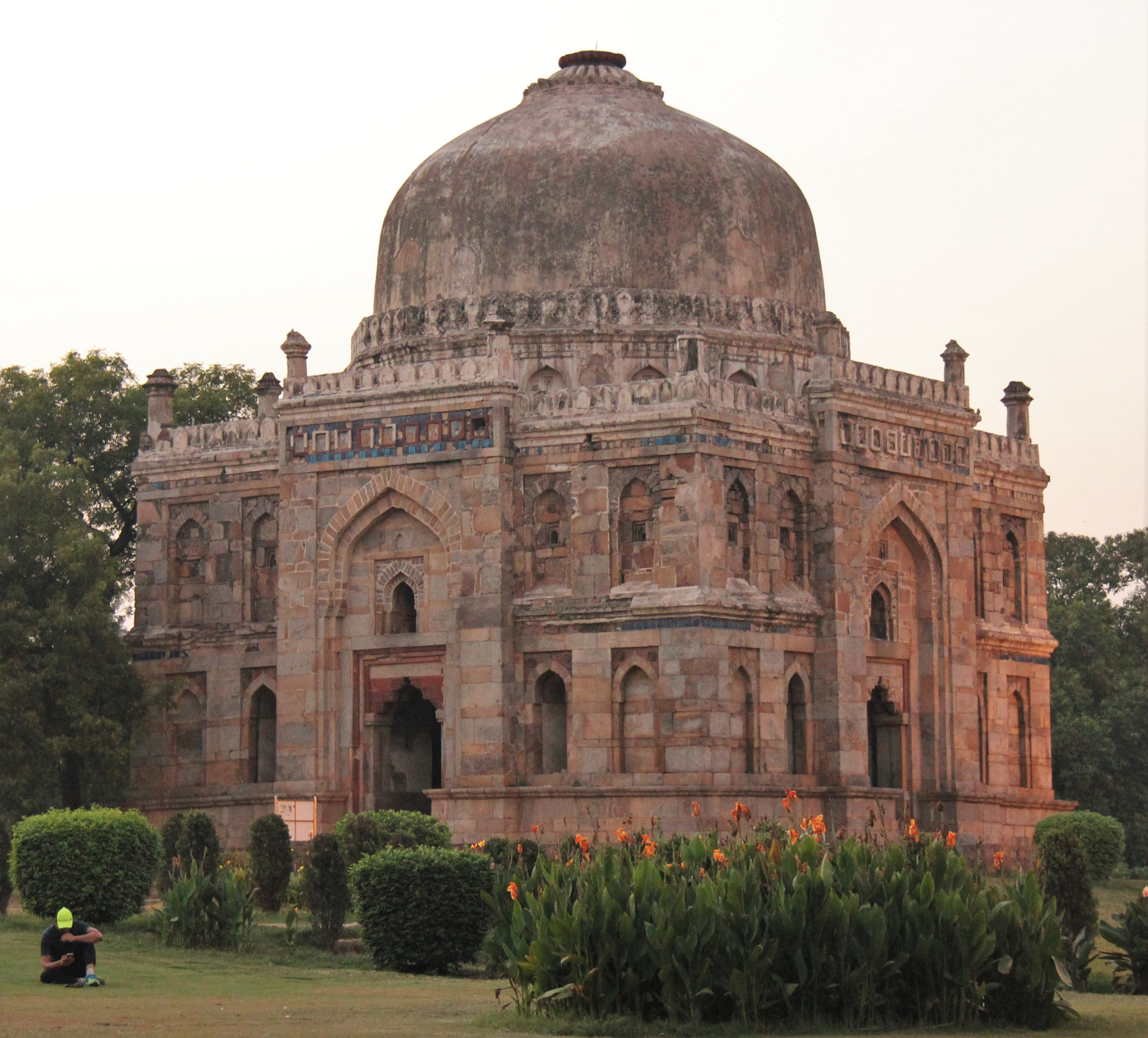
シーシャ・ゴンバド
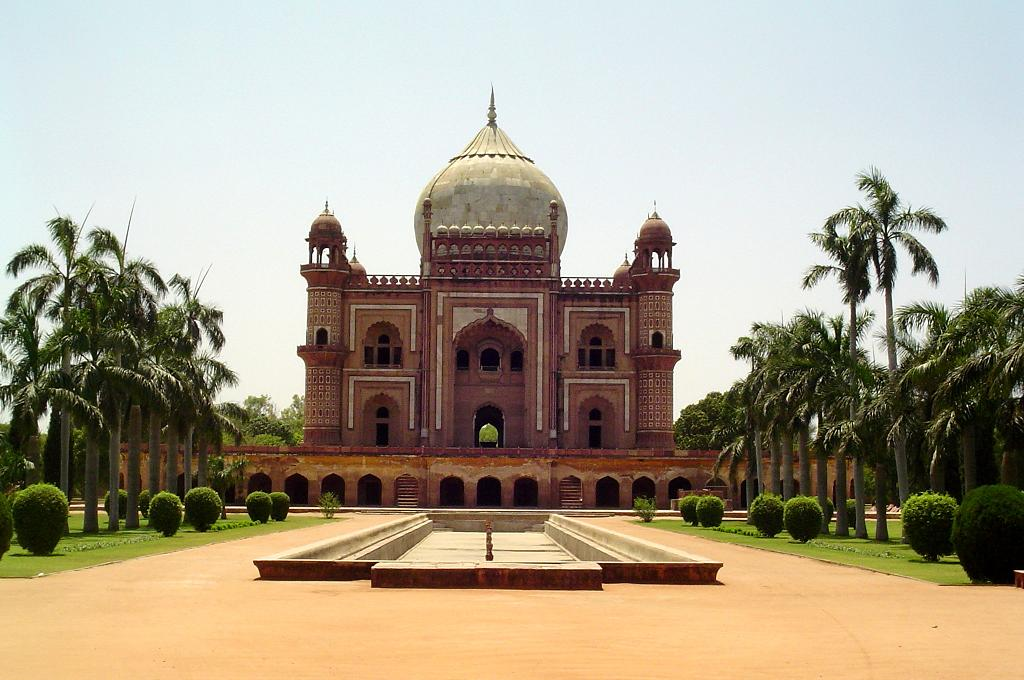
サフダル・ジャング廟
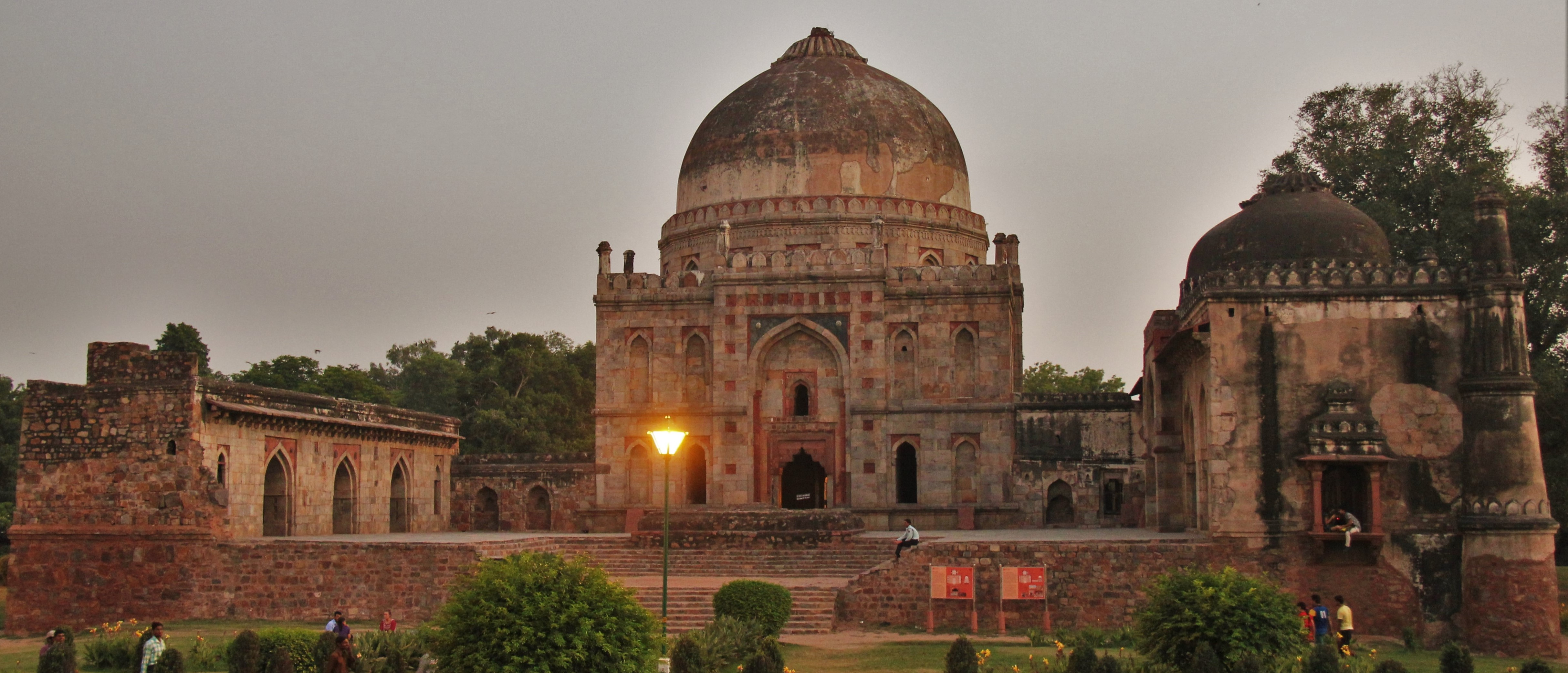
ローディー・ガーデン
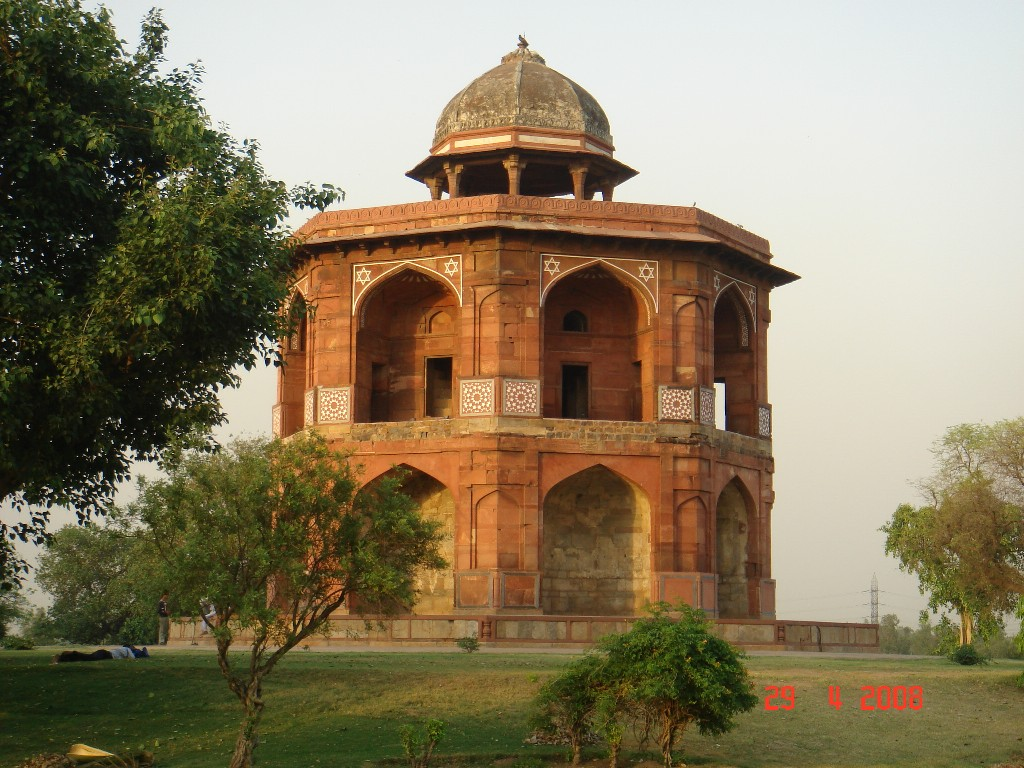
シェール・マンダル
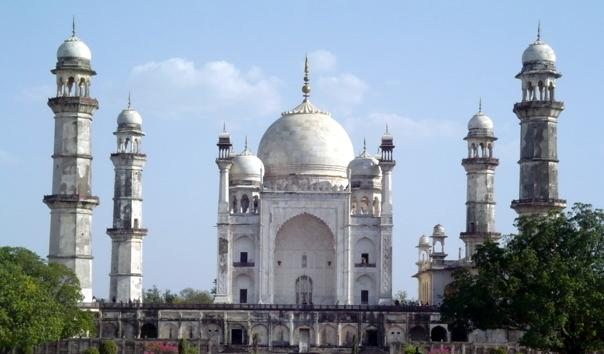
ビービー・カー・マクバラー
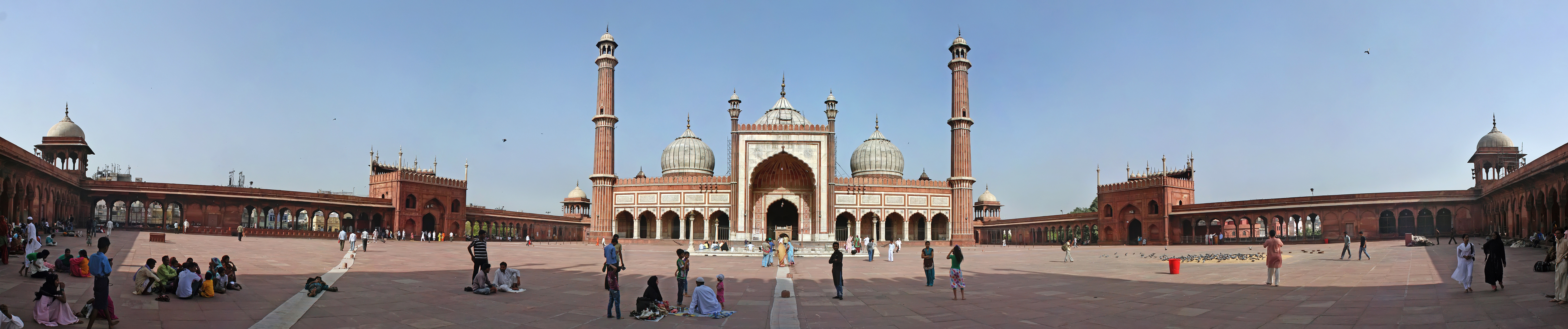
デリーのジャーマー・マスジド
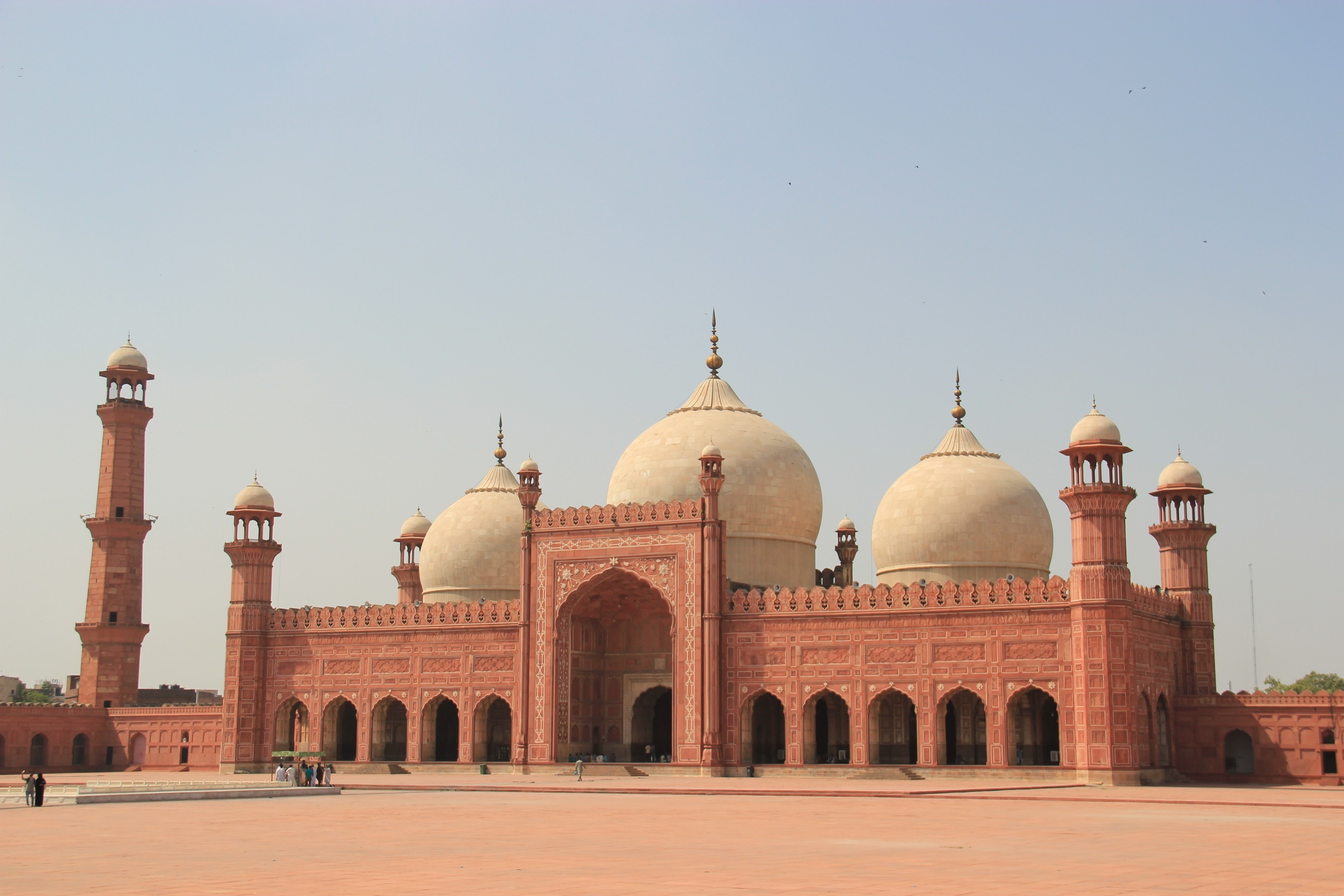
バードシャーヒー・モスク
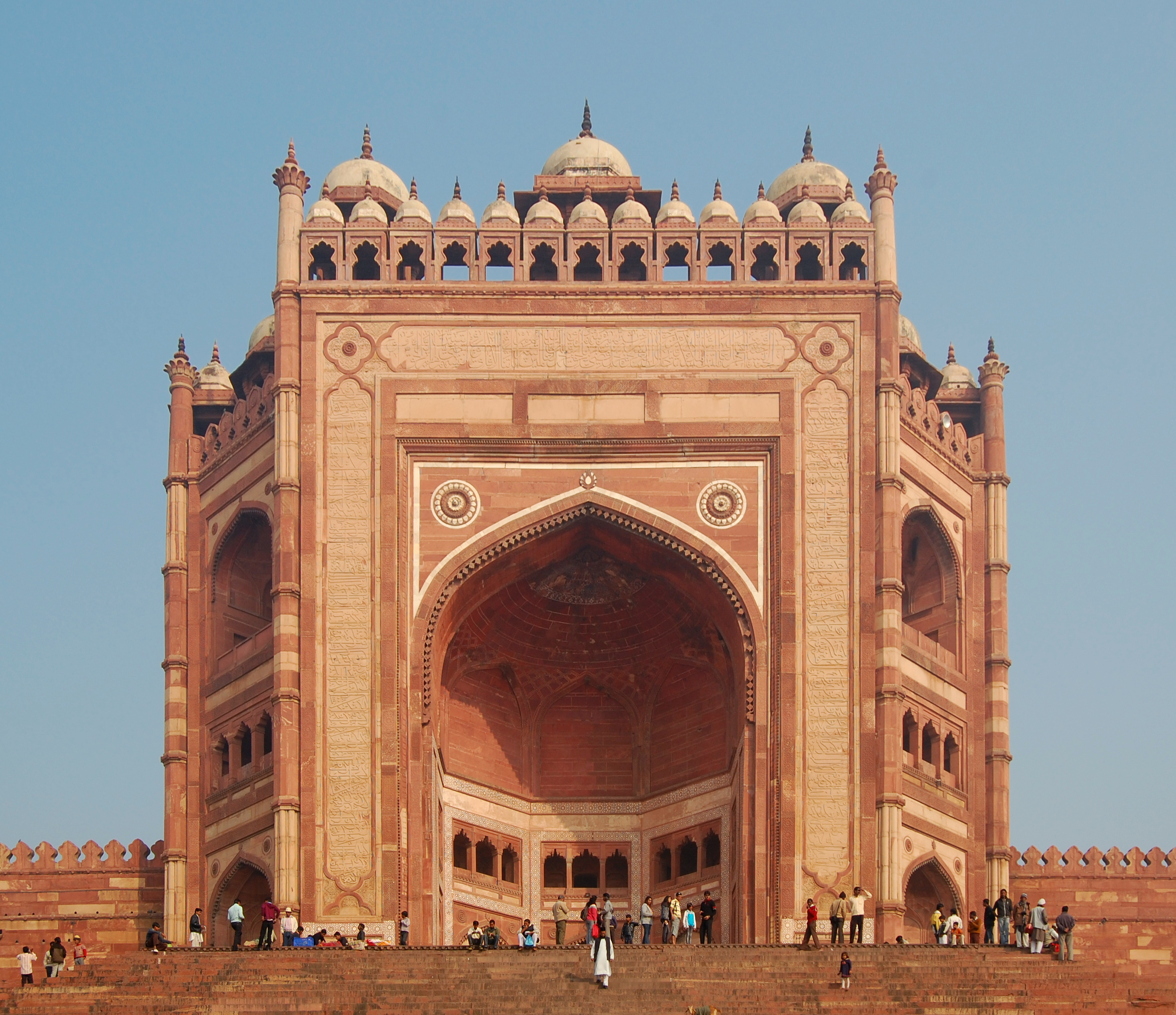
ダルワザ門
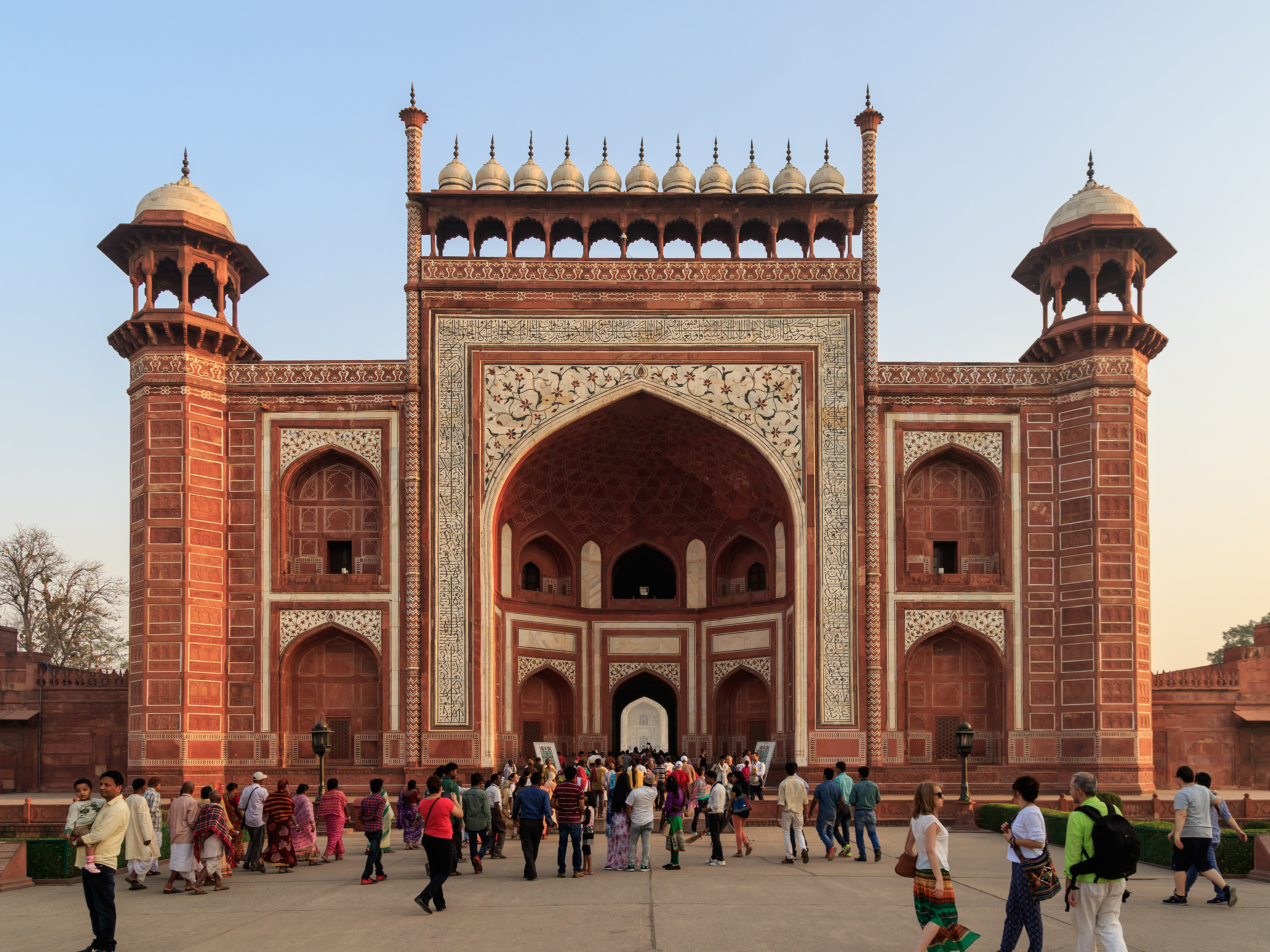
コーランが刻まれた碑文
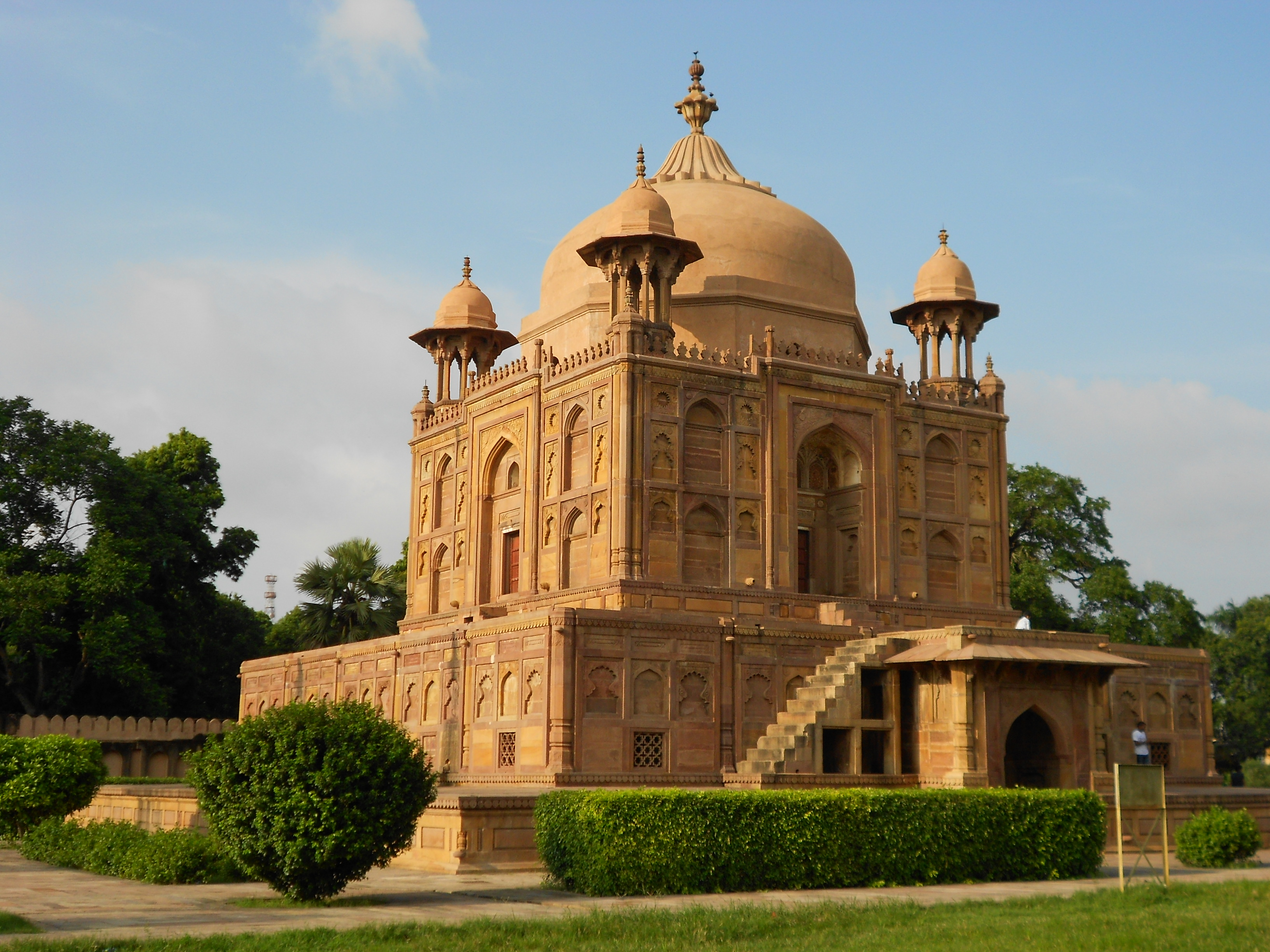
ニサール・ベグの墓
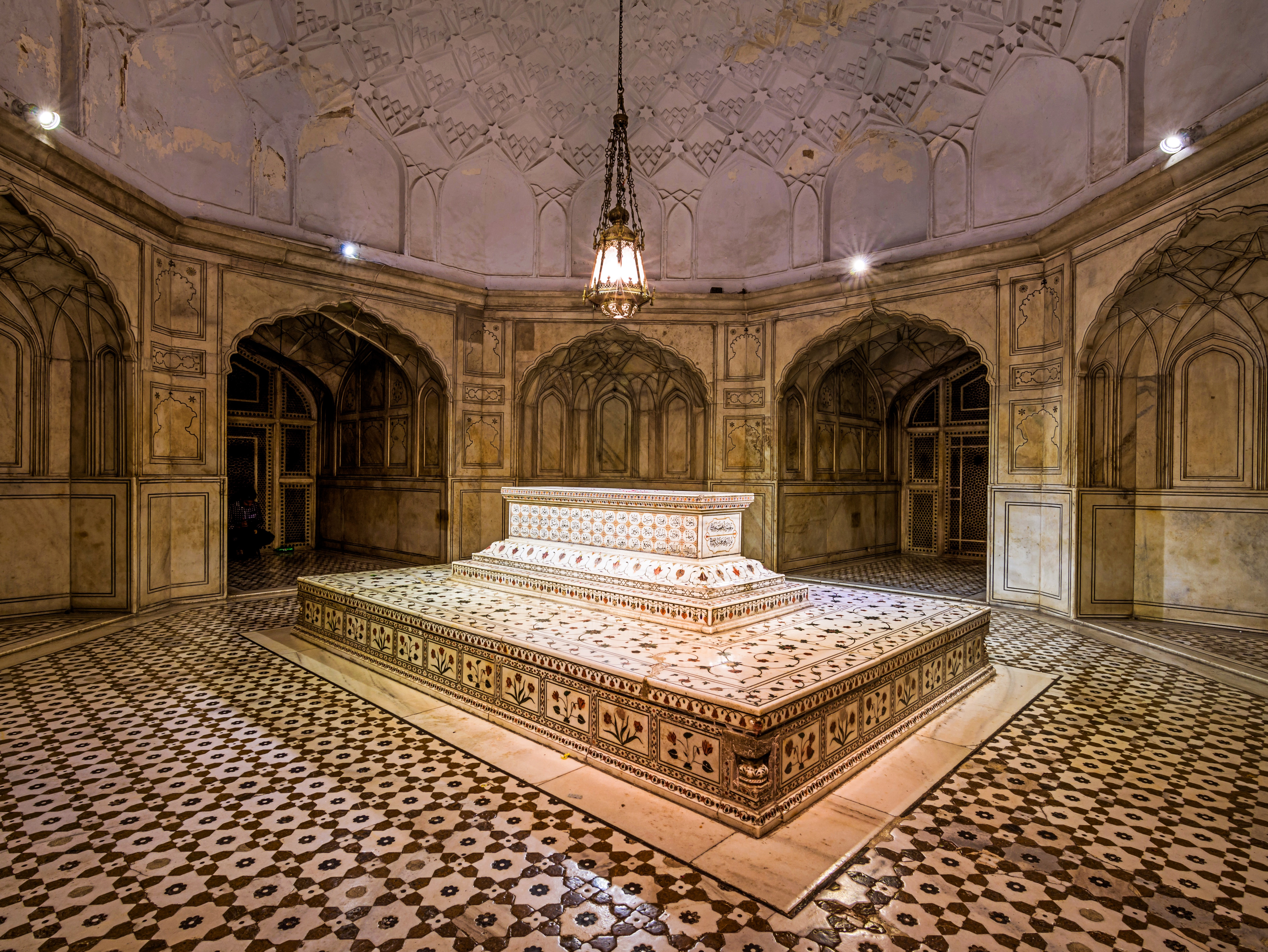
ジャハンギール2世の墓
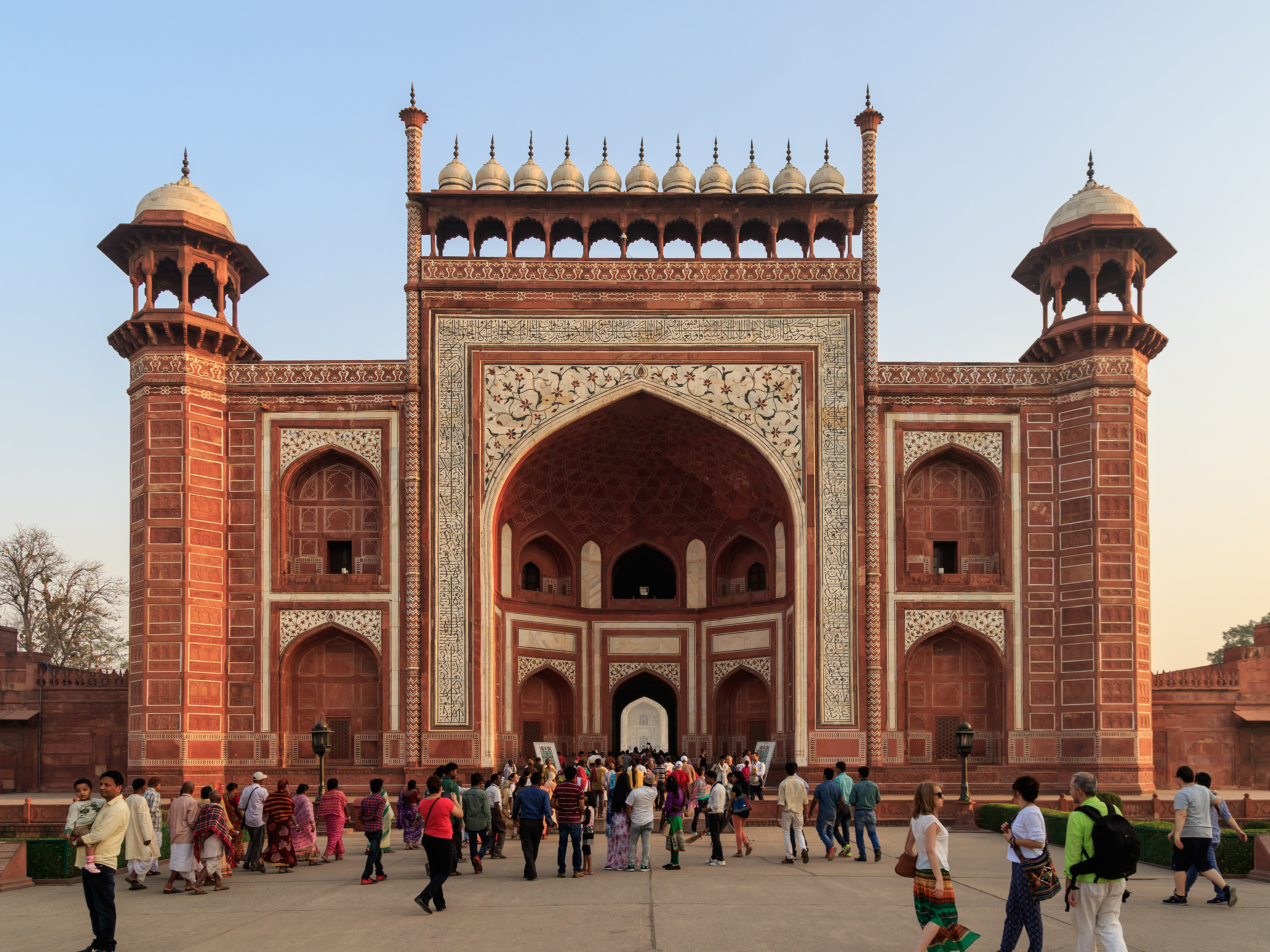
タージ･マハル
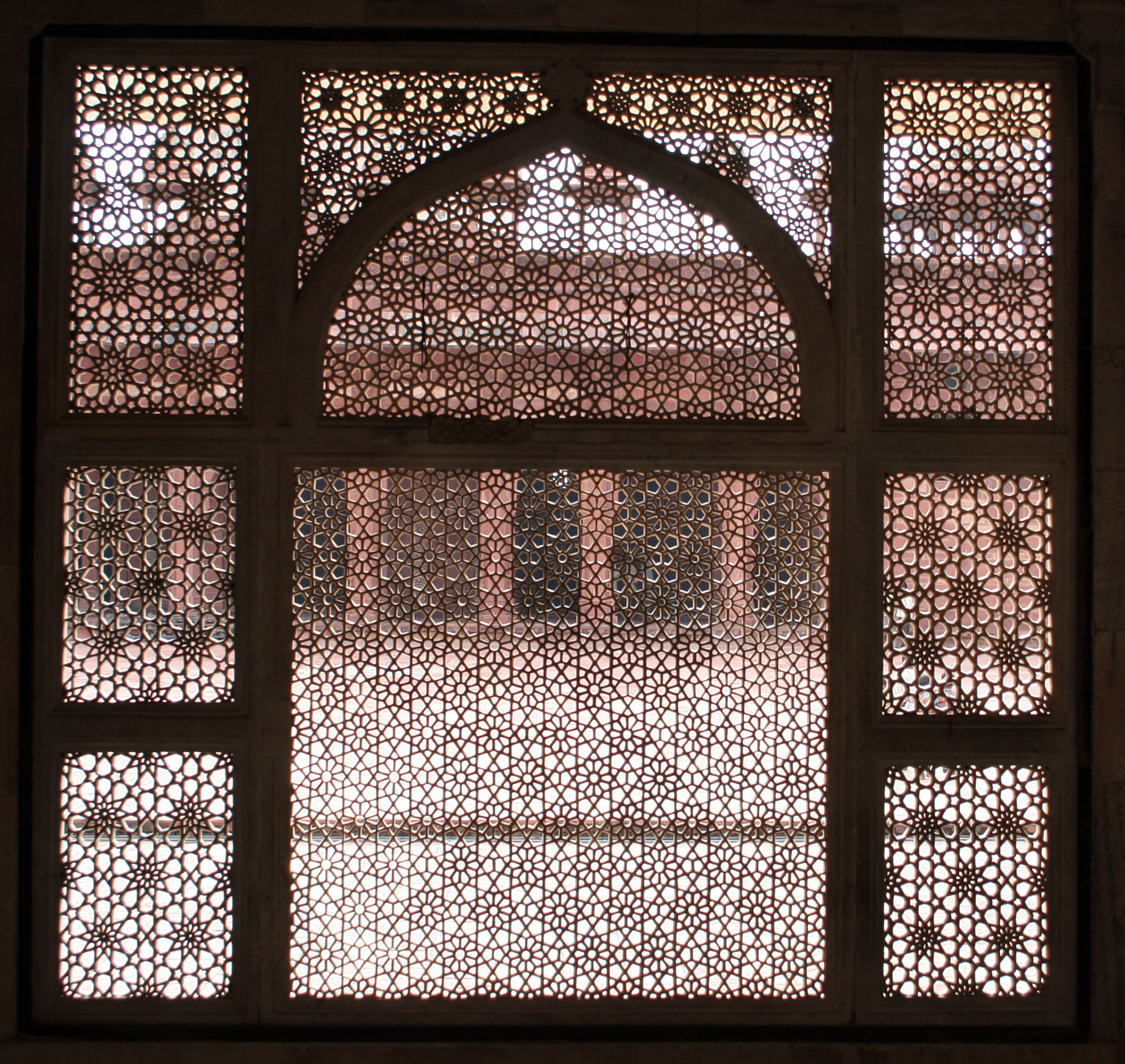
サリーム・チシュティー廟
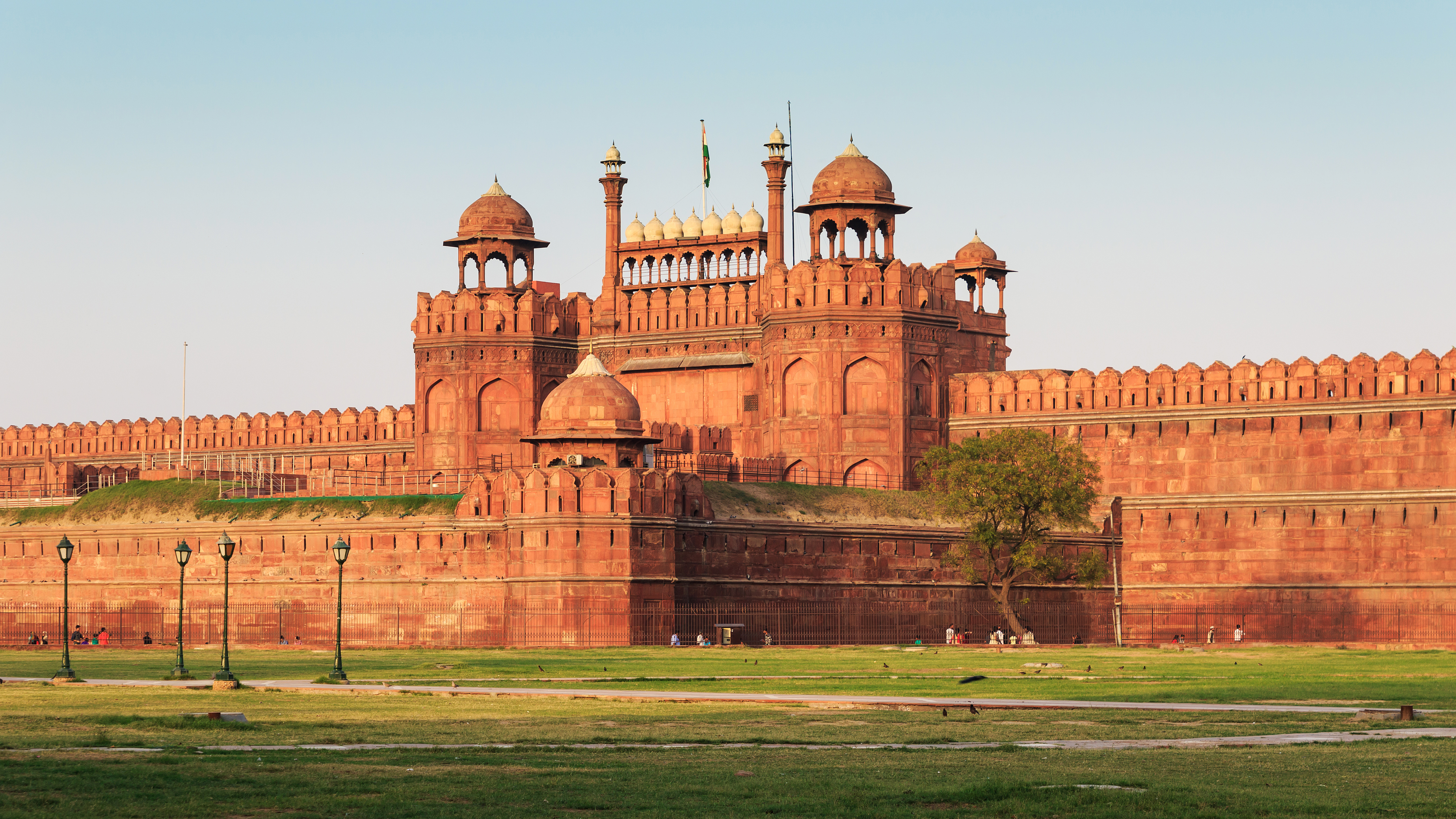
赤い砦
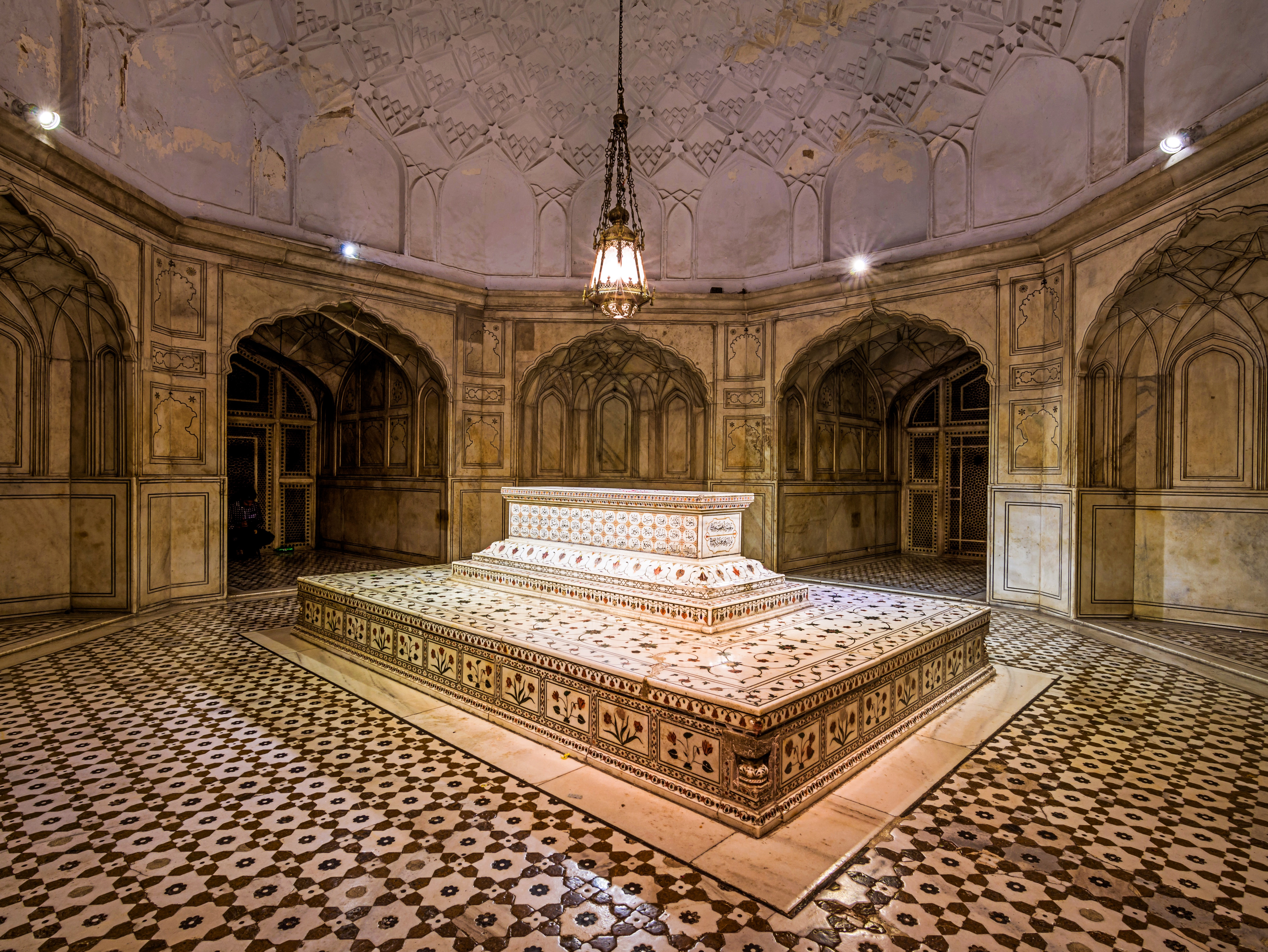
ジャハンギールの墓
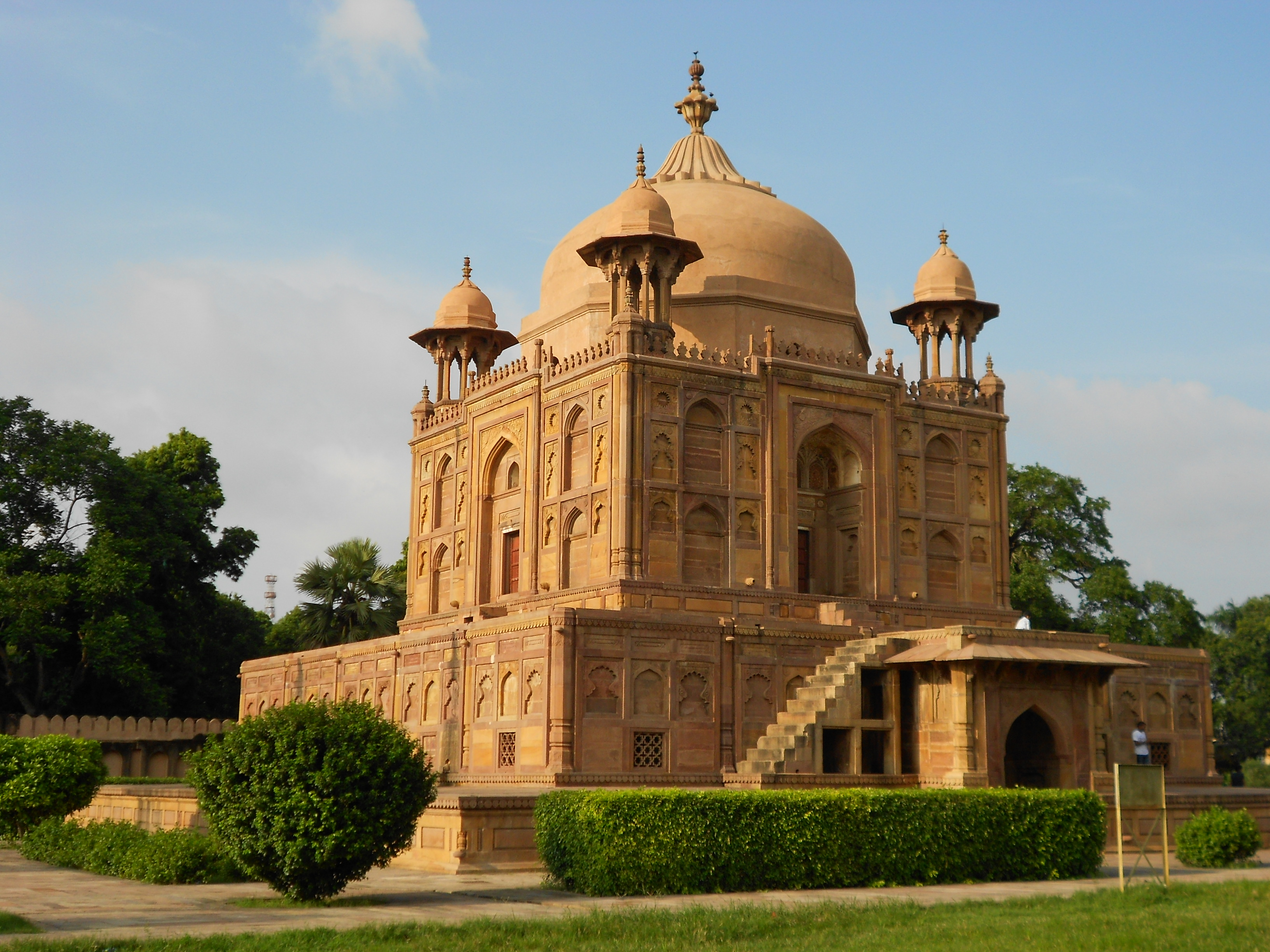
ニタル・ベグン廟
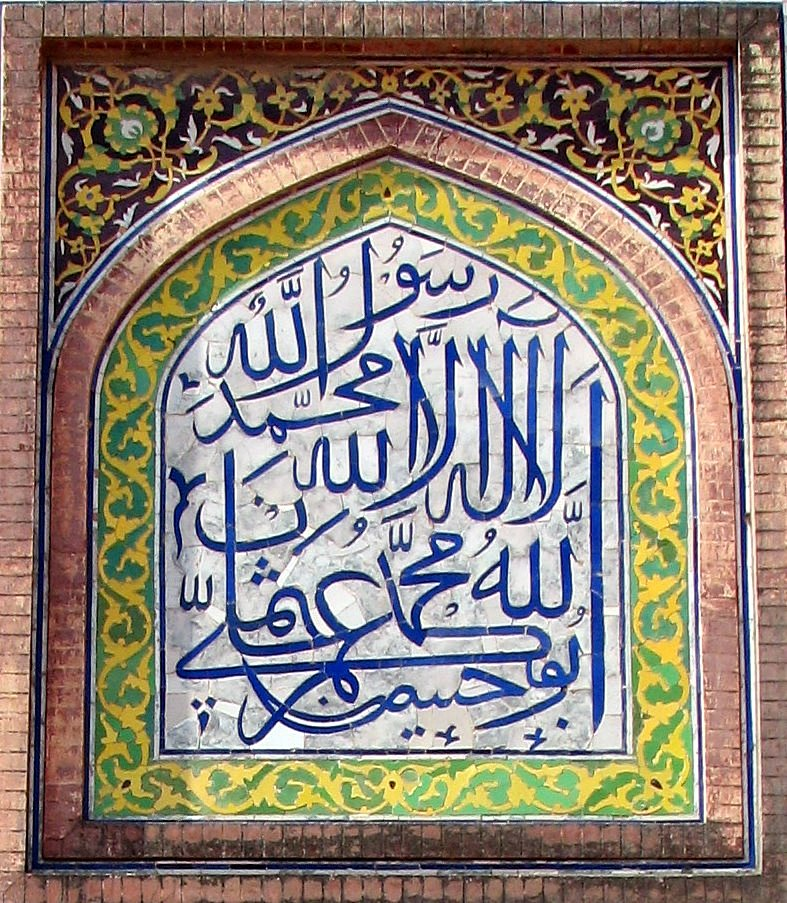
コーランが刻まれた碑文
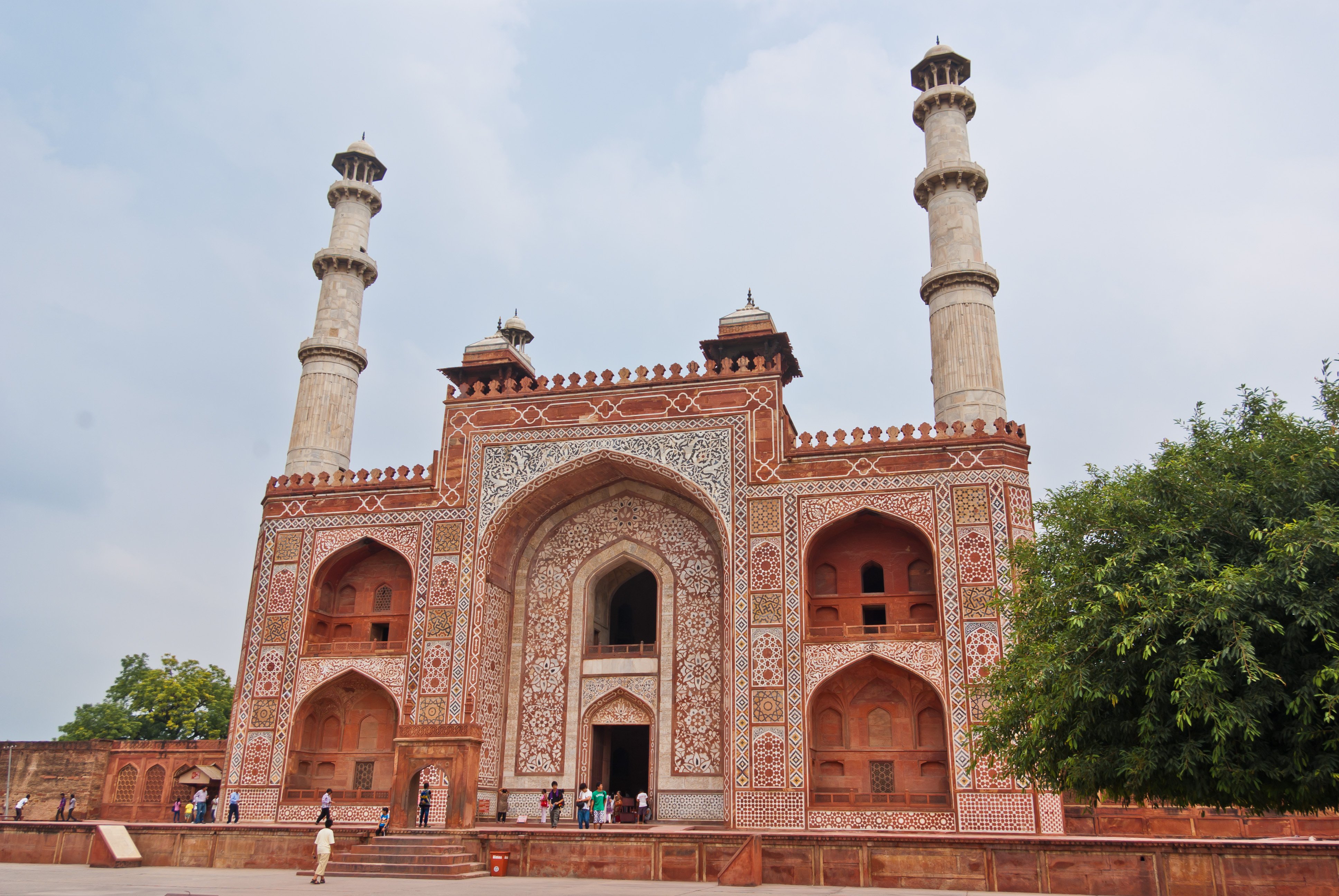
アグラのアクバル廟
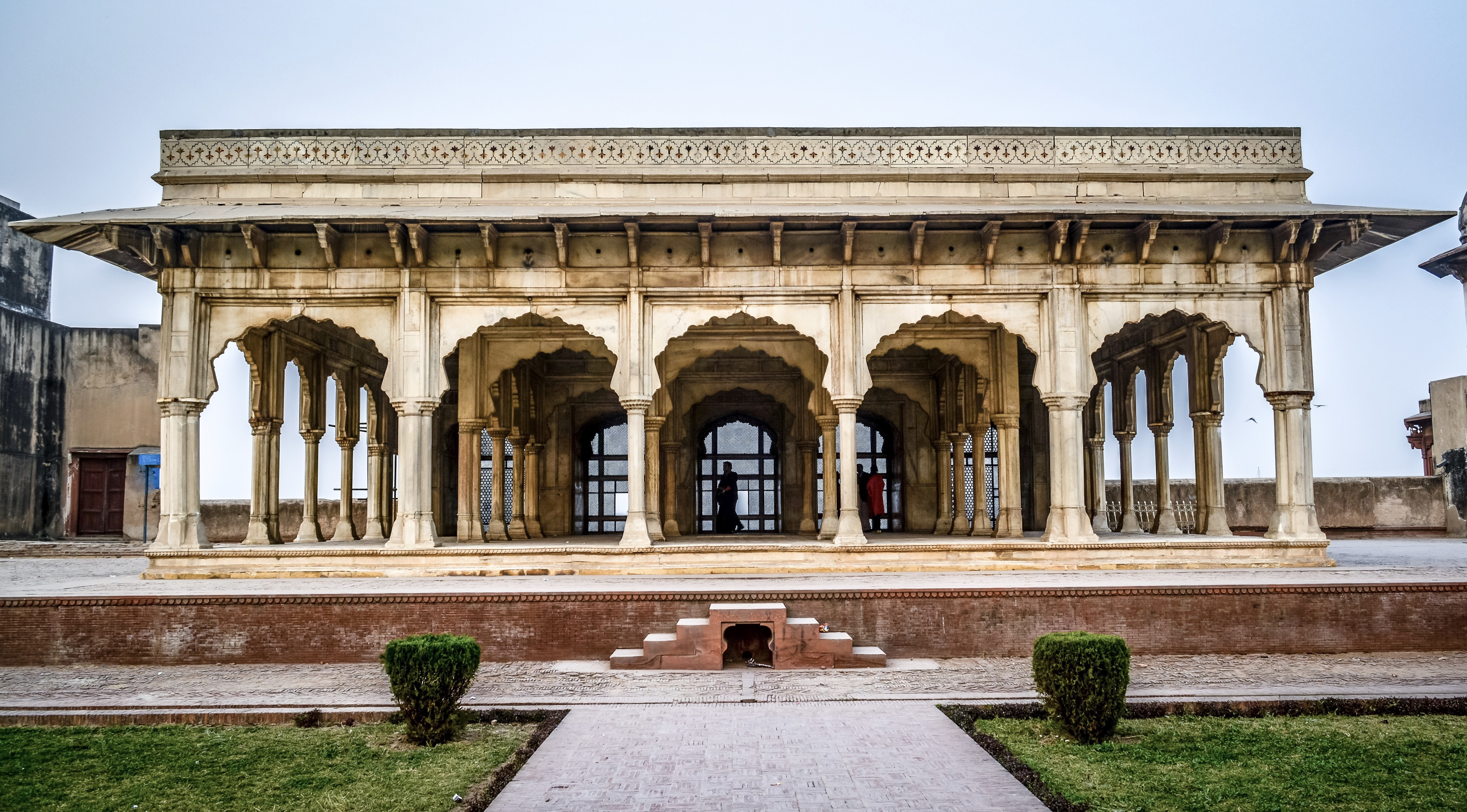
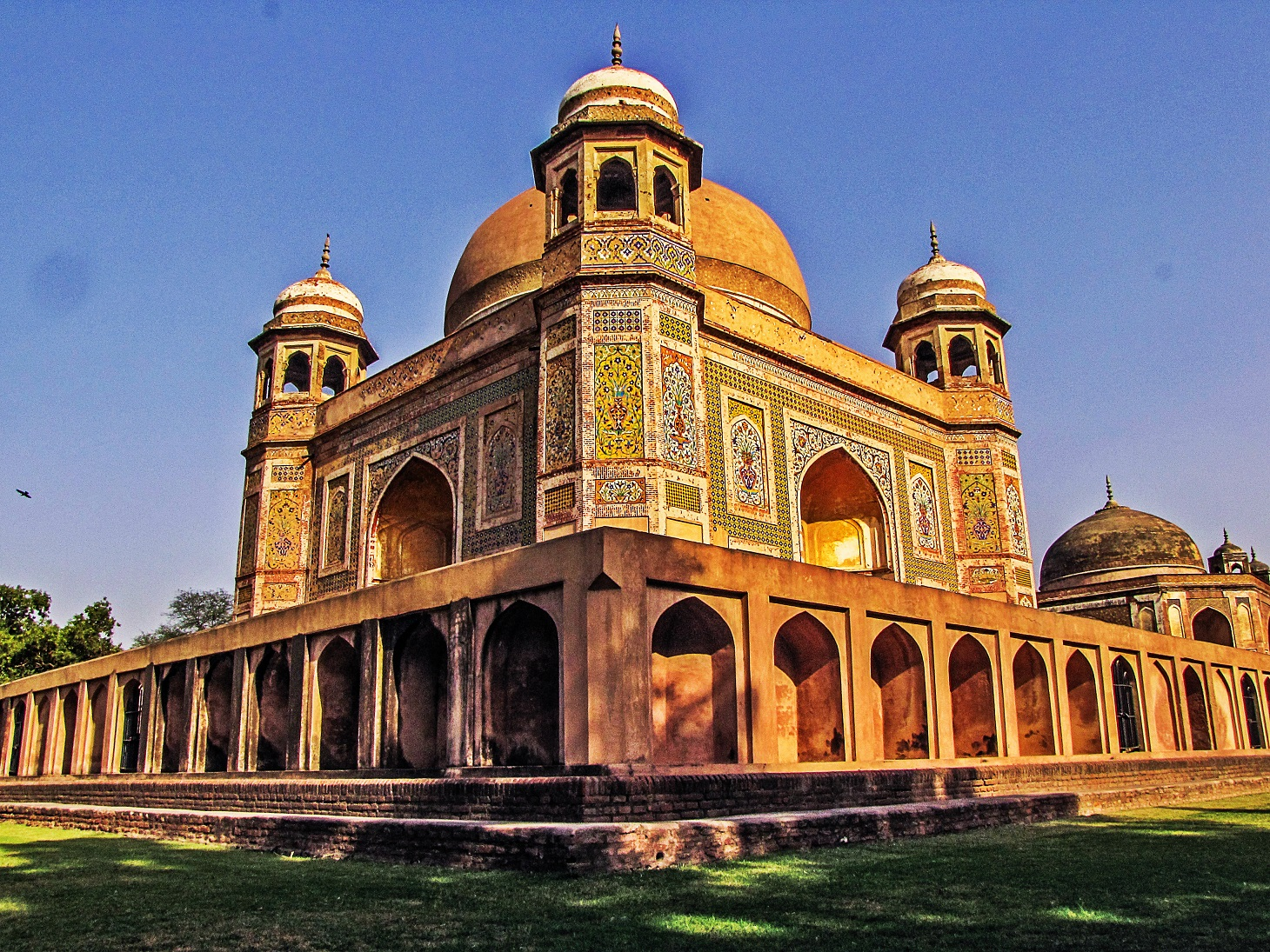
ウスタード・シャギルドの墓のひとつ
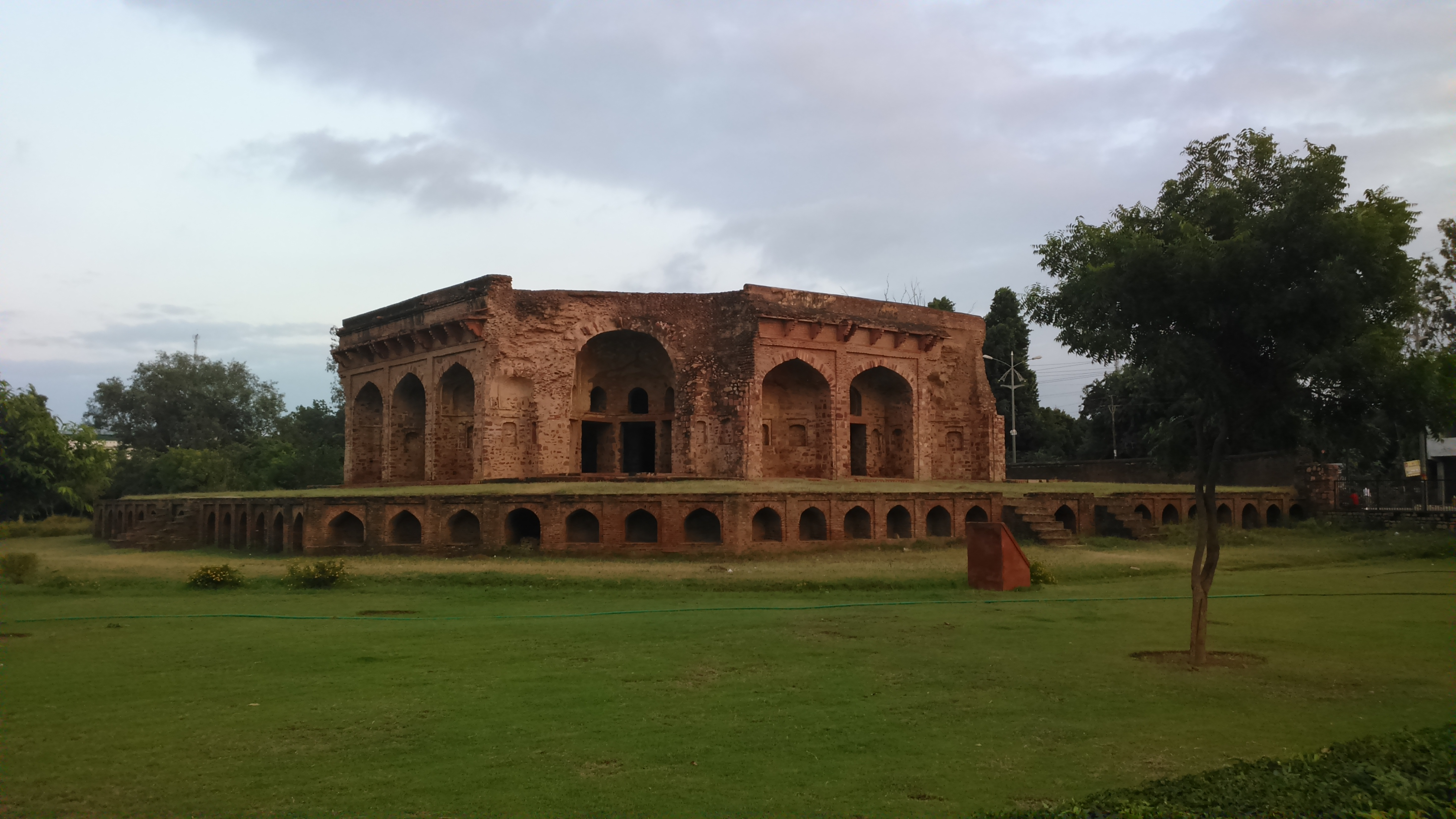
アクバル廟
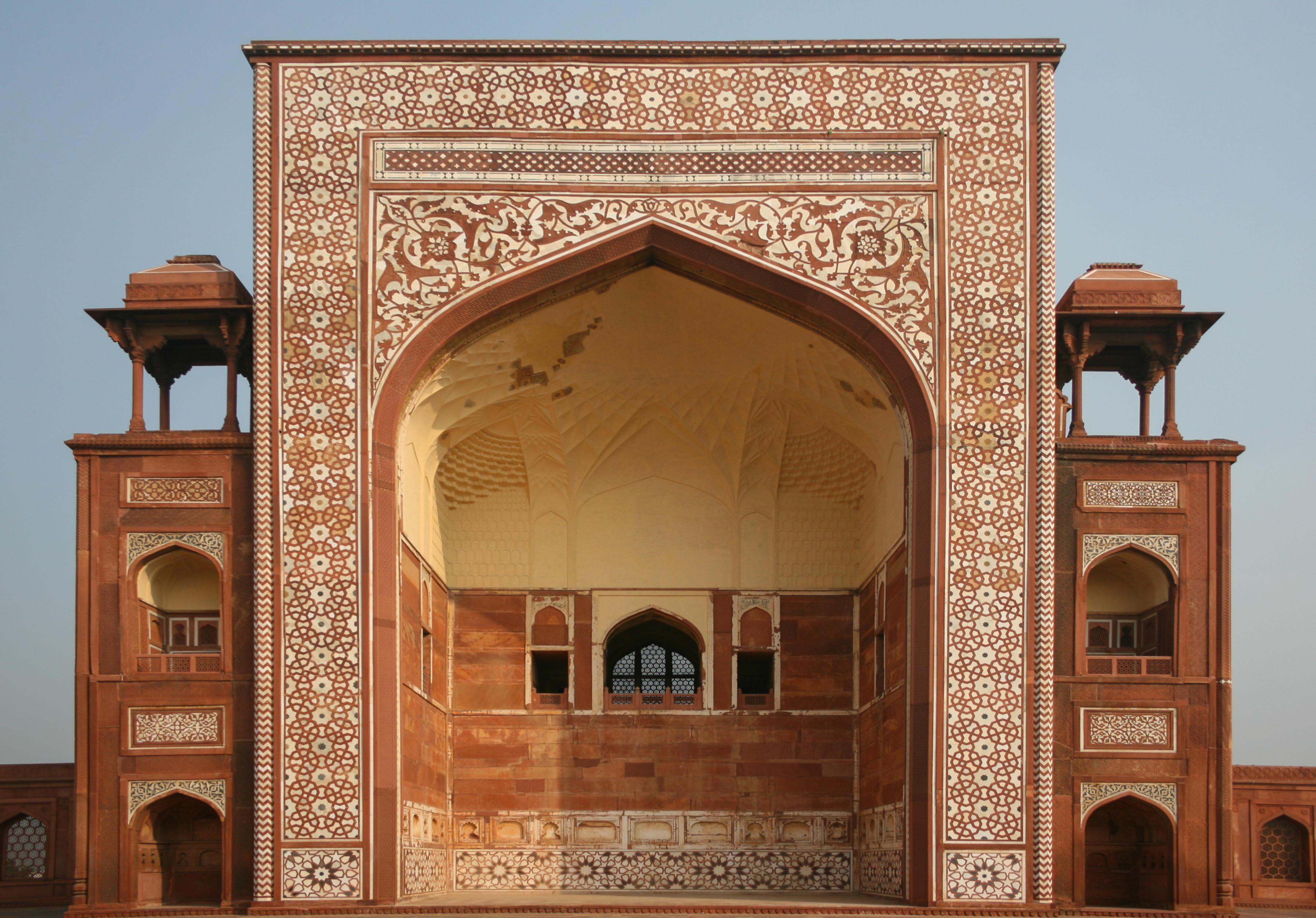
コーランの刻まれた碑文
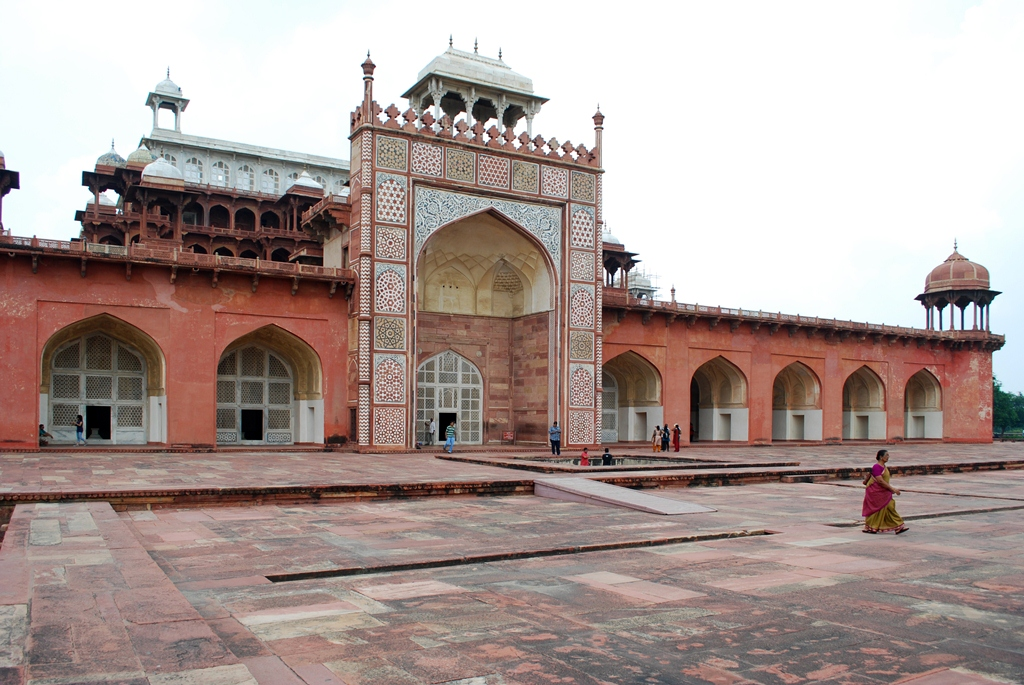
正面のファサード
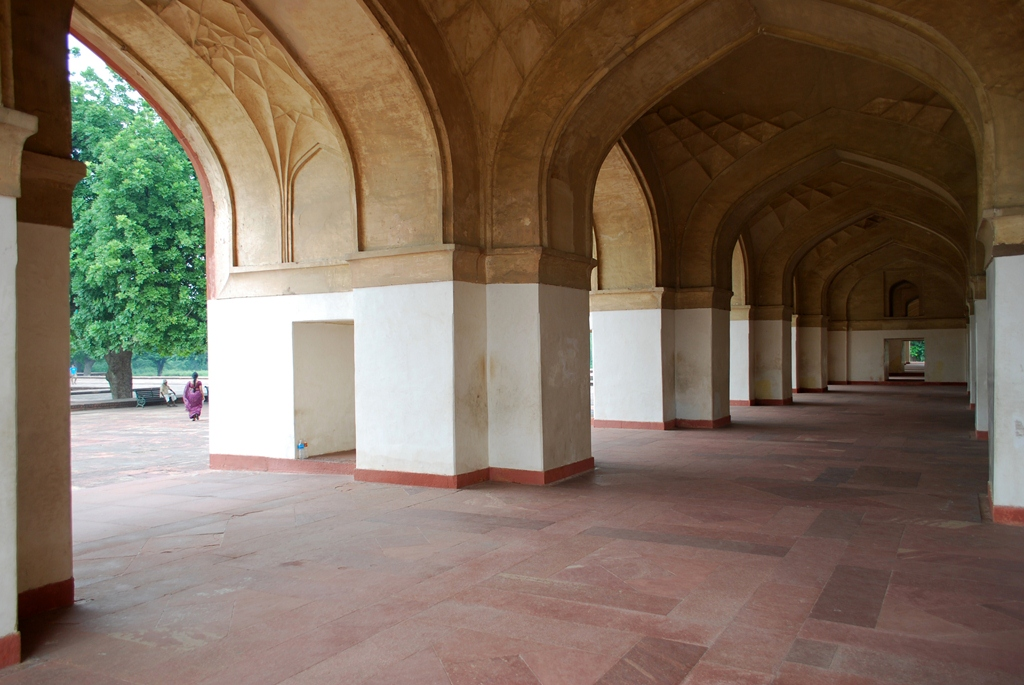
シカンドラの円形のギャラリー
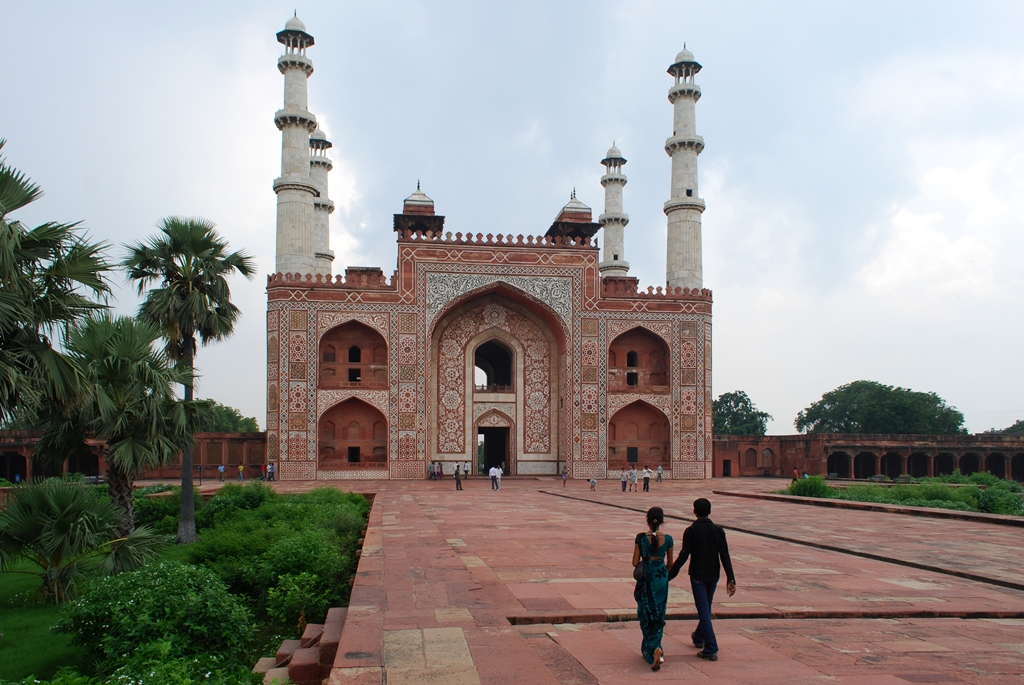
内部から南門を見る
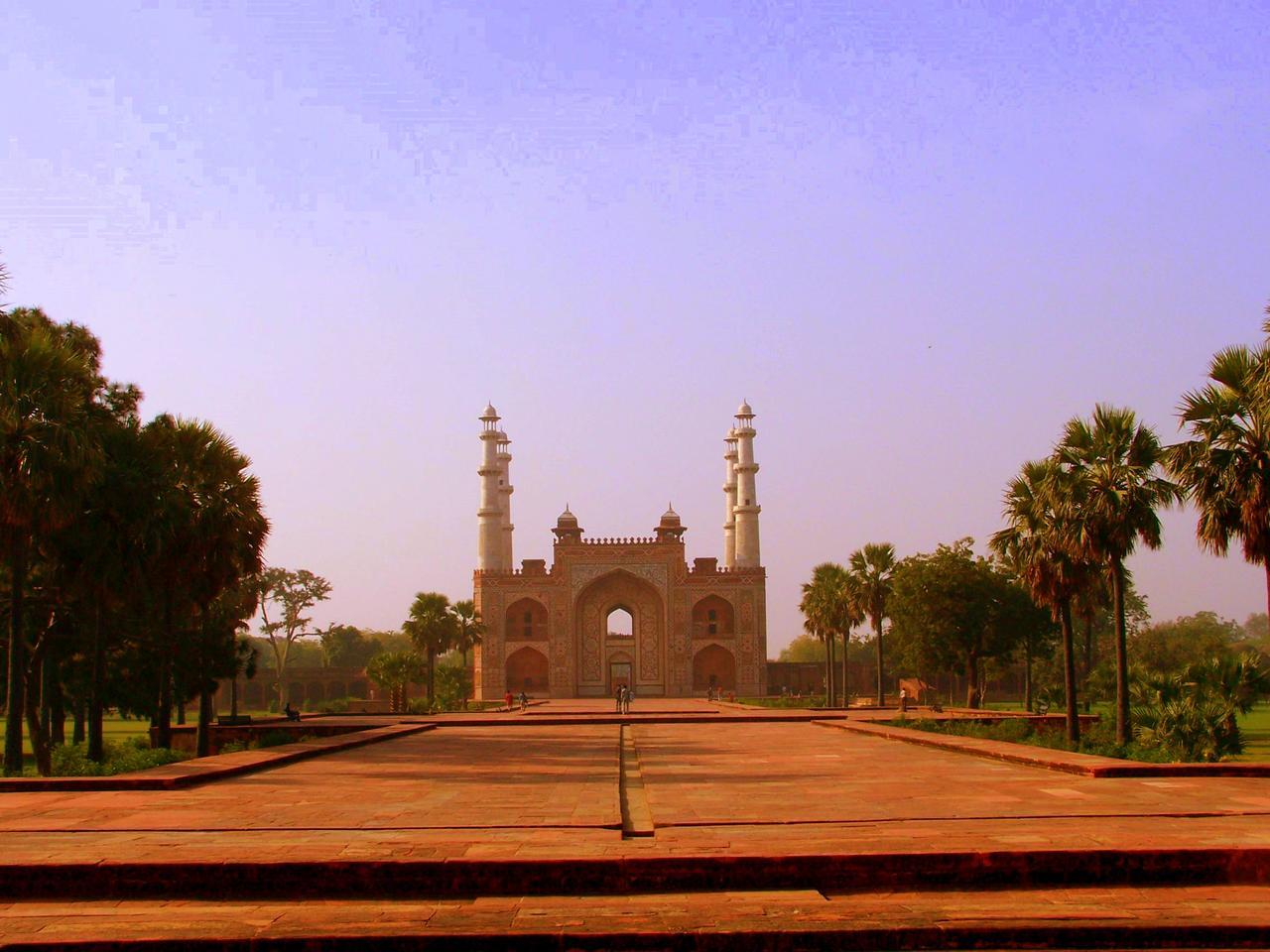
アクバル廟
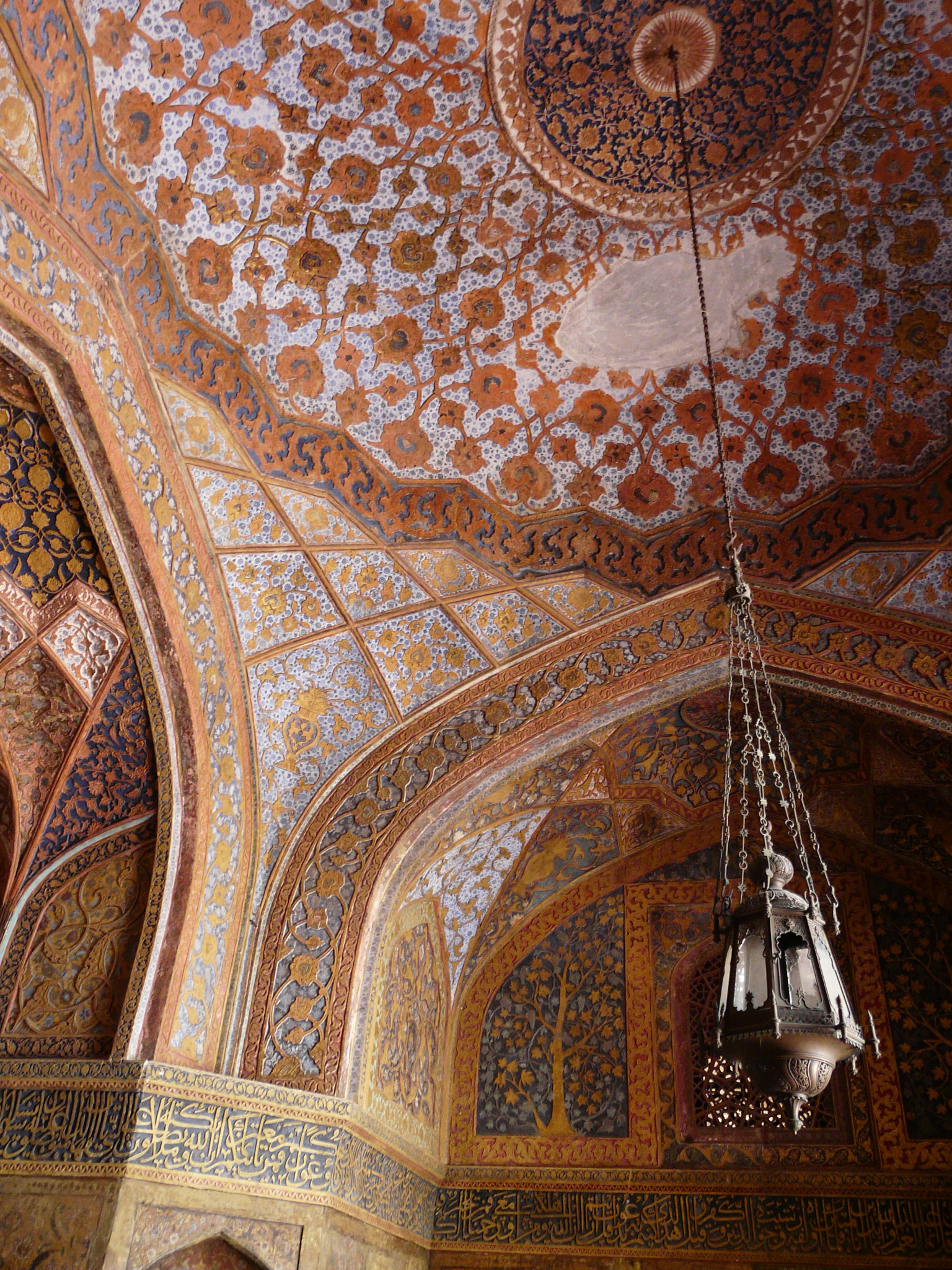
アクバル廟の天井
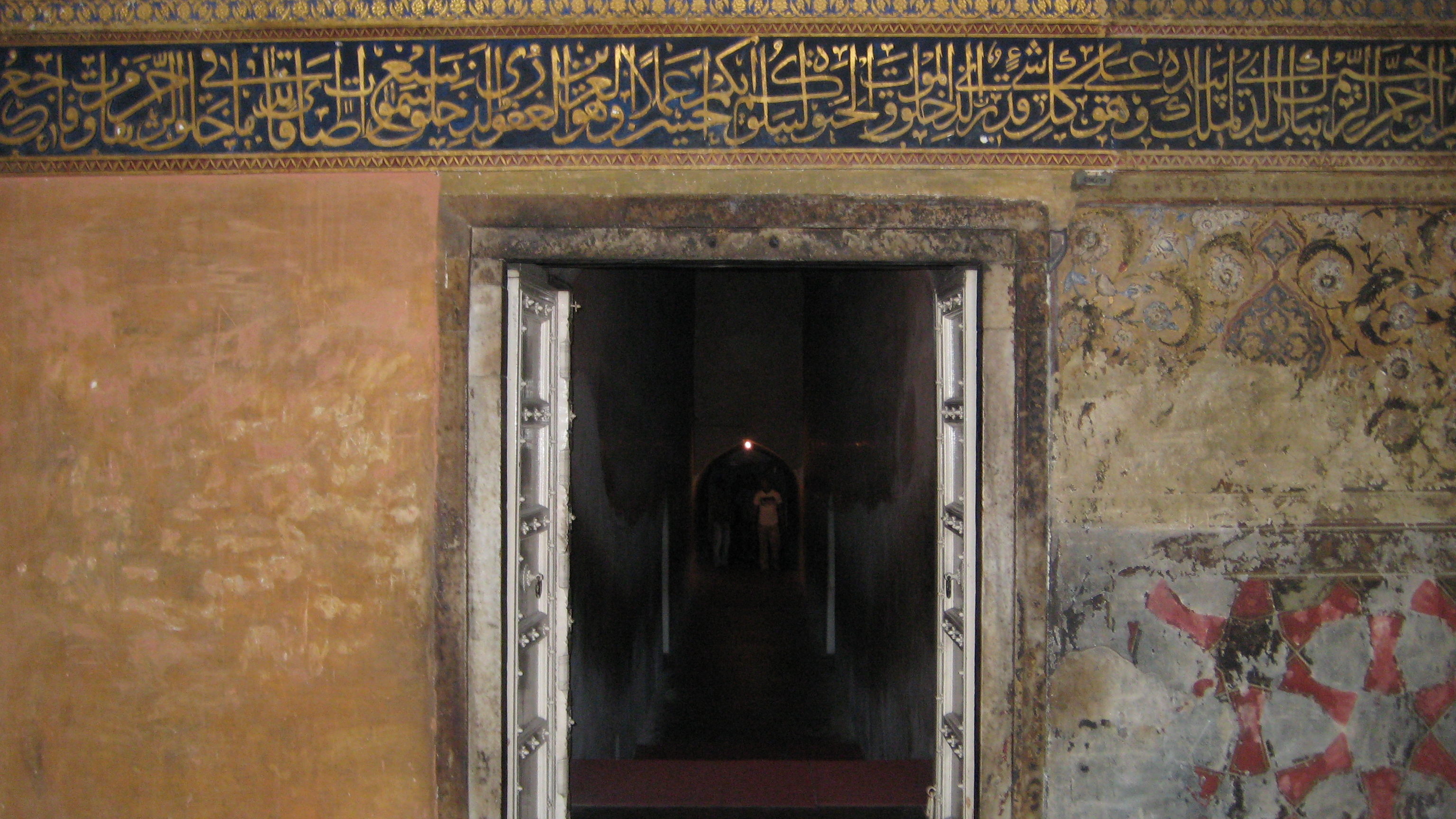
アクバル廟のペルシア書道
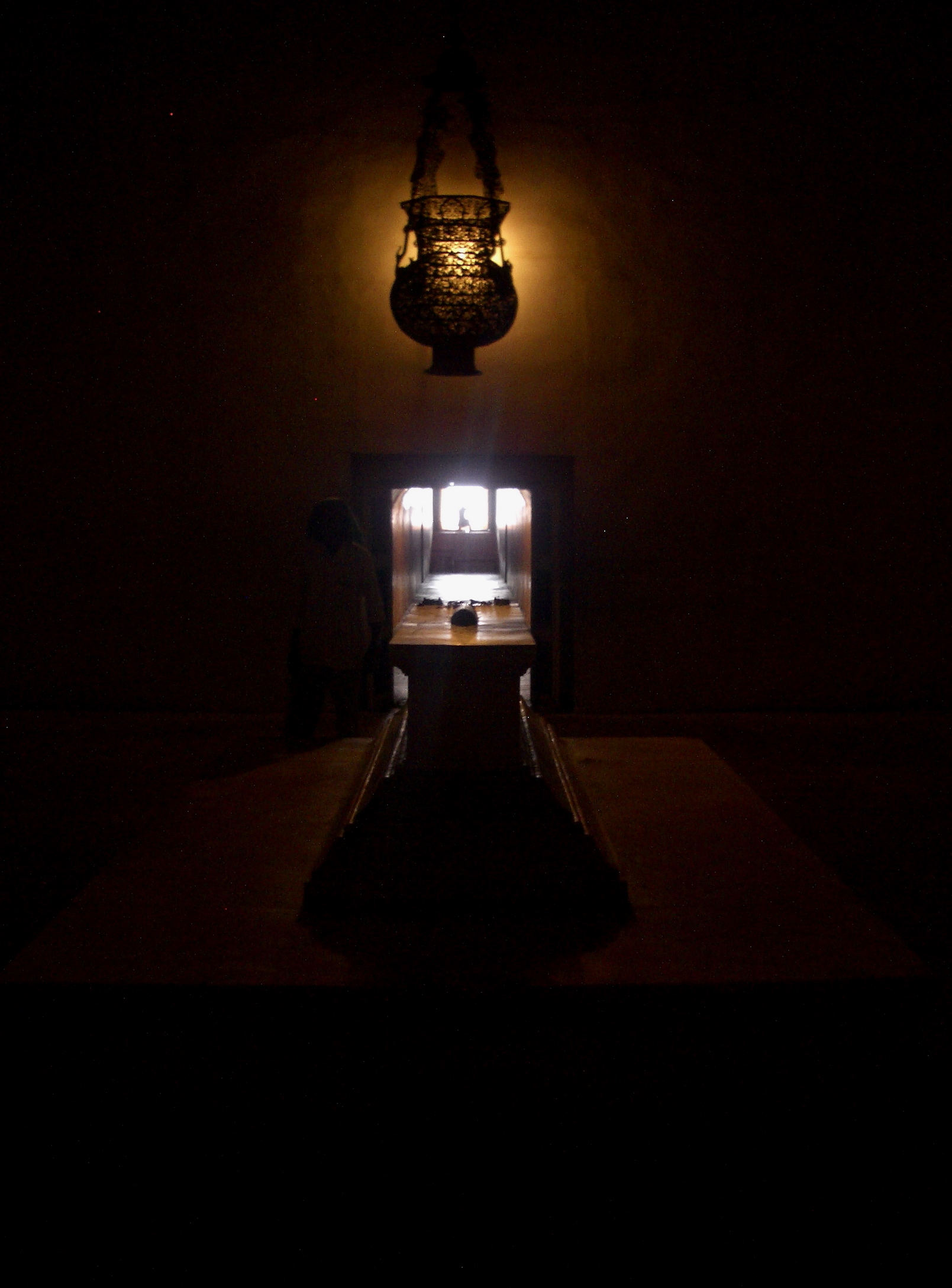
本来のアクバルの墓
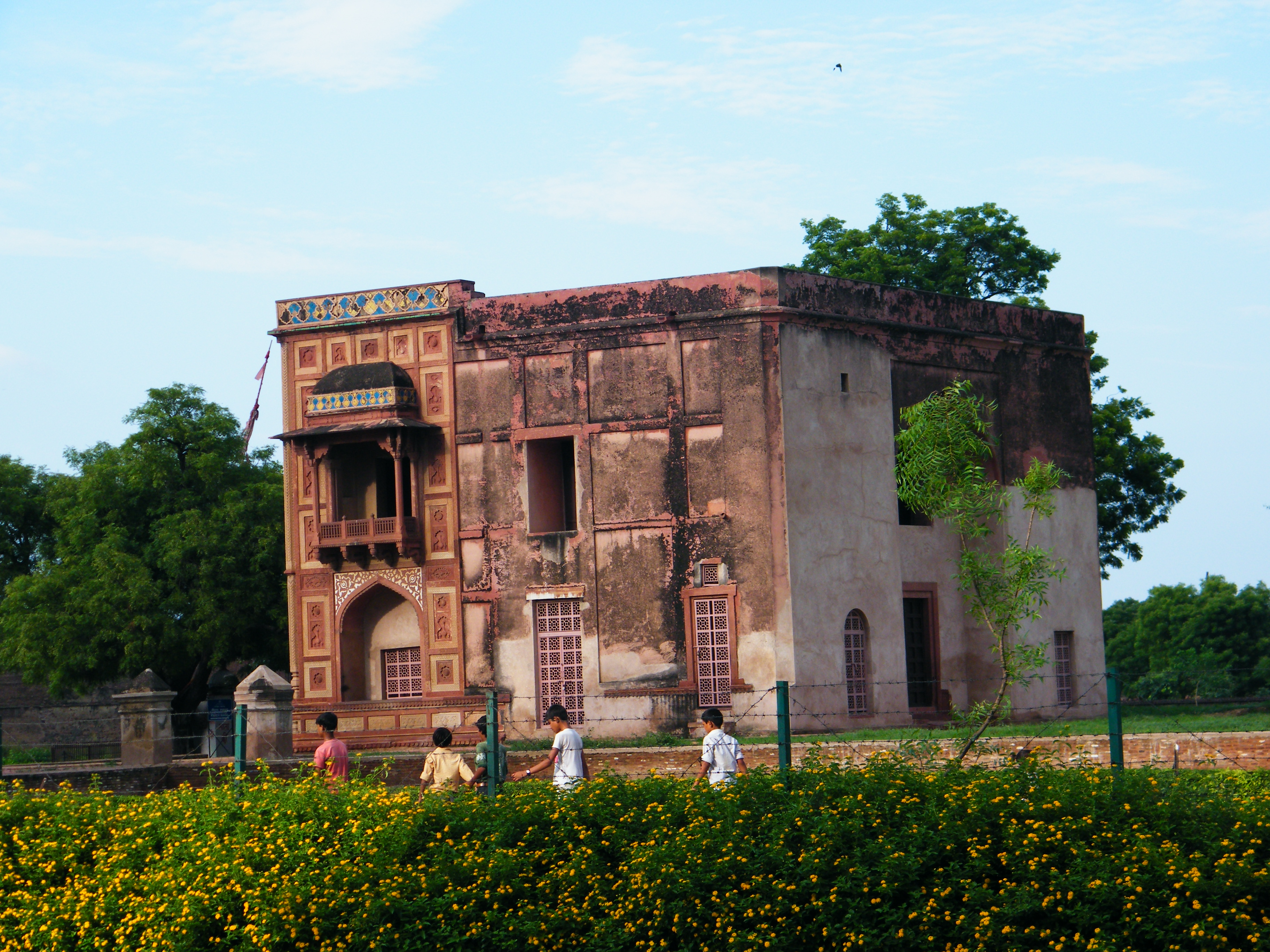
カンチ・マハル
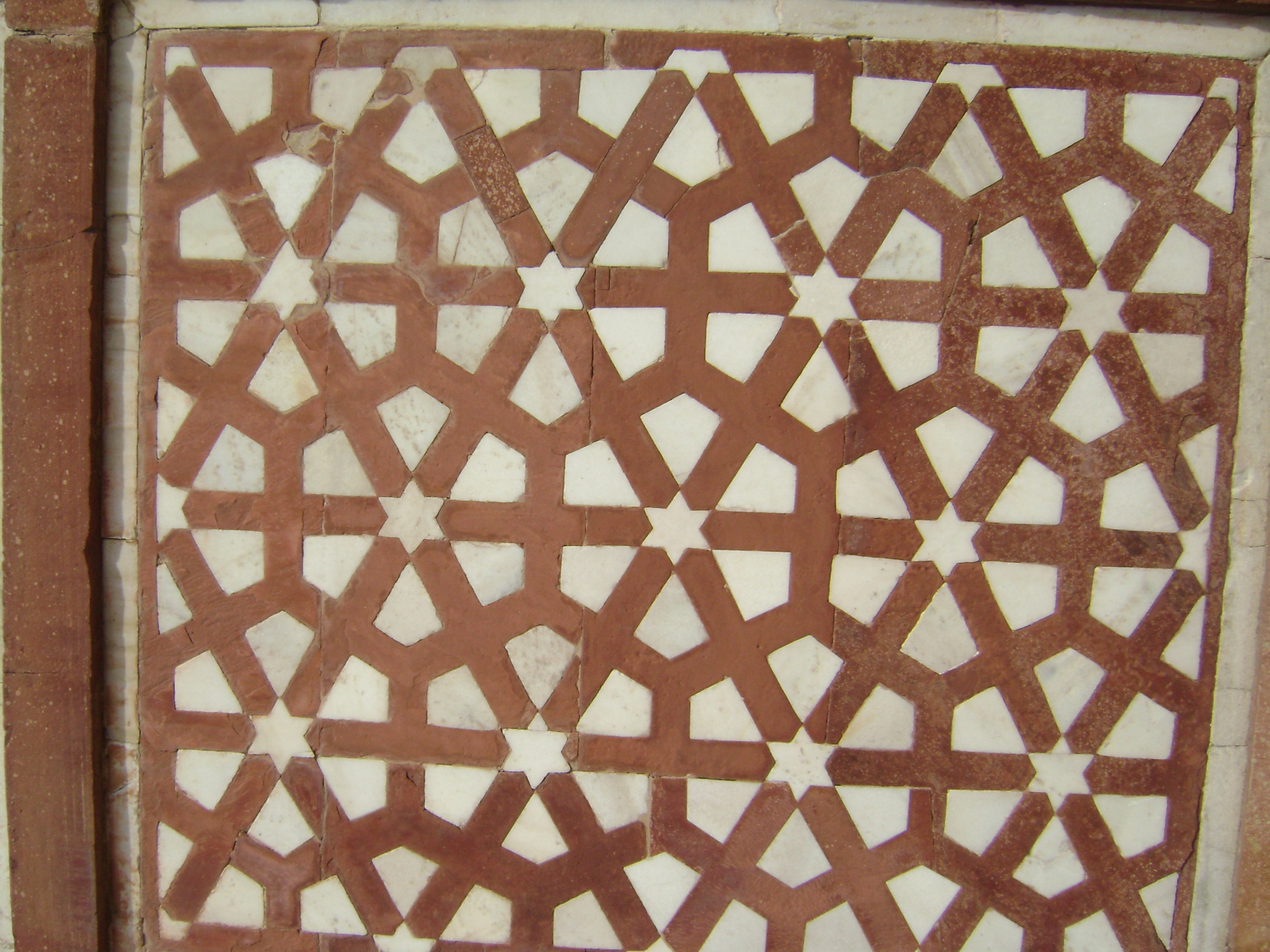
アクバル廟内部の作品
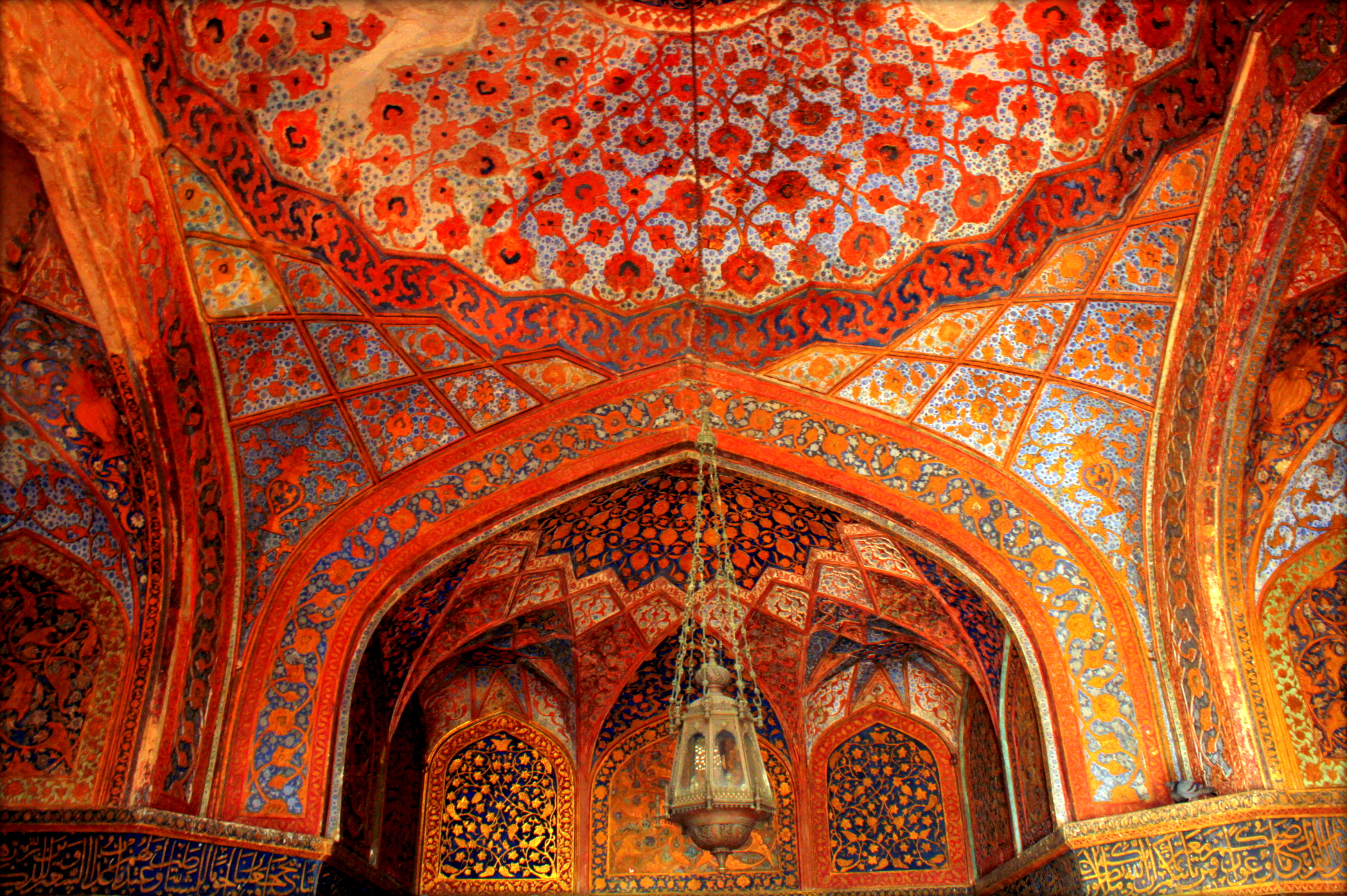
入口のアーチ
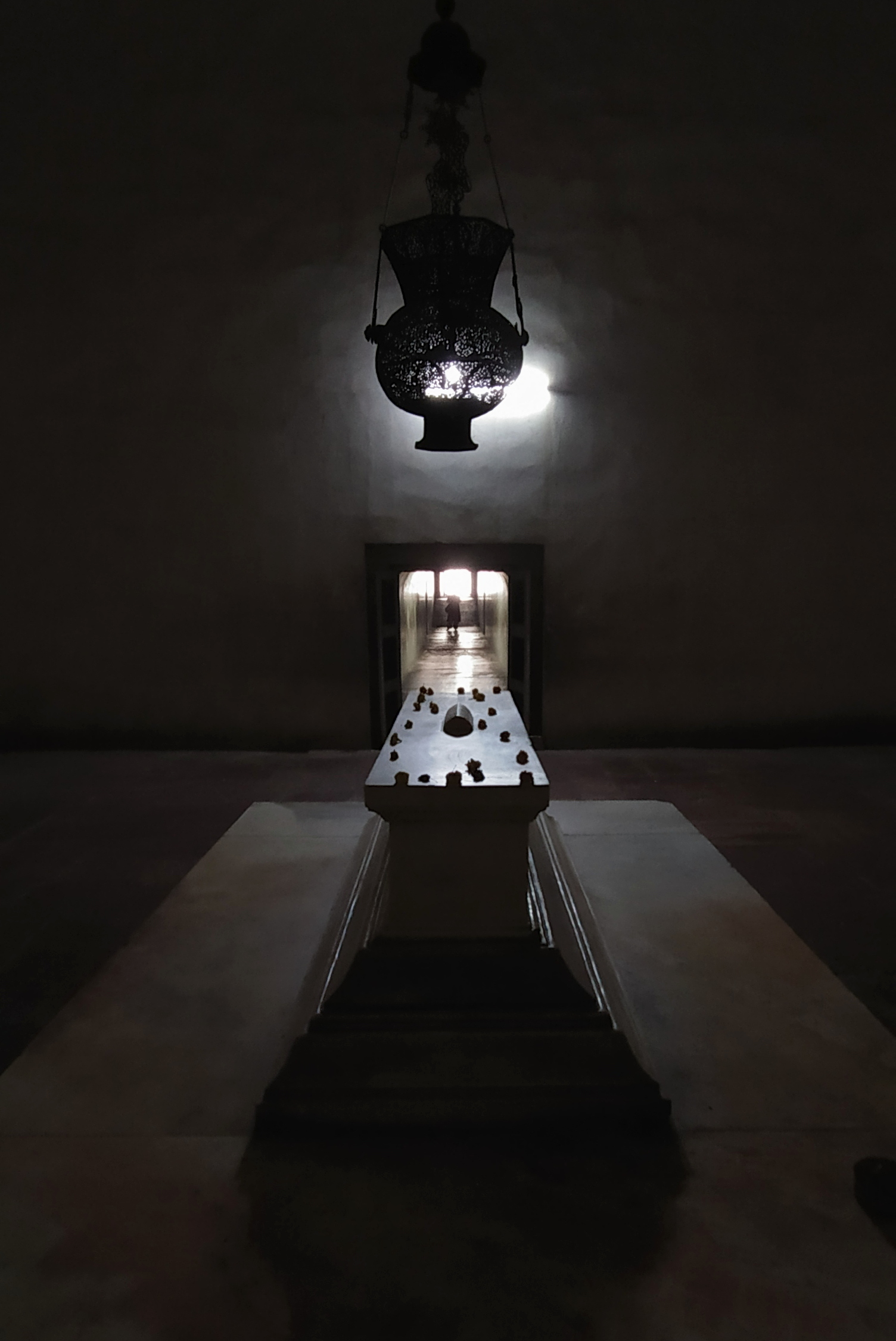
アクバル廟の地下
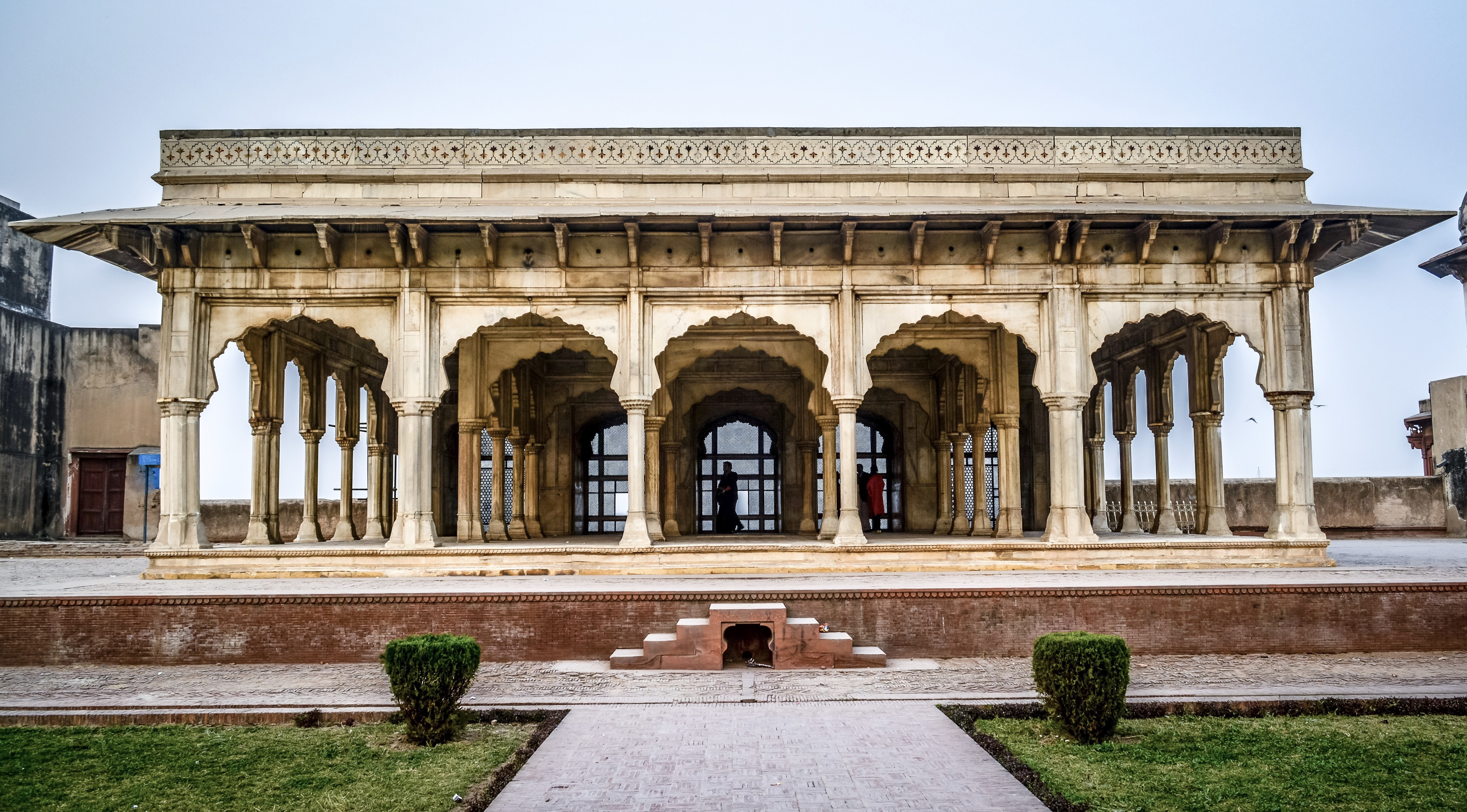
デワーネ・ハース
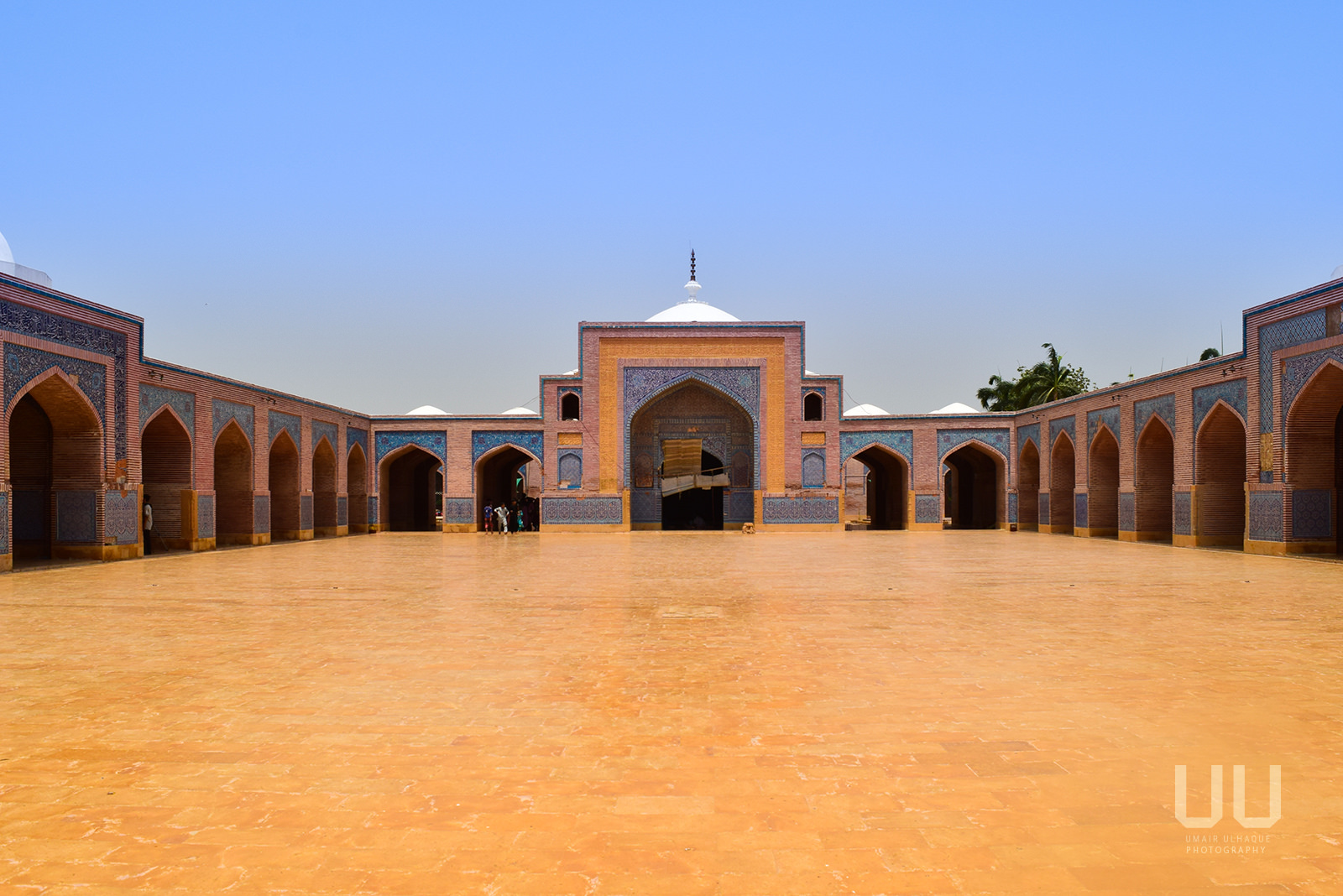
シャー･ジャハーン・モスク
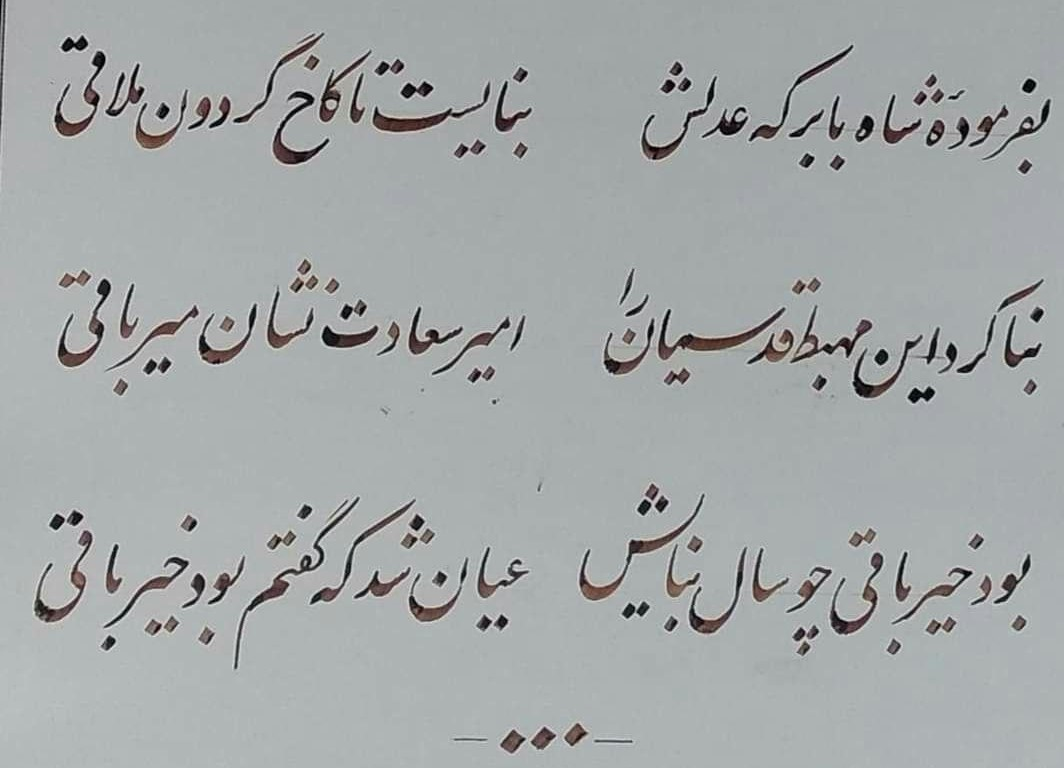
バーベリ・モスクのペルシア語の碑文のレプリカ
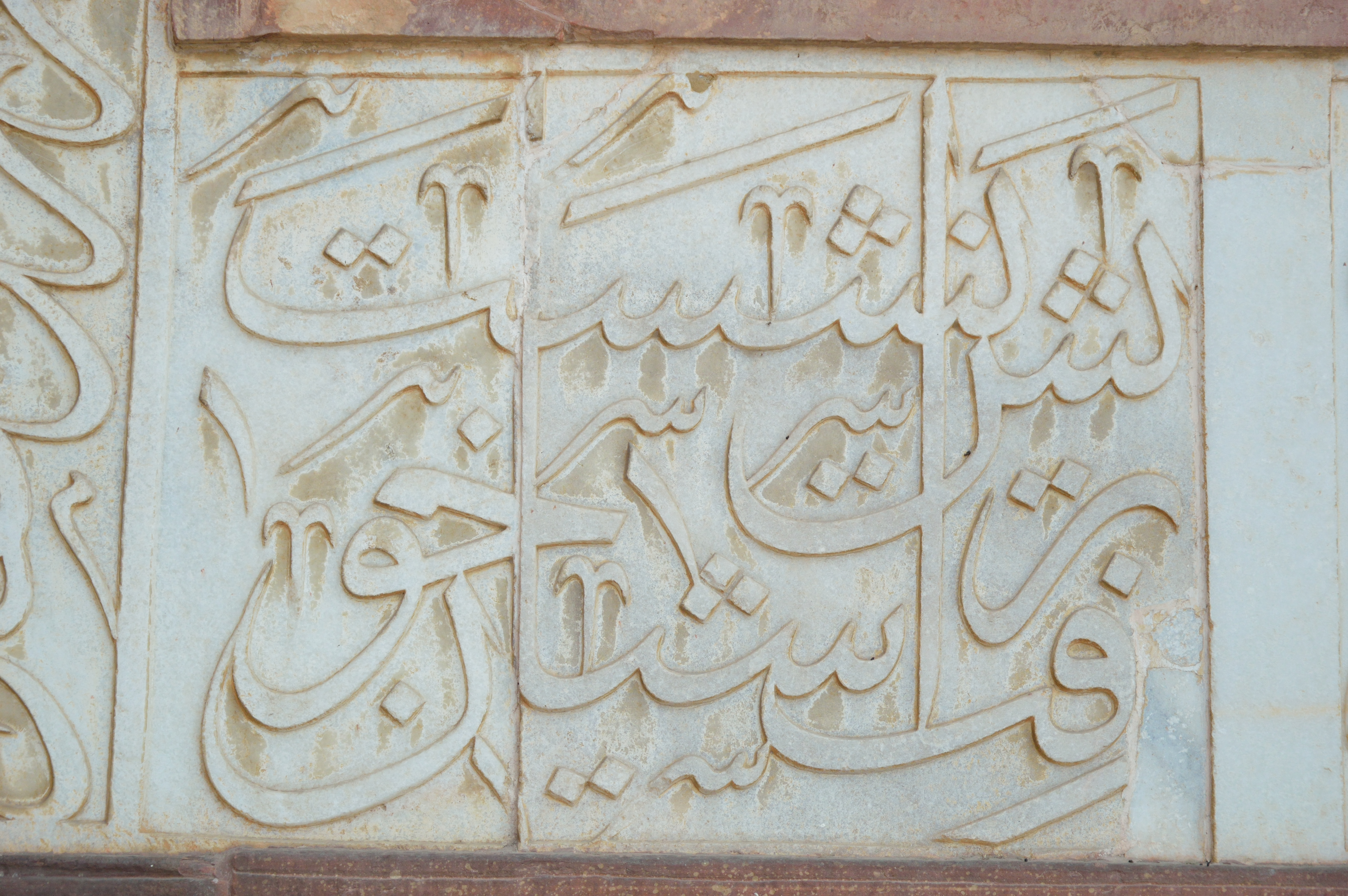
シカンドラのペルシャ書道
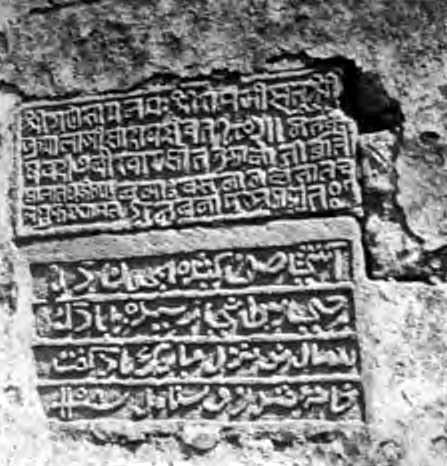
ペルシア語の碑文
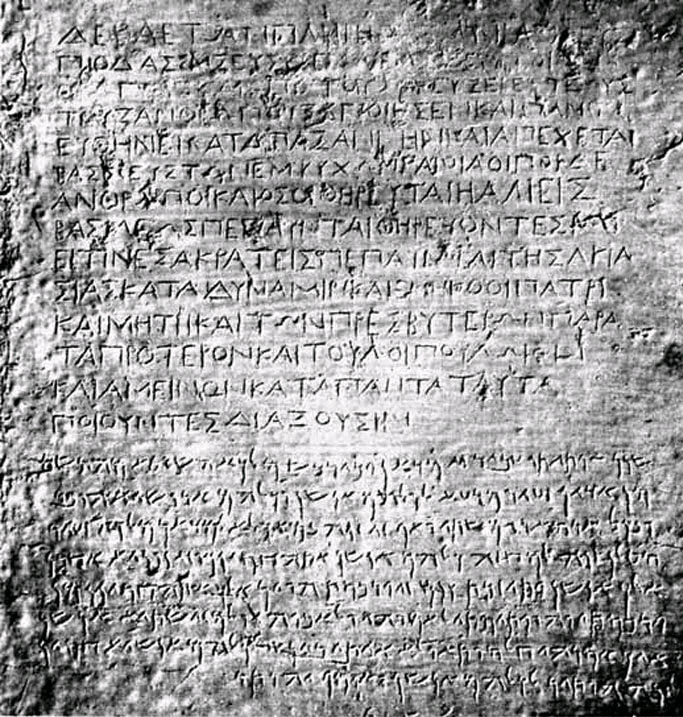
紀元前3世紀
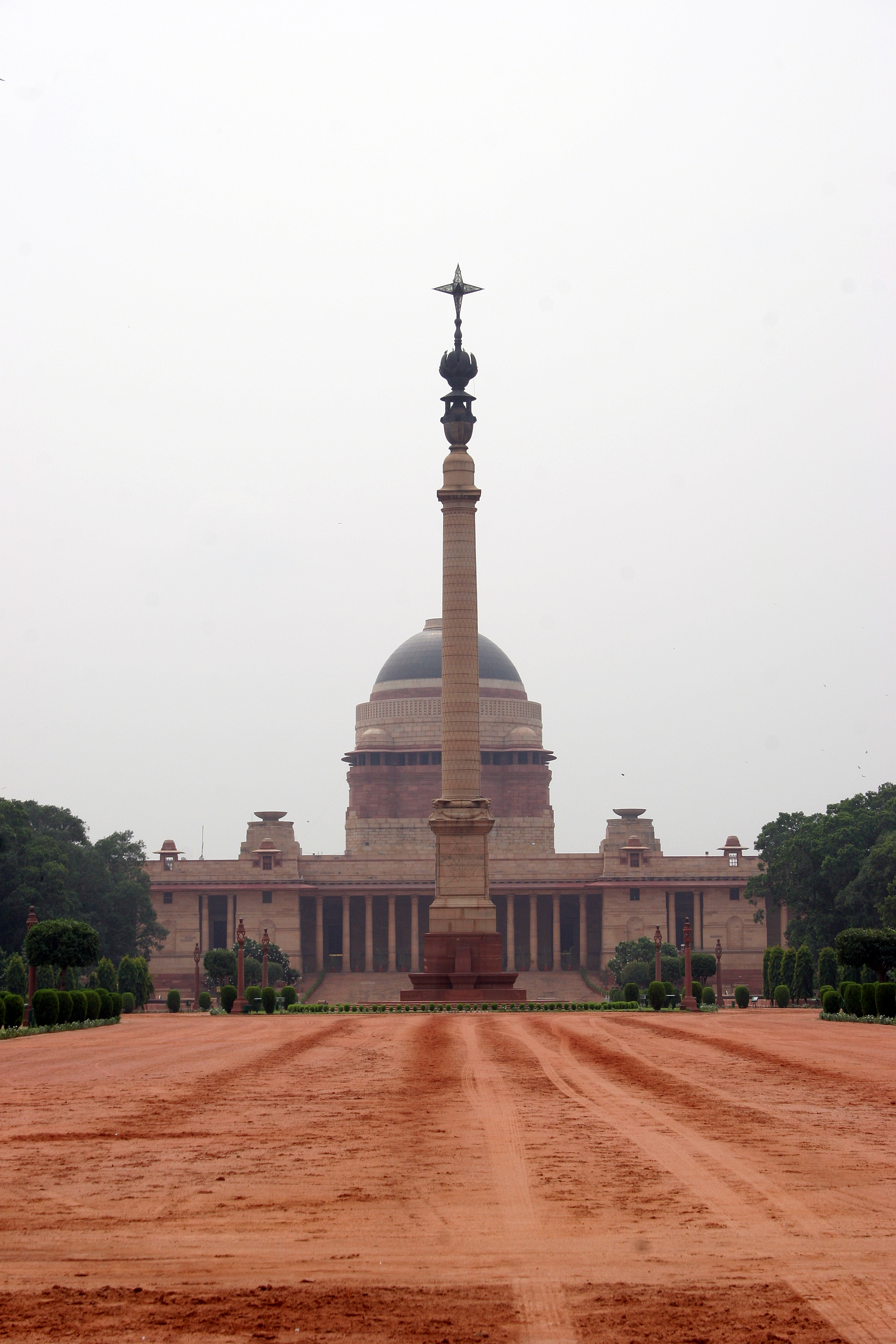
ラシュトラパティ・バワン